# Hình tượng tê giác trong văn hóa

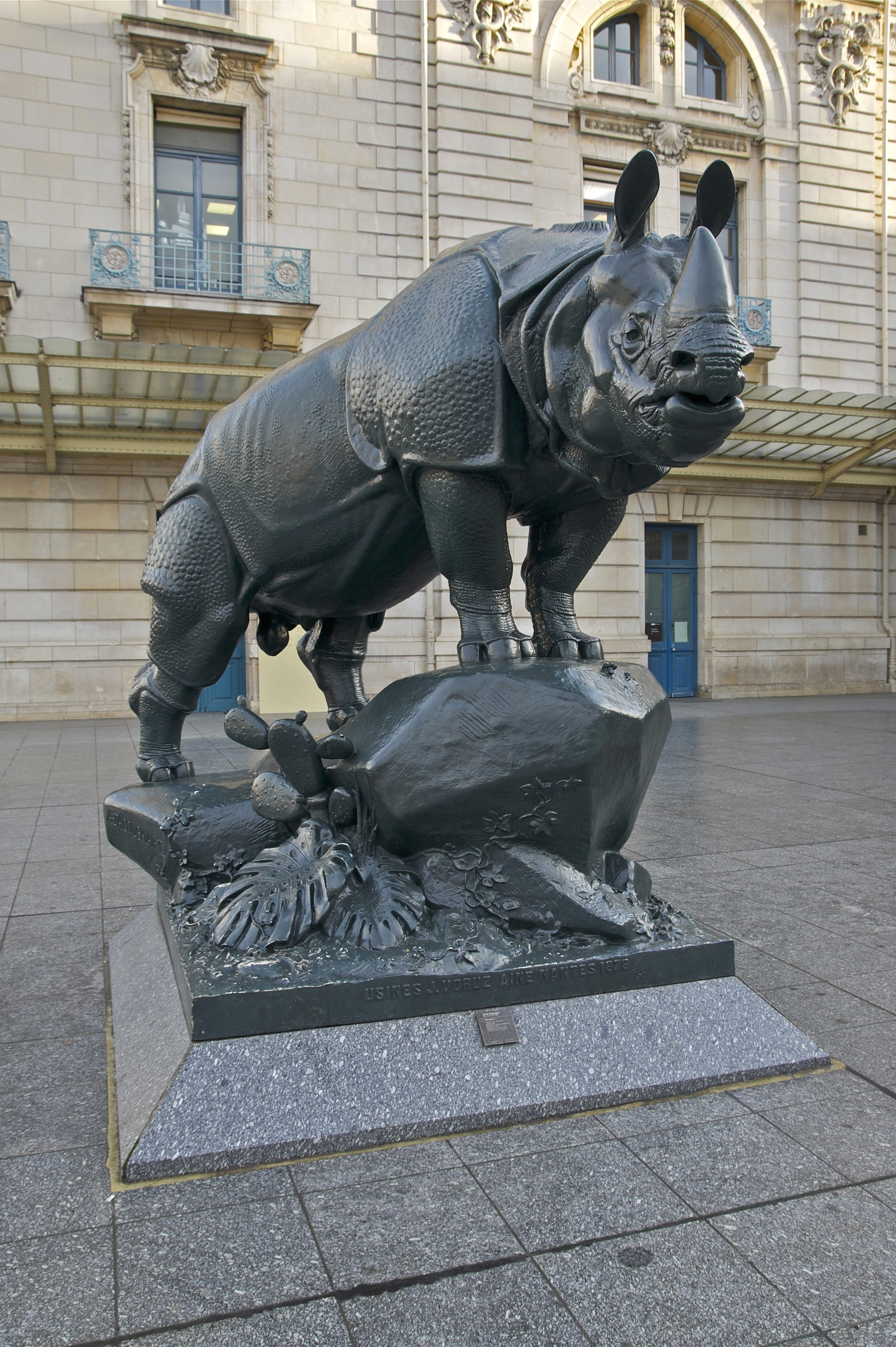
Tượng con Tê giác trước Bảo tàng d'Orsay của Henri Alfred Jacquemart, trong lịch sử chúng từng được xem như loài thần thú trị thủy

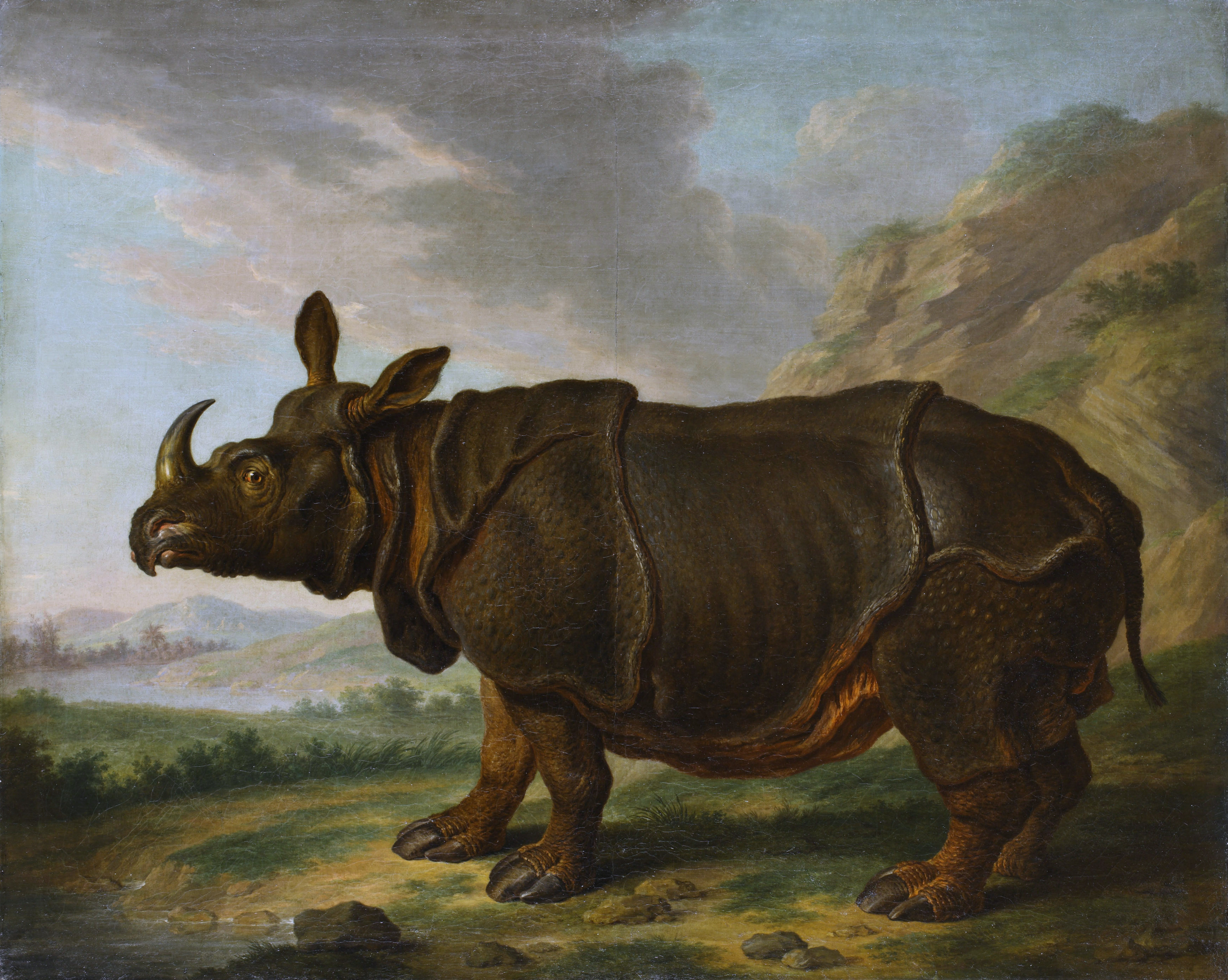
Họa phẩm tê giác của Johann Dietrich Findorff

Hình tượng con tê giác trong văn hóa (Rhinocéros dans la culture) mang nhiều ý nghĩa biểu tượng ở trong cả văn hóa phương Đông và văn hóa phương Tây dù so với nhiều loài vật khác, mức độ phổ biến trong không gian văn hóa của nó còn chưa sâu rộng. Hình ảnh loài tê giác đã sớm ghi dấu từ thời tiền sử hồng hoang, qua nhiều thế kỷ, nó đã là đối tượng của các tác phẩm nghệ thuật từ hội họa, điêu khắc, văn chương cho đến văn hóa đại chúng ngày nay. Chúng là đối tượng trong các loại hình tranh vẽ, tạo tác tượng và phù điêu, hình tượng tê giác cũng xuất hiện trong văn học hoặc điện ảnh ở phương Tây. Tê giác là loài động vật gây ấn tượng với con người bởi vẻ ngoài kỳ dị và to lớn của nó với nét đặc trưng phân biệt không lẫn vào đâu được là chiếc sừng (giác) lớn trên mũi (đôi khi được gọi là cái u) của con tê giác, chúng không mọc đối xứng hai bên như các loài thú khác.
Trong cả hai nền văn hóa phương Đông và phương Tây, chúng đôi khi được đồng nhất như loài thần thú kỳ lân, tùy theo cách nhìn nhận của từng nền văn hóa, nhưng điểm chung đây là con thú một sừng, một sinh vật khổng lồ như trong truyền thuyết. Vì là loài thú có cuộc sống đơn độc và bí ẩn, hình ảnh của chúng được mô tả trong văn hóa có sự khác nhau. Trong văn hóa phương Tây, chúng được biết đến từ văn minh Hy Lạp với hình tượng kỳ lân. Kể từ sau thời Đế chế La Mã, tê giác ở châu Âu đã trở thành một loài sinh vật huyền thoại nên khi một con tê giác từ phương Đông tới luôn đem lại sự hiếu kỳ.
Tê giác trong văn hóa phương Đông là tượng trưng cho sức mạnh tinh thần, trí tuệ và văn hóa. Trong văn hóa Trung Quốc, nó còn được xem như một loài thủy thú, là thần thú trị thủy (với chiếc sừng tê). Tê giác là loài vật được xuất hiện riêng trong bài kệ mang tên "Kinh tê giác" và trở thành biểu tượng cho những người tu hành kiên trì dù cho không có bạn tu hành nhưng vẫn một mình tu tập tâm ý cho đến ngày giải thoát, là biểu tượng cho những người tu hành kiên trì cho đến ngày giải thoát. Trong huyền sử Việt Nam có lưu truyền câu chuyện An Dương Vương sau khi chém Mỵ Châu đã cầm sừng tê văn dài bảy tấc xuống biển, câu chuyện này đã được các sử sách nhắc đến như Đại Việt sử lược, An Nam chí lược, Lĩnh Nam chích quái, Đại Việt sử ký toàn thư đều có chép lại.

## Danh xưng và các loài
Trong tiếng Việt thì con Tê giác (Rhinoceros hay Rhino) là một cách gọi dành cho con tê (犀/xī), tên này trong tiếng Hán là tê ngưu (犀牛/xīniú), còn tê giác (犀角) có nghĩa là sừng (của con) tê, không dùng để chỉ đích thân con vật ấy (là con tê), vì vậy cái sừng của con tê ngưu gọi là tê giác (犀角), trong đó giác (角) có nghĩa là cái sừng, trước đây người ta gọi con vật này là tây hay là con tê, sau này từ tê/tây thành "tê giác". Trong một thời gian dài, cả trong Nam lẫn ngoài Bắc Việt Nam đều gọi tê giác là tây, sau đó, tây đã chuyển thành tê, người miền Nam vẫn tiếp tục giữ âm tây còn ngoài Bắc thì đã chọn cách gọi là tê, nhưng thời đó không ở đâu gọi con vật đó là "tây giác" hoặc "tê giác" vì tê giác/tây giác là sừng (của con) tê, mà trong Nam còn gọi là u tây. Trong Đông y "tê giác" (sừng của con tê ngưu) có thể dùng làm thuốc, nhiều người không biết "tê giác" chỉ là cái sừng của con tê ngưu lại tưởng tê giác là tên gọi của con vật có cái sừng đó nên đã gọi con tê ngưu là "tê giác".

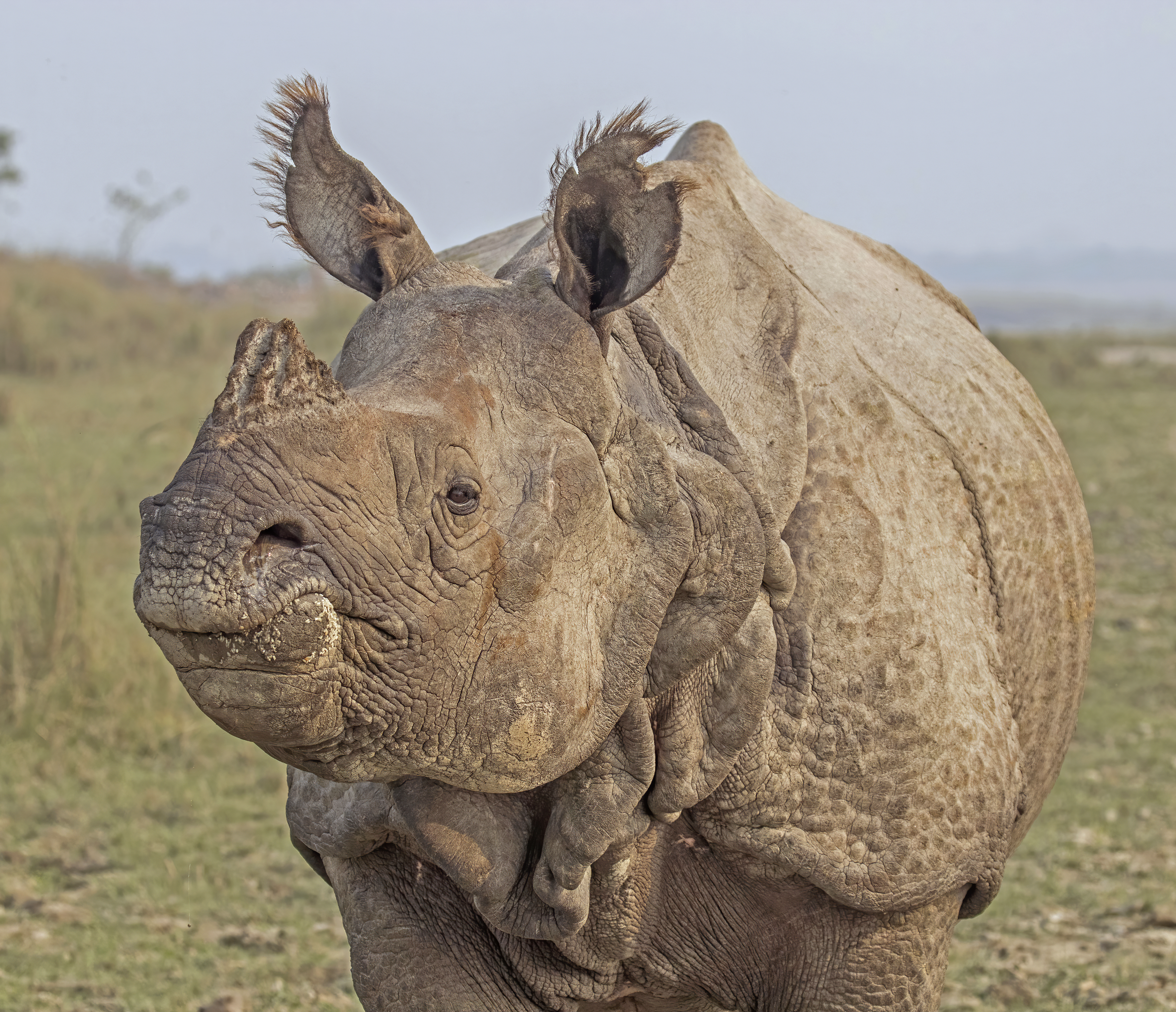
Một con tê giác Ấn Độ, nhiều con sừng không phát triển, nên người xưa gọi là con u

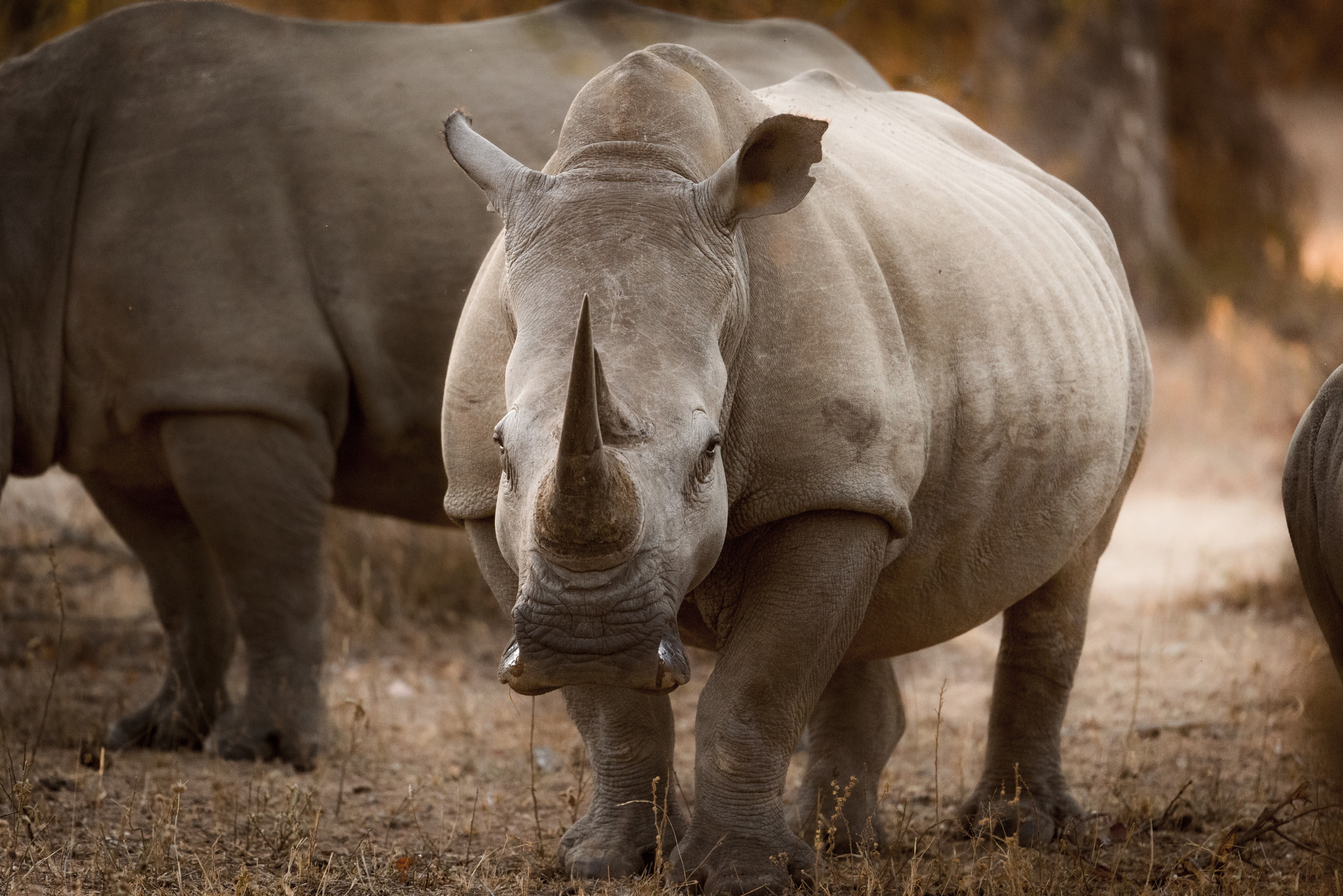
Những con tê giác châu Phi, ngày nay, chúng là biểu tượng của sự nghiệp bảo tồn động vật

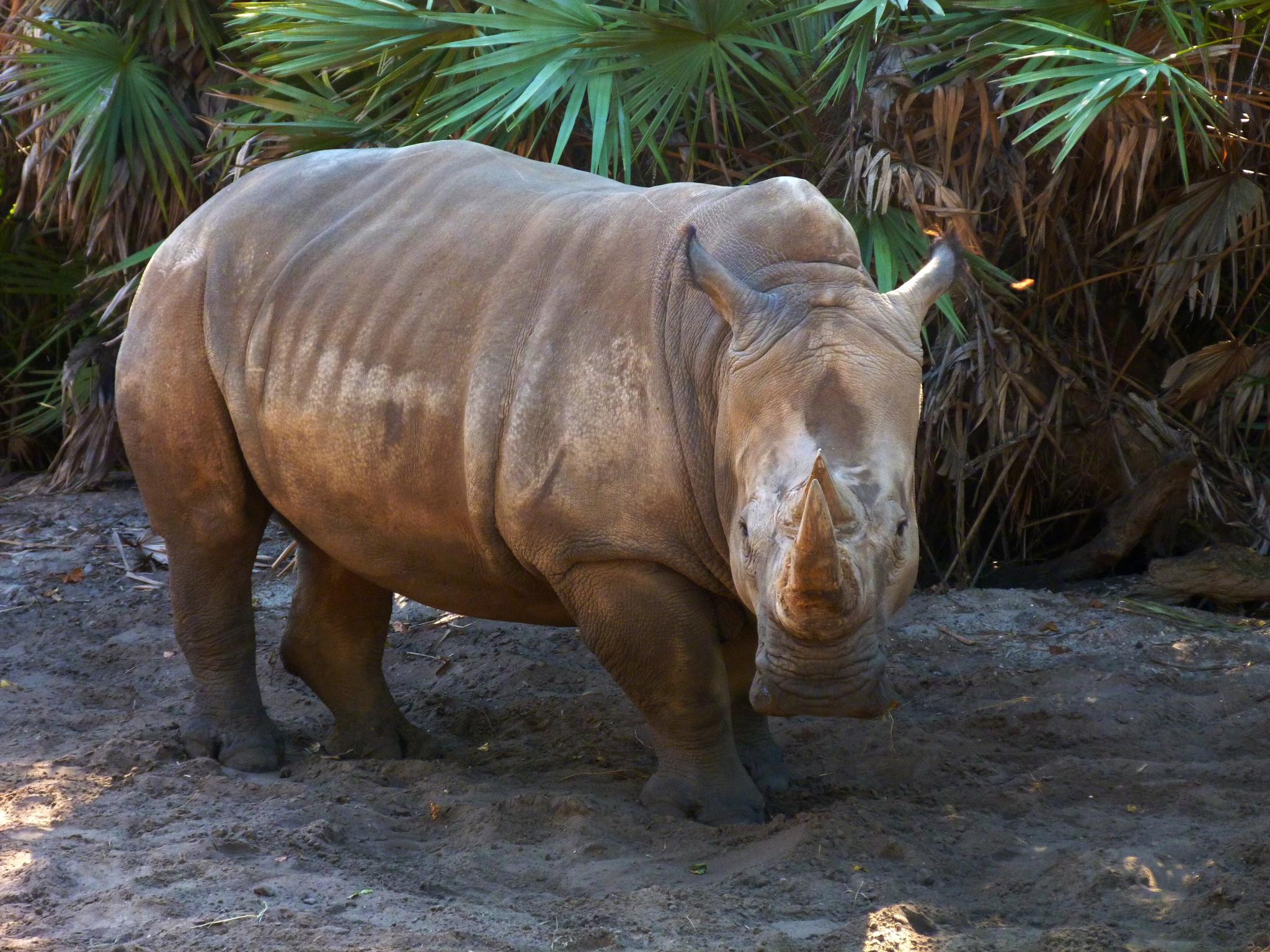
Một con tê giác trắng châu Phi

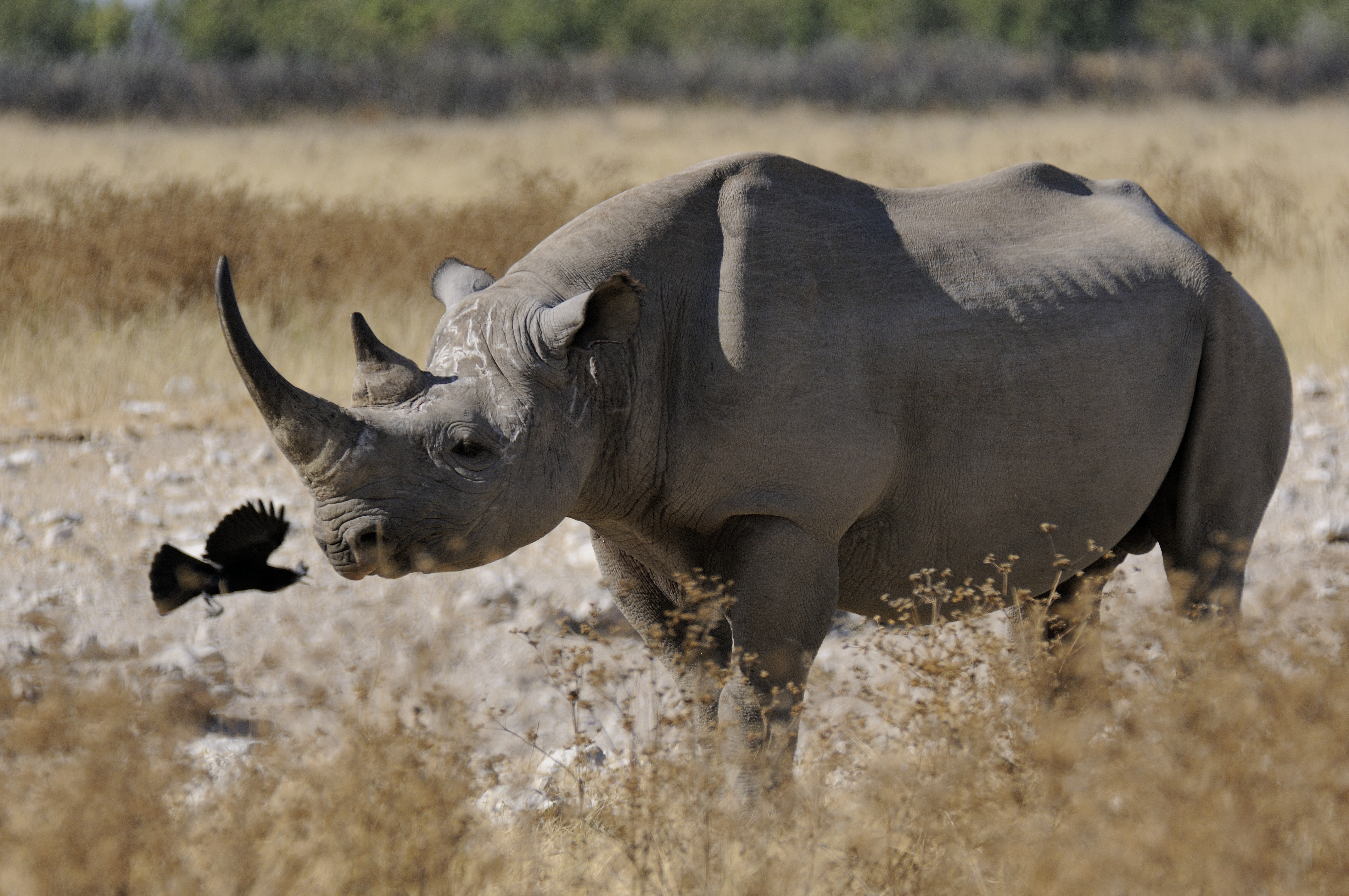
Một con tê giác đen châu Phi

Trong các tài liệu xưa, các tự điển cổ, cách gọi tê giác được định nghĩa như sau:
- Theo cuốn Dictionarium Latino-Annamiticum (Từ điển La Tinh-An Nam) thì "Rhinoceros là Con tây; tê ngưu, Bình bằng tây giác và "Rhinoceroticus Thuộc về con tây". Tây là biến thể ngữ âm của tê, đồng nghĩa với tê ngưu (có nghĩa là con tê) và tây giác là biến thể ngữ âm của tê giác và có nghĩa là sừng tê, "bình bằng tây giác" là bình làm bằng sừng tê.
- Theo cuốn Dictionarium Annamiticum Lusitanum et Latinum (Từ điển Việt-Bồ-La) có âm "tây": "Tây, con tây: bada (tiếng Bồ), rhinoceros (tiếng La)". Bada là tiếng Bồ Đào Nha gọi là Rinoceronte bắt nguồn từ tiếng Mã Lai là Badak, có nghĩa là tê/tây, đồng nghĩa với Rhinoceros trong tiếng Latin.
- Theo cuốn Dictionarium Annamitico Latinum của Pierre Pigneaux de Béhaine đã ghi nhận cả tây lẫn tê.
- Theo Việt-Nam Tự-Điển do Hội Khai Trí Tiến Đức ở Hà Nội chỉ ghi nhận có tê mà không còn thấy tây.
- Theo Đại Nam quấc âm tự vị thì "u tây" là "Cái sừng ở trước mũi con tây, người khách lấy làm một vật quí báu, cũng là vị thuốc mát"
- Theo Từ điển tiếng Việt do Văn Tân chủ biên thì còn lưỡng lự giữa tê và tê giác (là hai đơn vị đồng nghĩa) và có hai mục từ: "Tê–Cg. Tê giác, tê ngưu. Loài thú có guốc lẻ, da dày, trên mũi có một hoặc hai sừng" và " Tê giác.–Nh. Tê (loài thú).", tập thể tác giả đã nghiêng hẳn về tính chính xác của ngôn ngữ nên mới lấy Tê làm mục từ chính, và Tê giác thì chỉ được chuyển chú về mục Tê.
- Trong kinh Phật có bài kệ về con Tê ngưu một sừng hay Kinh tê giác (Khaggavisāṇa-sutta/Khaḍgaviṣāṇa-gāthā/Khargaviṣaṇa-sutra/Khargaviṣaṇa-gasa), với những câu: Hãy sống riêng một mình/Như tê ngưu một sừng nói về một con vật có tập tính sống đơn độc.
- Trong tiếng Đức thì loài tê giác Ấn Độ cho đến nay vẫn được gọi là Panzernashorn hay "tê giác bọc giáp"[7].

Ngày nay, với sự phát triển của khoa học về động vật, con người đã khám phá các giống loài của họ hàng nhà tê giác, nên người ta chia 4 giống (chi) tê/tê giác gồm Ceratotherium, Diceros, Dicerorhinus, Rhinoceros và phân thành 5 loài (chưa tính phụ loài): 
- Tê giác trắng hai sừng (Ceratotherium simum): thân dài 4m, cao 1,80m, nặng 1.400–3.500 kg, sống ở miền Nam và miền Trung châu Phi, một số ít ở miền Tây châu Phi.
- Tê giác đen hai sừng (Diceros bicornis): thân dài 3,50m, cao 1,60m, nặng 800–1.500 kg, sống ở miền Nam châu Phi, Kenya và một số rất ít ở Senegal.
- Tê giác Sumatra hai sừng (Dicerorhinus sumatrensis): thân dài 2–3m, cao 1–1,50m, nặng 600–950 kg, sống ở Sumatra, Borneo và bán đảo Mã Lai.
- Tê giác Java một sừng ngắn (Rhinoceros sondaicus): thân dài 2–4m, cao 1,50–1,70m, nặng 900–2.300 kg, sống ở Java, Việt Nam (người miền Nam thấy sừng nó ngắn ngủn nên mới gọi là cái u và gọi nó là con u tây);
- Tê giác Ấn Độ một sừng dài (Rhinoceros unicornis): thân dài 3–3,80m, cao 1,75–2m, nặng 800–2.700 kg, sống ở Nepal và miền Bắc Ấn Độ.

Trong số 5 loài tê giác thì Tê giác Ấn Độ và Tê giác Java là các loài tê giác chỉ có một sừng (độc giác tê), còn Tê giác Sumatra, Tê giác đen châu Phi và Tê giác trắng châu Phi là các loài tê giác có hai sừng (song giác tê), đây là những tên gọi thông dụng của chúng:
- Tê giác Ấn Độ (Indian rhinoceros) tên khác là tê giác một sừng lớn, "Đại độc giác tê" hay "độc giác tê" (tê giác một sừng). Cả con đực và con cái đều có một sừng. Sừng mọc ở đầu mũi, màu đen, hình dạng như cái chùy, to nhưng không dài, thông thường chỉ dài khoảng 30–40 cm.
- Tê giác Java (Javan rhinoceros) hay Tê giác nhỏ một sừng, "tiểu độc tê giác" thì chỉ con đực mới có sừng, cái sừng mọc ngay trên mũi, sừng nhỏ, chỉ khoảng 25 cm. Sinh sống ở các khu rừng rậm nhiệt đới, thích bơi trong nước, không ưa ánh sáng mặt trời. Thường đi một mình hoặc từng đôi đực cái, thức ăn là cành cây, chồi non, lá cây, tre trúc, trái cây. Theo "Từ điển động vật và khoáng vật làm thuốc ở Việt Nam" của Võ Văn Chi thì "Tai là bộ phận duy nhất của cơ thể tê giác có cảm giác đau".
- Tê giác Sumatra (Sumatran rhinoceros) hay "Tê giác hai sừng Indonesia", "song giác tê" (tê giác hai sừng) là loại tê giác nhỏ nhất, da thô dày, thân có nhiều lông, màu xám hoặc màu nâu. Cả con đực và con cái đều có hai sừng, cái sừng trước mọc ngay ở trên mũi, sừng sau mọc ở đỉnh đầu, sừng trước dài, sừng sau ngắn, sừng của con cái nhỏ và ngắn hơn
- Tê giác đen châu Phi (Black rhinoceros) hay "Tê giác mõm nhọn", "tư giác", "trụ giác", "thiên mã giác" là loại tê giác lớn, nặng trên dưới 1 tấn, con đực nặng 850-1.600 kg, cá biệt có thể nặng đến 1.800 kg, con cái nhẹ hơn con đực, cả con đực và con cái đều có hai sừng, cái sừng trước thường dài khoảng 50 cm, cá biệt có thể tới 1m, sừng trước dài, cong về phía sau, sừng sau ngắn mọc thẳng.
- Tê giác trắng châu Phi (White rhinoceros) hay "Bạch tê" hay còn gọi là tê giác môi vuông hay tê giác mõm vuông, theo một giả thuyết thì thuật ngữ "White" (trắng) trong tiếng Anh thực sự có nguồn gốc từ tiếng Afrikaan là "weit", có nghĩa là rộng ý chỉ về cái miệng rộng hoặc thân thể to bè của chúng. Loài nay chia ra 2 phân loài là Tê giác trắng miền Bắc (Ceratotherium simum cottoni) và Tê giác trắng miền Nam (Ceratotherium simum simum).

Là loài tê giác lớn, thân có thể dài, trọng lượng lớn, con đực nặng 2.000-2.300kg, cá biệt có thể nặng tới 4.000kg, con cái nhẹ hơn con đực, trung bình nặng khoảng 1.600kg. Cả con đực và con cái đều có hai sừng. Sừng con đực to và dài hơn, sừng con cái nhỏ và ngắn hơn, sừng trước dài hơn sừng sau, sừng trước thường dài khoảng 90cm, các biệt có thể trên 1,5m, sừng sau dài 33-46cm.

## Mô tả văn hóa
Những mô tả về loài thú lớn một sừng sống bí hiểm này được ghi nhận trong cả nền văn hóa phương Đông lẫn phương Tây với những ghi chép, miêu tả khác nhau với mức độ chân thực so với mẫu vật là rất khác nhau tùy theo cách nhìn nhận, có sự đồng nhất giữa con tê giác với các loài dị thú, thần thú trong truyền thuyết nên những hình ảnh thực của nó được phản ánh trong thư tịch còn khó hiểu.

### Các nước châu Á

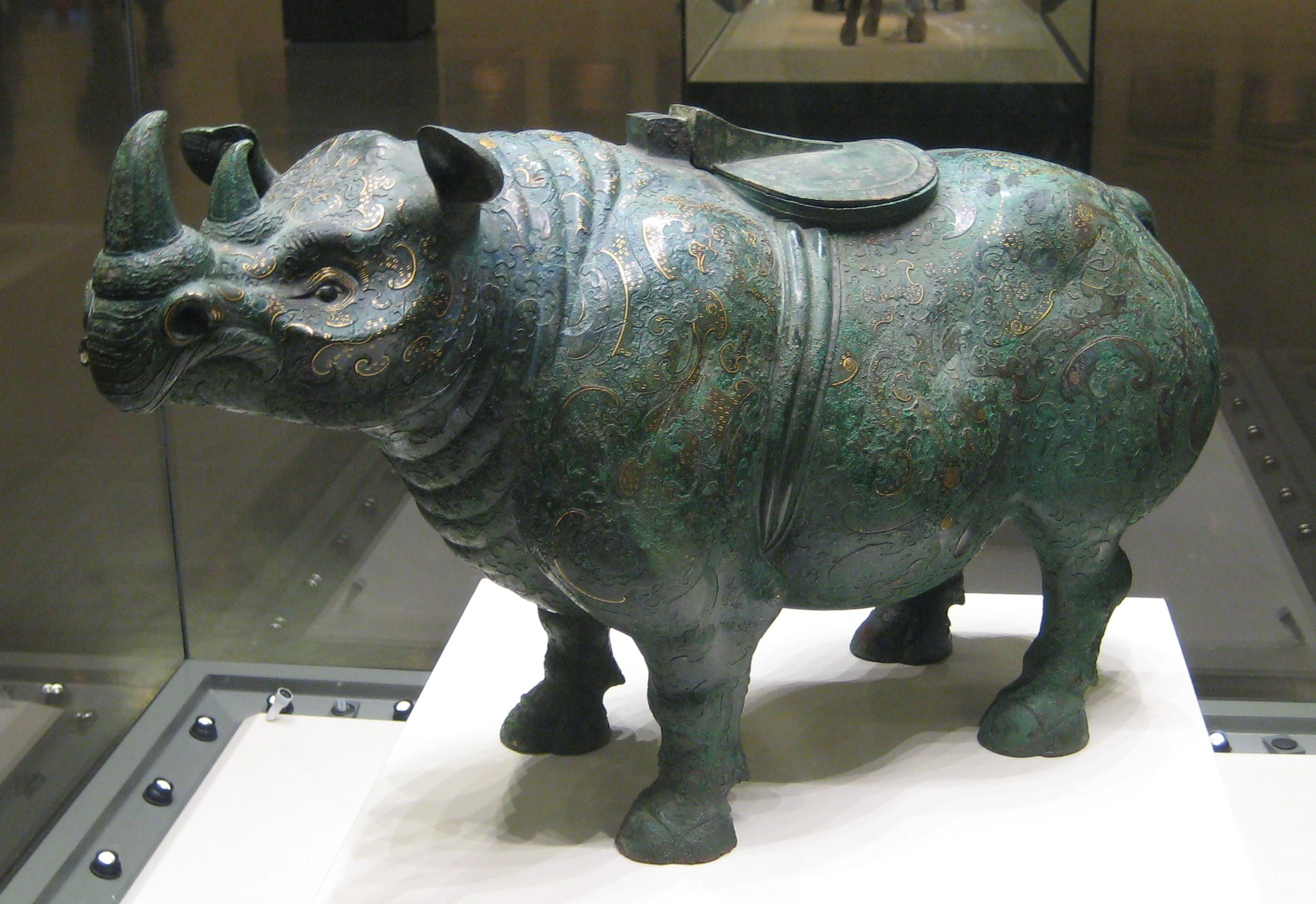
Tượng đồng tê giác ở Trung Quốc cổ đại

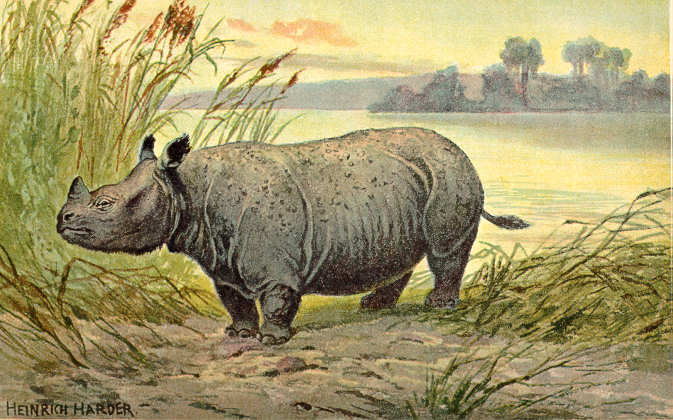
Teleoceras trong thế Miocen

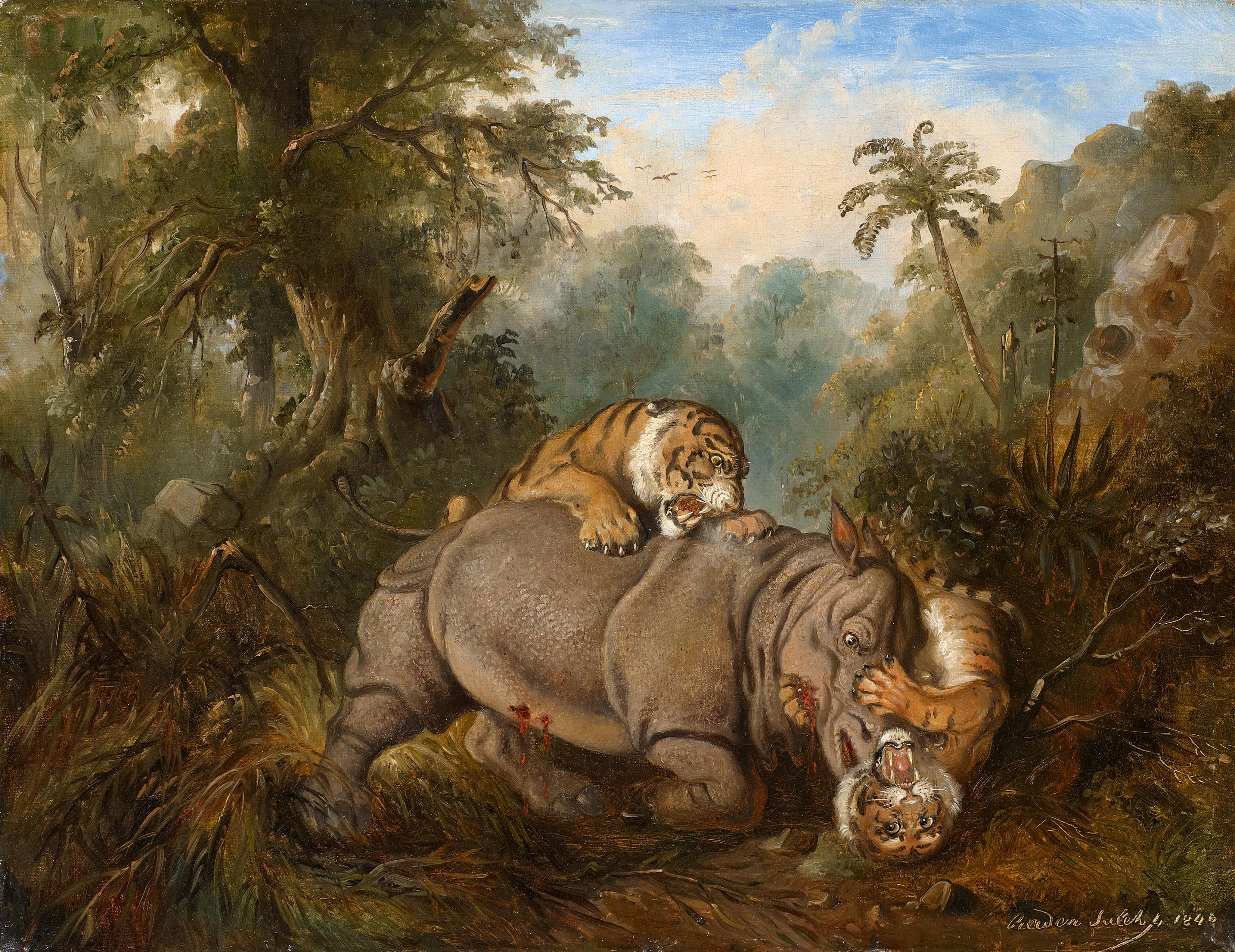
Họa phẩm Raden Sarief Bustaman Saleh về cảnh con tê giác chiến đấu với hai con hổ

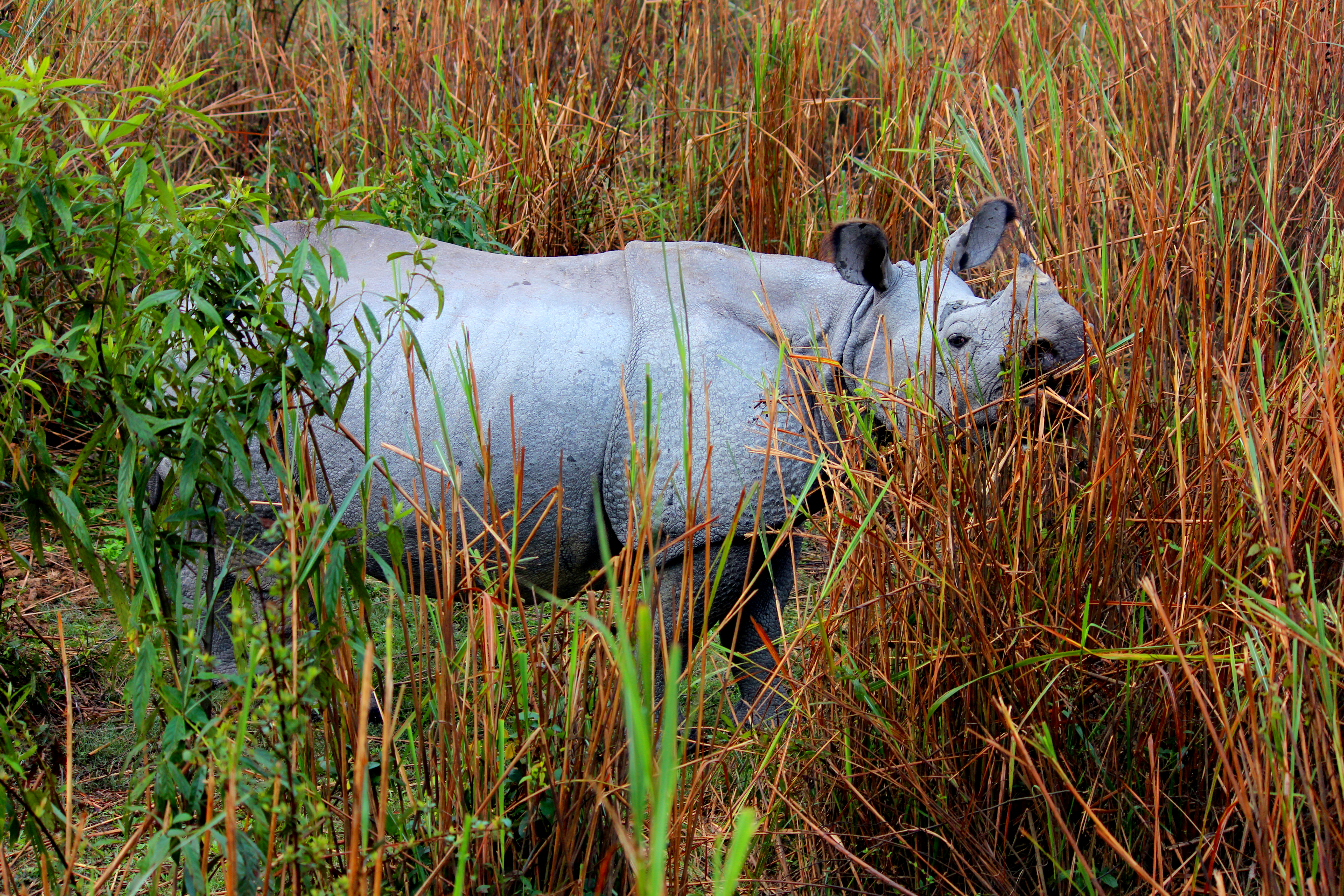
Con tê giác một sừng lẩn khuất trong rừng

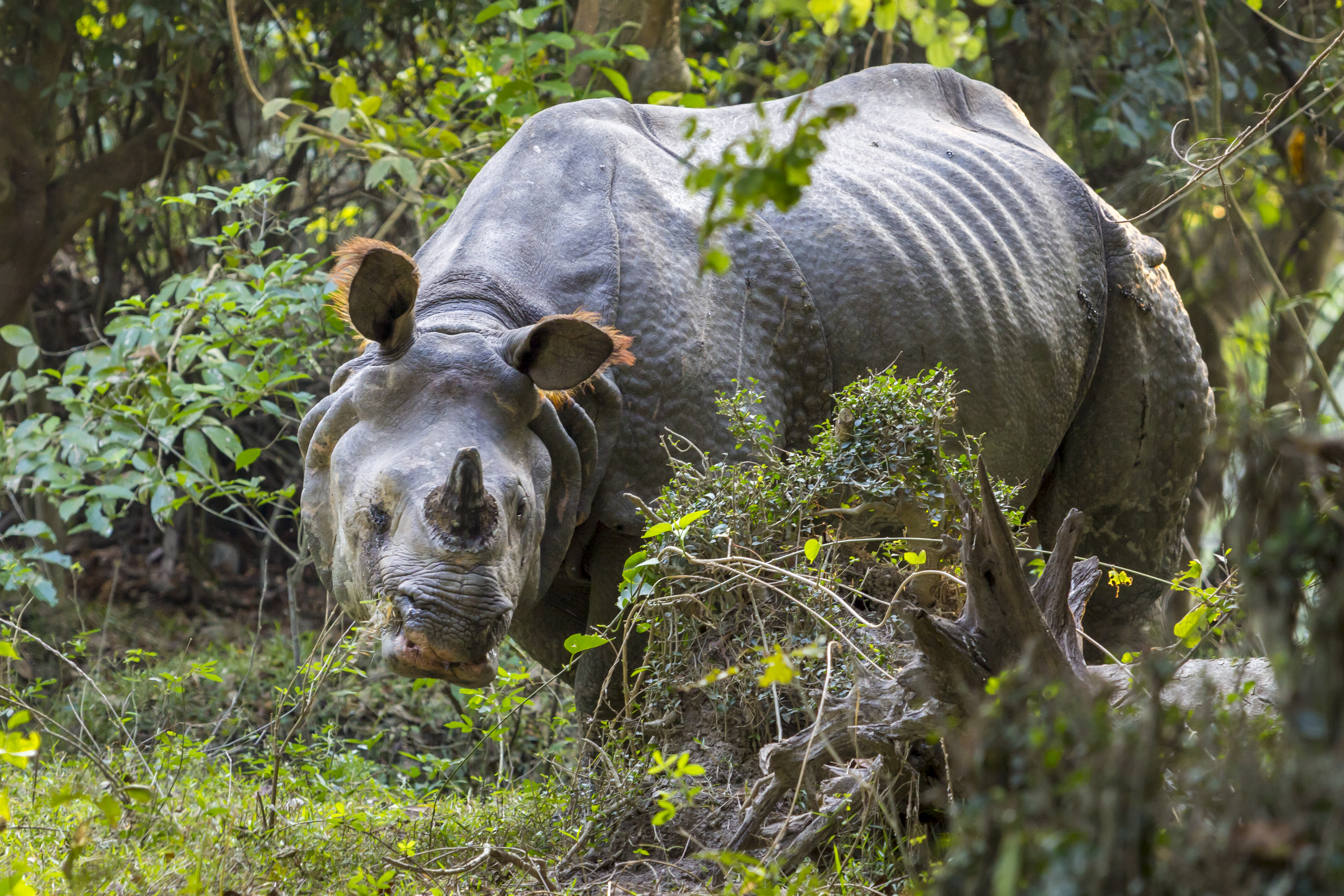
Tê giác một sừng ở Kaziranga

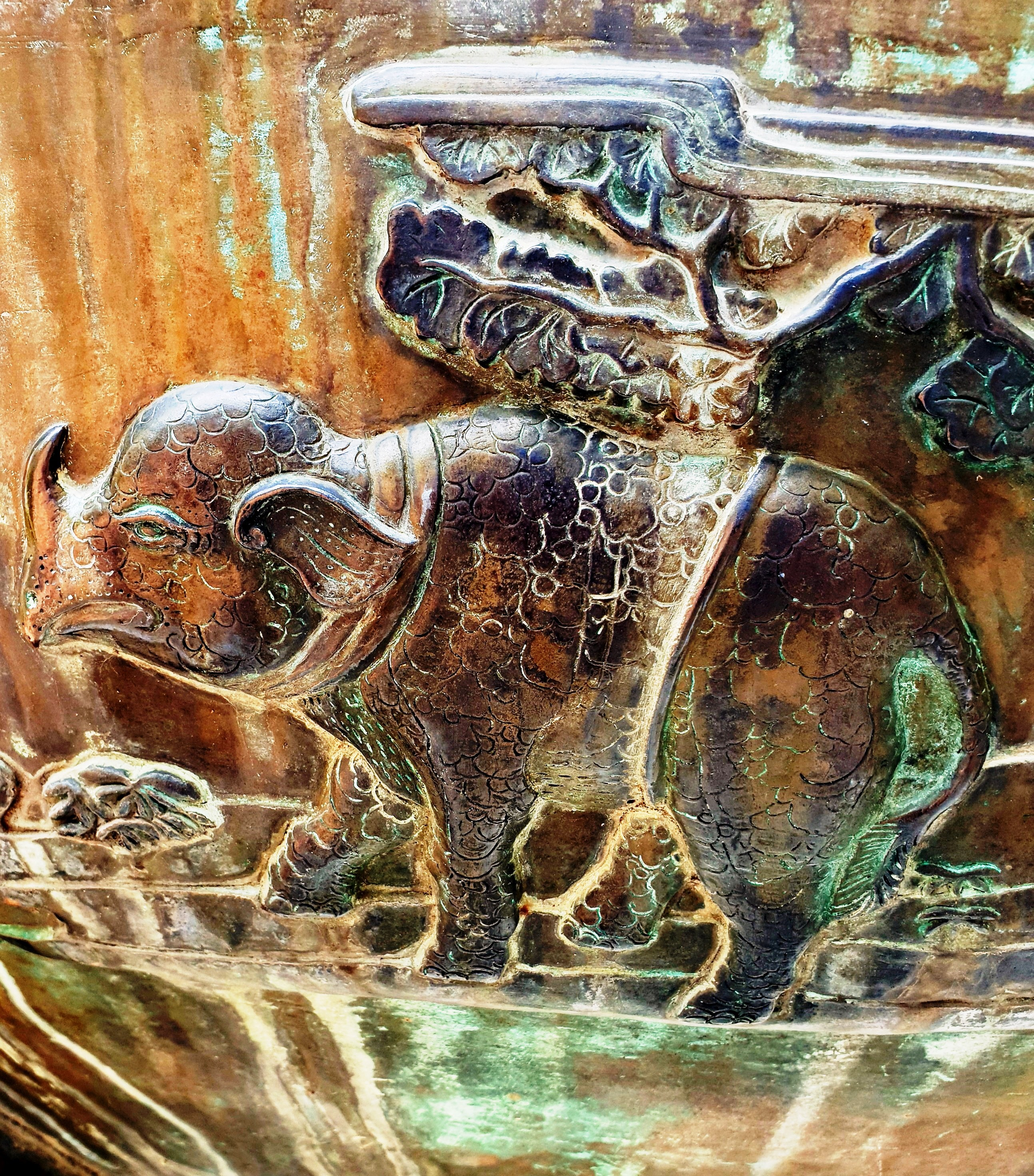
Tê giác trên Cửu Đỉnh nhà Nguyễn, nó được chạm khắc tại Chương Đỉnh

Loài tê giác cổ đại đã được ghi nhận là lang thang trên khắc lục địa châu Á, kể cả ở Trung Quốc được cho là sống ở cả vùng Hoàng Hà, Dương Tử mà sau này chỉ còn hiện diện ở vùng Quảng Đông, Quảng Tây và Vân Nam , trong đó, phân loài Tê giác Bắc Sumatra được biết đến là một trong những con vật được tôn vinh và được mô tả nhiều trong văn học Trung Quốc. Hầu hết nghệ thuật Trung Quốc cổ đại và hiện đại và các bức tượng của tê giác hai sừng đại diện cho tê giác Bắc Sumatra như nột chiếc bình rượu ở dạng một con tê giác hai sừng bằng đồng bạc, từ thời Tây Hán (ở Thiểm Tây) và một chiếc yên ngựa trên lưng đã cho thấy những di chỉ của chúng từng tồn tại ở Trung Quốc.
Một số câu chuyện dân gian về tê giác Sumatra bị bắt giữ do các nhà tự nhiên thuộc địa và thợ săn từ giữa thế kỷ XIX đến đầu thế kỷ XX. Ở Miến Điện, nơi các phân loài phía Bắc đã từng sống trong những khu rừng rậm rạp thì có niềm tin đã từng phổ biến rộng rãi rằng tê giác Sumatra đã dập tắt đám cháy và ăn cỏ cháy như những nhà chữa cháy tự nhiên. Câu chuyện mô tả tê giác ăn những đốm lửa, như lửa trại, và sau đó tấn công trại. Cũng có một niềm tin của Miến Điện rằng thời gian tốt nhất để săn là vào tháng 7, khi con tê giác Sumatra sẽ tụ tập bên dưới ánh trăng tròn. Việc tê giác tụ tập cũng được ghi nhận thực tế trong tự nhiên vì chúng là loài có tập tính đi vệ sinh công cộng, các con tê giác sẽ cùng đại tiện vào cùng một chỗ trong khu vực nhất định. Từ xưa người Nam Chiếu (ở Vân Nam) săn tê giác bằng cách sử dụng bẫy hố và người ta tin rằng giết một con tê giác sẽ đem tới giông bão.
Ở Trung Quốc cổ đại, trong Sơn Hải Kinh phần Dị thú chí cũng có nói về con tê giác cụ thể là Tê (犀) rất giống trâu nước, chân và bàn chân giống voi lớn, đầu giống con heo, trên đầu mọc ba cái sừng, lần lượt là ở trên đỉnh đầu, cái trán và cái mũi, trong miệng thường xuyên khạc ra bọt máu. Sừng tê (tê giác) có khả năng giải độc, Lý Thời Trân có nói sừng tê là "Nơi tụ họp tinh linh của Tê, còn là thuốc giàu âm dương, có thể giải nhiều độc". Trong Bản thảo cương mục có ghi chép: "Tê xuất hiện ở nhiều nơi như Tây Phiên, Nam Phiên, Điền Nam, Giao Châu, có ba loại Sơn Tê, Thủy Tê, Hủy Tê, lại có thêm Mao Tê, tựa như Sơn Tê, sống ở núi rừng, nhiều người thấy được. Thủy Tê ra vào trong nước, hiếm thấy nhất", căn cứ theo những ghi chép này thì con Tê chính là con tê giác.
Kinh sách này còn chép về sinh vật tên Hủy (兕/sì) hay tỷ là sinh vật có tướng mạo giống một con trâu, thân thể màu xám đen, trên đầu mọc một cái sừng. Hủy còn được gọi là Độc Giác Thú, tượng trưng cho văn đức, cổ nhân thường hay khắc hình ảnh của Hủy lên đồ đồng thau hoặc là vẽ thành chân dung để làm đồ trang trí hay còn gọi là Hủy quang. Quách Phác chú thích: "Tê như trâu nước, Hủy cũng như trâu nước, màu đen, một sừng, nặng ngàn cân và chân to, ngắn, mỗi bàn chân có ba ngón, đầu có ba sừng, trên trán có hai sừng và mũi có hai sừng; và con Hủy có một sừng". Trong chú giải của Nhĩ Nhã (biên soạn vào thế kỷ thứ 3 trước Công nguyên) thì con Tây (xī) được cho là giống con lợn rừng trong khi con Hủy/Tỷ (sì) được cho là giống con dã ngưu. Nhiều học giả sau này cho rằng con Hủy (sì) chỉ về một dã ngưu (trâu rừng).
Chuyện có liên quan đến Hủy được ghi chép trong Tam tài đồ hội: "Hủy như hổ mà nhỏ, không cắn người. Ban đêm đứng một mình ở đỉnh vách núi cao nhất, nghe tiếng suối, rất yên tĩnh, cho đến khi chim muông hót, trời gần sáng mới quay về tổ". Hay loài Quán Sơ (矔疏) tức ngựa một sừng là một loài thú Thụy thú chống lửa, trên sừng của Quán Sơ có hoa văn đan chéo vào nhau, giống như áo giáp. Đồ Tán của Quách Phác ghi chép: "Loài thú ngăn ngừa hỏa hoạn, tên nó là Quán Sơ". Thuyết văn giải tự cũng ghi chép rằng nó một con ngưu xuất hiện bên ngoài biên giới phía Nam, trên mũi có một sừng và một sừng khác trên đỉnh đầu và trông giống một con lợn" và Hủy thì "giống như một con dã ngưu và có màu sẫm" .
Trong những bài viết của một số tác giả, một số còn dùng thuật ngữ chỉ tê giác là giống trâu Tây Tạng hay Tây ngưu chuyên sống dưới chân những ngọn núi cao ở phía Tây Trung Quốc có khí hậu ẩm thấp, rừng cây thưa thớt. Loài thú giống trâu này được gọi là Tây ngưu (Seaigan) hay Tây ngu hoặc Tê ngưu. Chúng rất hung dữ và mạnh mẽ như voi, thân hình to lớn, cao tới 2 thước, dài khoảng 3 thước rưỡi, nặng từ 2 tới 3 tấn. Khác với trâu, Tây ngưu chỉ có một sừng ngay trên sống mũi dài từ 60 đến 70 phân. Tây ngưu là giống đa tình cũng như con người; những con đực thường húc nhau để giành con cái, và chúng cũng đánh ghen với nhau khi con cái lăng nhăng với con đực khác. Ngày nay, trâu rừng Tây Tạng được đặt cho một loài thú thuộc phân họ Dê cừu (Caprinae).
Các cổ thư xưa ghi chép lại có ba loại Tây ngưu: giống có một sừng, lông màu đen gọi là "Hắc Tây ngưu", giống có hai sừng, lông trắng gọi là "Bạch Tây ngưu", còn một giống nữa chỉ sống trên đỉnh núi, không bao giờ xuống triền núi, chân núi hay thung lũng, gọi là "Sơn Tây ngưu". Da Tây ngưu rất dày, dai như gân và cứng như sắt, vũ khí rất khó xuyên thủng. Sau khi hạ được Tây ngưu, người ta chỉ cắt lấy sừng và mấy miếng da nách" và lấy da nó mà làm áo giáp, gọi là tê giáp (犀甲), số lượng tê giáp được dùng thời xưa thì không ít trong "Câu Tiễn phạt Ngô ngoại truyện" trong Ngô Việt Xuân Thu chép rằng binh lính của Ngô Phù Sai mặc tê giáp có đến mấy vạn người, kể cả tê giáp làm bằng da trâu (thủy ngưu) nên danh ngữ tê giáp cũng còn được dùng theo hoán dụ để chỉ quân đội.
Thực tế thì cụm từ Trâu Tây Tạng là con tê hay là con Tê/con tây là một cái tên có từ thời Bắc thuộc và sau này là "tê giác" (và hiện nay không sử dụng chữ này để chỉ về tê giác). Chữ tây trong tây ngưu là 犀 còn chữ tây trong Tây Tạng là 西; hai chữ, nghĩa khác nhau. Việc phân thành ba giống trong đó có giống "Sơn tây ngưu" là một khái niệm mơ hồ (như là những con tê giác sống trên núi), mặc dù nó có được nhắc đến trong tác phẩm Bản thảo cương mục của Lý Thời Trân. Ngoài ra, cũng có những mô tả về giống tê ba sừng gọi là thủy tê, giống tê hai sừng gọi là sơn tê, có sách chép về con tỷ, tức là giống tê một sừng, giống này nặng hàng ngàn cân, như con đa ngưu, da rất cứng và bền, có thể chế thành áo giáp trang bị cho binh lính.
Những phân tích về phát âm đã cho thấy cách phiên âm tây ngưu thành "seaigan" đã nhầm chữ cái cuối cùng của hình thức phiên âm từ "u" thành "n" mà phải là seaigau vì phải là gau thì mới ứng được với ngưu (牛). Hình thức phiên âm này chỉ có thể là một thổ ngữ của tiếng Hán ở miền Đông Nam Trung Quốc vì các phương ngữ khác không còn "g", có nhiều khả năng là tiếng Triều Châu (còn giữ được "g"). Hai chữ Hán có hình thức phiên âm thành "seaigan" chính là 犀牛 mà Triều Châu âm tự điển của Đạt Phủ và Trương Liên Hàng phiên âm là sai¹ghu5 nhưng hình thức phiên âm sẽ là xīniú (Tây ngưu), phiên âm và phát âm này có lẽ là phù hợp hơn cả nếu để chỉ về loài tê giác.
Tê giác một sừng là loại thú quý hiếm, khắp núi rừng chỉ có loài này là khá kỳ lạ, sống mạnh mẽ đơn phương như một dòng dõi động vật lớn, không bầy đàn. Nơi nó sống thường là thung lũng ẩm ướt trong rừng già có độ cao tương đối. Tê giác quen sống độc thân, tuy to lớn nhưng di chuyển nhanh nhẹn, vùng hoạt động khá rộng. Trong thiên nhiên chúng không có kẻ thù, không cạnh tranh với các loài thú khác. Giống tê giác, thích ăn thực vật có gai, khi uống thì quậy cho đục nước mới uống, tê giác là loài thú rất quí của rừng xanh.
Trong lịch sử thời phong kiến, những sử sách Trung Hoa ghi chép xứ Giao Chỉ là nơi có nhiều tê (bao gồm cả loài tê giác một sừng và tê giác hai sừng) và dân bản địa vẫn thường phải cống nạp sừng tê cho các triều đại ở Trung Hoa. Loài tê giác sinh sống ở phương Nam này từng bị người bản địa săn bắn để lấy sừng (sừng tê) nhưng trong thời kỳ chính quyền Trung Quốc đô hộ ở thời kỳ Bắc thuộc và thuộc Minh, những người dân bản địa bị buộc phải lên rừng săn bắn để đem sừng tê giác nộp về cho người Trung Quốc (gồm cả sừng tê và ngà voi). Trong giai đoạn người Việt độc lập, những vương triều ở Việt Nam tiếp tục cử người đi săn bắn tê giác để lấy sừng tê cống nạp cho thiên triều phương Bắc.
Ở Việt Nam, các sách sử cổ thư có những mô tả về con Tê hay tê giác có tục danh con tây ngu, hay tê ngưu, còn gọi muông tê, tức con tê giác. Người xưa mô tả tê ngưu là con tê hình dáng như con trâu, đầu lợn, bụng to, chân ngắn, chân có ba móng sắc đen, có ba sừng, một sừng ở đỉnh đầu, một sừng ở trên trán và một sừng ở trên mũi, sừng trên mũi tức sừng để ăn. Cũng có loài chỉ có một sừng, giống tê ba sừng gọi là thủy tê, giống tê hai sừng gọi là sơn tê. Có sách chép là tỷ, tức là giống tê một sừng, giống này nặng hàng ngàn cân, như con đa ngưu, da rất cứng và bền, có thể chế áo giáp trang bị cho binh lính.
Những ghi chép trong các thư tịch cũng dành ra để nói về cái sừng của con tê giác. Cổ ngữ có nói: "giống tê trông lên mặt trăng mà mọc sừng. Lại nói sừng tê có vằn như hình trứng cá, gọi là túc vằn, giữa vằn có mắt, gọi là mắt thóc (túc nhãn); sừng nào giữa đen có hoa vàng là chính thấu, giữa điểm vàng có hoa đen là đảo thấu, giữa hoa lại có hoa gọi là trùng thấu, là hạng thượng phẩm; sừng có vằn như hột tiêu hột đậu là hạng thứ nhì; sừng đen tuyền không có hoa là hạng kém". Sừng tê giác có thể mài thành bột dùng làm thuốc rất quý, chữa trị được khá nhiều bệnh nguy hiểm, cấp tính, tăng cường sinh lực, bổ âm dương, chữa bệnh yếu chân tay, nên giá rất đắt. Da của nó là một món ăn ngon và là món cực bổ trong bát trân, lại có thể bào chế thuốc chữa được rắn độc cắn.

### Các nước châu Âu
Ở châu Âu, vào đầu năm 1514, Afonso de Albuquerque, toàn quyền Ấn Độ thuộc Bồ Đào Nha đã gửi sứ bộ tới Sultan Muzafar II, tiểu vương vùng Cambay (nay là bang Gujarat, Ấn Độ), để xin phép xây dựng một pháo đài trên hòn đảo Diu. Tuy Muzafar II không chấp nhận đề nghị của de Albuquerque nhưng ông cũng gửi tặng vị toàn quyền một số tặng vật giao hảo, trong đó có một con tê giác Theo thông lệ đương thời, các vị quân vương thường trao đổi những con thú lạ để trưng bày trong vườn thượng uyển, vì vậy con tê giác của Sultan Muzafar II đã được thuần dưỡng để thích nghi với cuộc sống nuôi nhốt. Về phần mình, Alfonso de Albuquerque đã quyết định chuyển con thú, vốn có tên tiếng Gujarati là ganda, cùng người chăm sóc nó đem về Bồ Đào Nha cho vua Manuel I. 

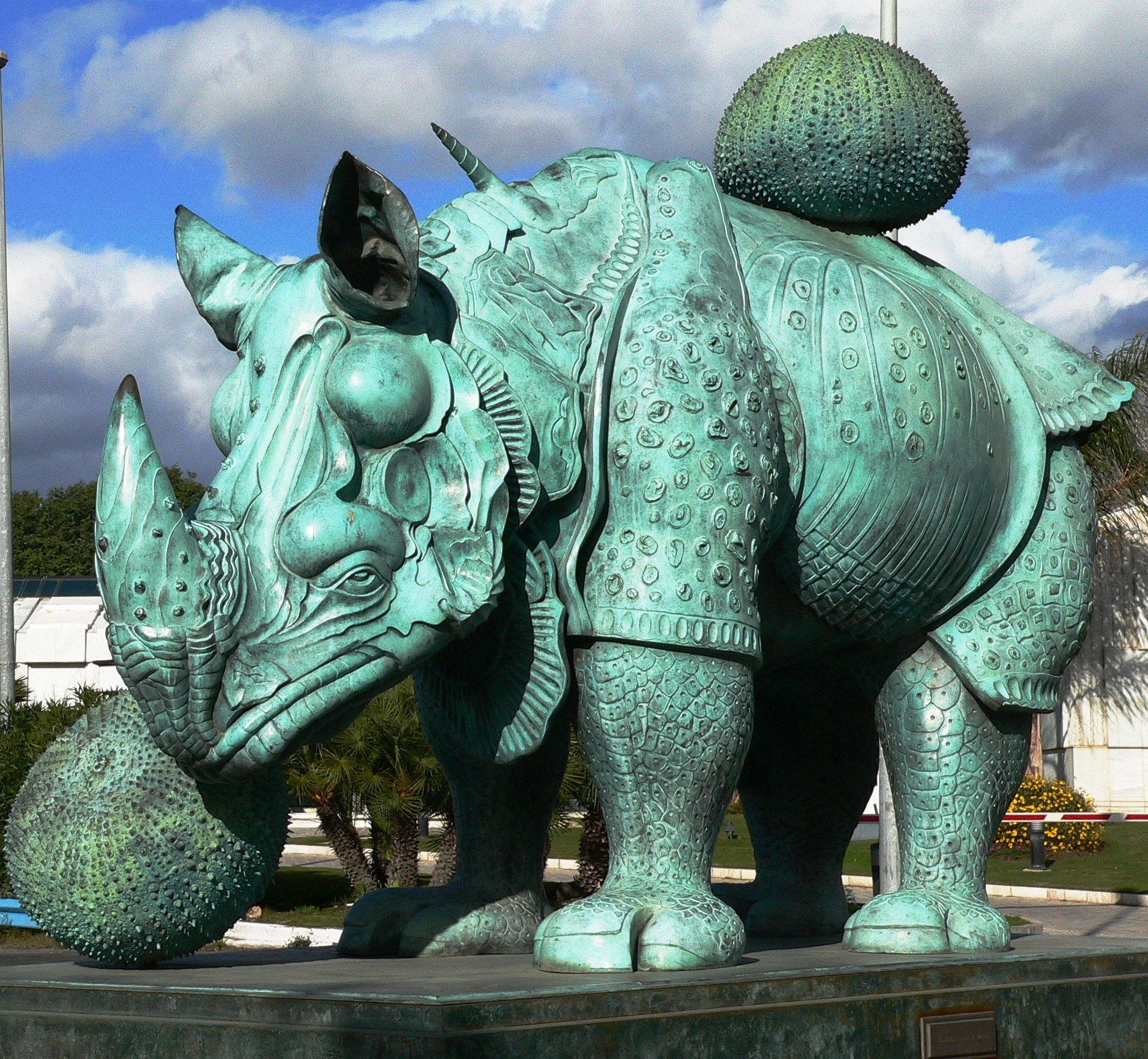
Bức tượng điêu khắc Rinoceronte vestido con puntillas (1956) của Salvador Dalí.

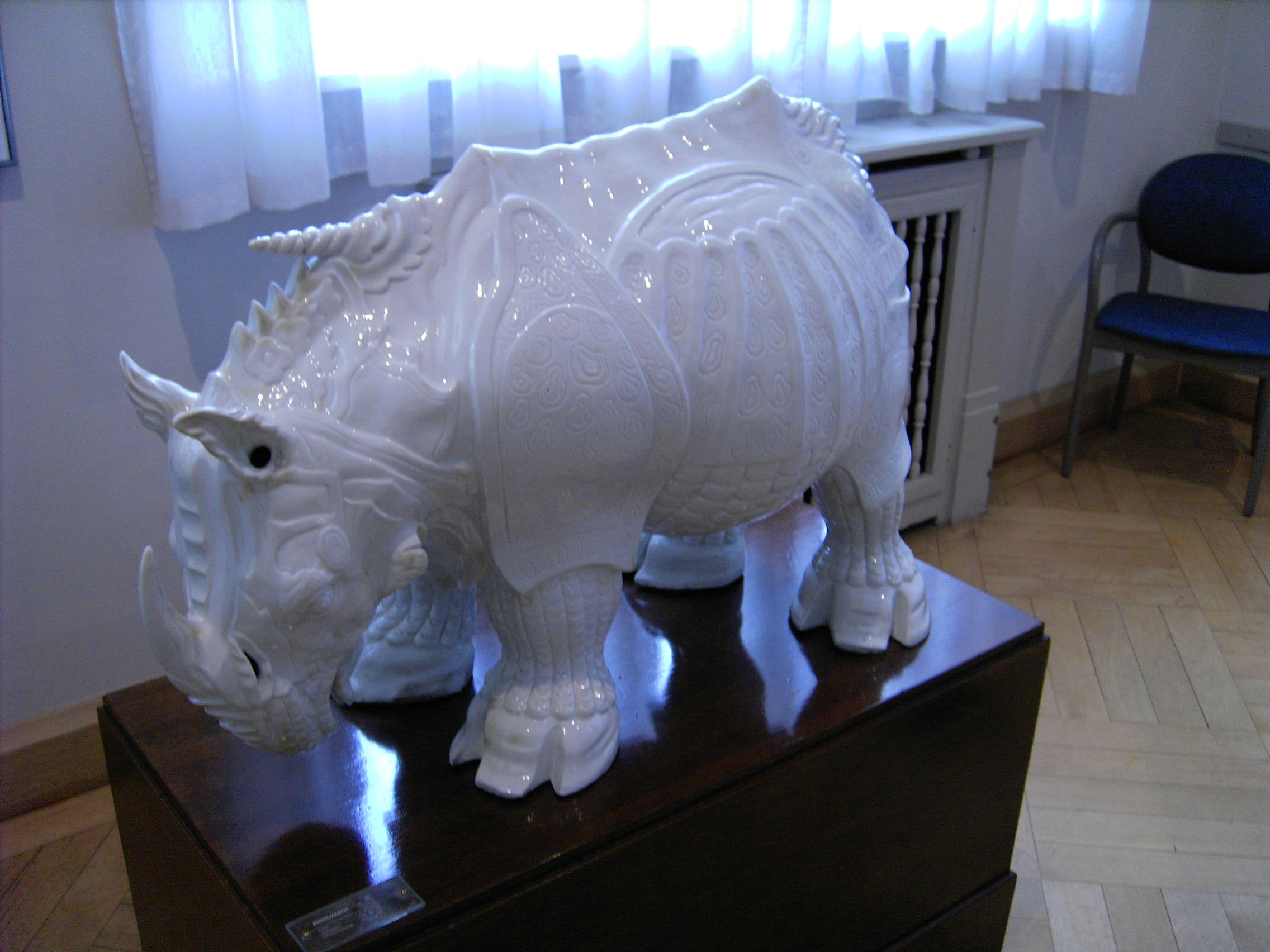
Tượng sứ con tê giác tại bảo tàng đồ sứ ở Meissen, dựa trên bức điêu khắc của Johann Gottlieb Kirchner thực hiện khoảng năm 1730.

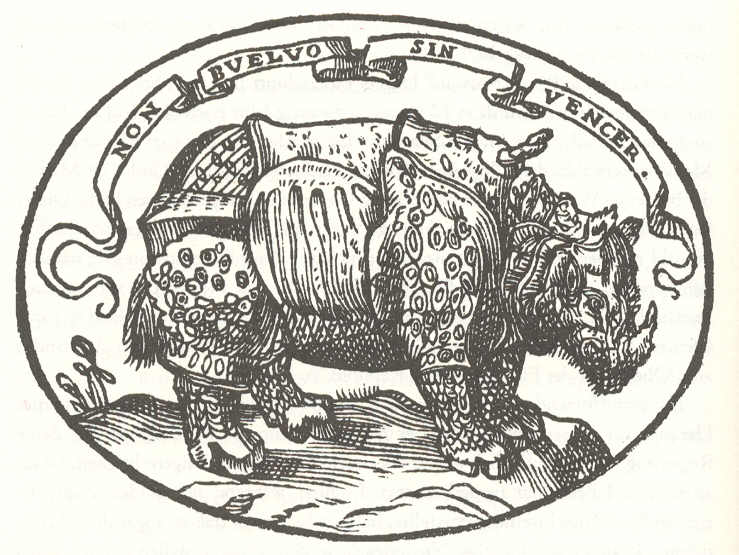
Huy hiệu của Alessandro de' Medici, từ tác phẩm của Paolo Giovio, Dialogo dell'impresse militari et amorosi.

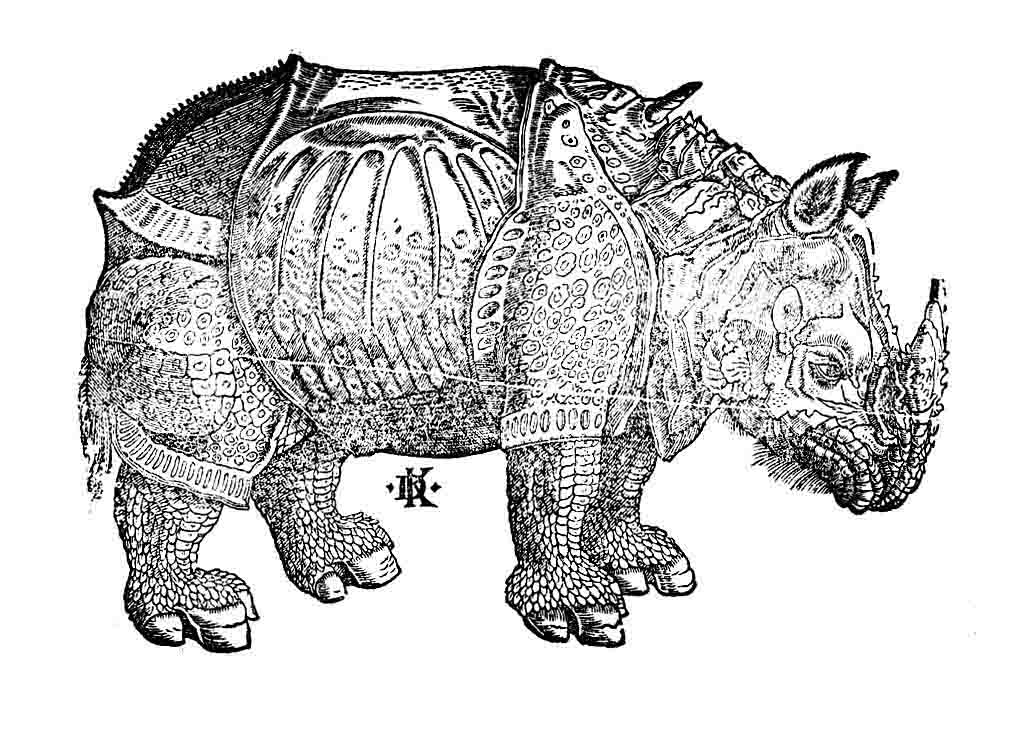
Bản sao Rhinocerus do David Kandel thực hiện cho tác phẩm Cosmographia của Sebastian Münster.

Con tê giác rời Ấn Độ trên con tàu Nossa Senhora da Ajuda của thuyền trưởng Francisco Pereira Coutinho.. Nossa Senhora da Ajuda rời cảng Goa tháng 1 năm 1515, vượt qua mũi Hảo Vọng rồi tiến về phía Bắc, dừng chân tại đảo Saint Helena và Açores trước khi về tới Lisboa tháng 5 năm 1515. Sau chuyến đi kéo dài 120 ngày (tương đối nhanh so với kỹ thuật hàng hải thời đó), con tê giác được chuyển lên bờ tại địa điểm gần với Tháp Belém đang được xây dựng. Sau này ngọn tháp đã được trang trí với các miệng máng xối có hình đầu con tê giác.
Con thú nuôi độc lạ được nuôi tại vườn thượng uyển của vua Manuel trong Cung điện Ribeira ở Lisboa thay vì nuôi chung với đàn voi và những con thú khác ở Cung điện Estãos. Vào ngày lễ Thánh 3 tháng 6, vua Manuel cho tổ chức một cuộc thi đấu giữa tê giác và voi hầu kiểm chứng những ghi chép của Caius Plinius Secundus từ thời La Mã và theo Caius thì voi và tê là hai loài thù địch. Trong đấu trường khi con tê giác chậm rãi tiến về đối thủ thì con voi con, bị đám đông náo động, bỏ chạy khỏi sân trước khi cuộc đấu kịp bắt đầu..
Vua Manuel sau quyết định gửi con tê giác như một món quà tặng Giáo hoàng Leo X ngõ hầu mong muốn qua chuyện này thì Giáo hoàng sẽ ban cho Bồ Đào Nha quyền sở hữu tuyệt đối của mình trên các mảnh đất mới khám phá được ở vùng Viễn Đông kể từ khi nhà thám hiểm Vasco da Gama tìm ra tuyến đường tới Ấn Độ vòng qua châu Phi năm 1498. Một năm trước đó, vua Manuel I cũng đã gửi tặng Giáo hoàng một con voi trắng, món quà mà Leo X rất ưng ý và đặt tên là con voi Hanno. Cùng với nhiều tặng vật giá trị bằng bạc và hương liệu, Manuel I cho đính vào cổ con tê giác một dải lụa thêu hoa trước khi chuyển lên tàu tháng 12 năm 1515 ở Tejo trực chỉ Roma.
Đầu năm 1516, khi sứ bộ dừng nghỉ ở hải đảo ngoài khơi Marseille thì vua François I của Pháp xuống chiếu muốn đích thân ngự giá đến xem Con thú này vinh hạnh ra mắt nhà vua Pháp ngày 24 tháng 1 năm 1516. Sau khi đoàn tàu nhổ neo tiếp tục chuyến hải hành thì bất ngờ gặp bão lớn ở eo biển Porto Venere ở phía Bắc La Spezia. Con tàu chở tặng vật cho Giáo hoàng không may bị đắm chìm. Loài tê giác theo tập tính tự nhiên vốn biết bơi lội nhưng vì con vật này lại bị cột bằng xích vào thành tàu nên con thú xấu số này đã chết đuối. Xác của nó trôi dạt vào gần bờ biển thuộc Villefranche-sur-Mer thì được vớt lên, chuyển về Lisboa để nhồi bông.
Con tê giác này sau đó lại chuyển qua thành Roma vào tháng 2 năm 1516 để trưng bày nhưng một con vật đã chết và đã không còn gây chú ý như một con thú sống bằng xương bằng thịt như trước kia ngoài một vài ghi chép của Giovanni da Udine và Raffaello Con tê giác nhồi bông sau khi đến Ý được ít lâu thì mất tích; có thuyết cho là dòng họ Medici chuyển cn vật kỳ dị này về Firenze hoặc nó bị phá hủy trong cuộc Cướp phá Roma năm 1527. Nghi vấn này đã được Lawrence Norfolk sử dụng cho cuốn tiểu thuyết ông viết năm 1996 The Pope's Rhinoceros (Con tê giác của Giáo hoàng)..
Vào cuối năm 1515 vua Manuel I của Bồ Đào Nha đã gửi con vật tặng Giáo hoàng Leo X làm quà nhưng chiếc tàu chở con thú đã bị đắm ngoài khơi Ý đầu năm 1516 và phải chờ đến năm 1579 con tê giác thứ hai mới được mang từ Ấn Độ về châu Âu. Ngày 20 tháng 5 năm 1515, một con tê giác bằng xương bằng thịt được đưa từ Ấn Độ tới cảng Lisboa bằng đường biển, khi con vật xuống thuyền ở Bồ Đào Nha thì công chúng náo động ví như con người thời Phục Hưng chợt tìm thấy một di vật của thời Cổ Đại. Con vật đã được cả giới bác học lẫn đại chúng đến xem xét kỹ lưỡng.
Có một thương gia và thợ khắc bản in người Moravia là Valentim Fernandes sau khi nhìn thấy con tê giác ở Lisboa đã kể lại hình dáng con vật trong bức thư gửi cho người bạn ở Nürnberg tháng 6 năm 1515, một bản sao của bức thư bằng tiếng Ý hiện vẫn còn được giữ tại Thư viện Quốc gia Trung ương ở Firenze (Biblioteca Nazionale Centrale Firenze). Một phần ghi chép trên bản khắc bằng tiếng Đức, phần lớn dựa trên tác phẩm của Caius Plinius Secundus như sau:
Những miêu tả chân thực hơn về loài tê giác thực được thể hiện trong bản khắc của Albrecht Dürer là một tác phẩm trứ danh thời bấy giờ, dù không hoàn toàn chính xác với cơ thể học của tê giác Ấn Độ, tranh này mô tả con vật với các lớp vảy sừng cứng bao phủ khắp cơ thể như một "bộ áo giáp", một vòng cứng nơi cổ, và một phần giáp ở ngực trông rắn chắn ghim các mấu như đinh tán dọc theo đường nối của các lớp giáp. Dürer cũng "thêm" vào một cái sừng xoắn nhỏ trên lưng con vật, tạo cho con tê giác bốn chân có vẩy và phần sau hông có dạng như lưỡi cưa mà những đặc điểm này không hề có trên cơ thể của một con tê giác thực sự. Mặc dù có nhiều lỗi về cơ thể học, bản khắc của Dürer vẫn nổi tiếng và được coi là một minh họa chính xác về loài tê giác cho tới cuối thế kỷ 18.
Có lẽ một bộ giáp thật đã được vua Manuel I đặc chế cho con tê giác trong cuộc chọi thú với con voi tại Lisboa và minh họa của Dürer đã mô tả cả bộ giáp này Theo một khía cạnh khác thì việc thêm thắt "bộ giáp" của Dürer là lối mô tả các phần vảy sừng dày của tê giác Ấn Độ; hoặc chỉ đơn thuần là sự hiểu lầm và phóng tác của chính tác giả.Dürer sống ngay gần xưởng sản xuất vũ khí Schmeidegasse ở Nürnberg, ông cũng thiết kế giáp vào cùng thời điểm đó, các chi tiết này có thể cũng ảnh hưởng tới bản khắc Rhinocerus bức tranh còn vẽ con tê giác một lớp da dạng vảy cá, có lẽ vì muốn mô tả lớp da gần như không có lông của loài tê giác Ấn Độ vốn có những mấu da dạng mụn cóc bao bọc hai chân trước và phần vai, phần mô tả da này có lẽ còn đề cập tới bệnh viêm da ở con tê giác vốn bị nuôi nhốt suốt 4 tháng trên chuyến hải trình từ Ấn Độ về Bồ Đào Nha.

## Trong văn hóa truyền thống
Cho dù sự mô tả con tê giác trong văn hóa mỗi thời, mỗi khác và đôi khi không lột tả đúng hình dáng thật sự của một con tê giác (bất kỳ loài nào) bằng xương bằng thịt trên thực tế, nhưng cho dù như thế, những con tê giác vẫn để lại những hình tượng quan trọng về mặt văn hóa từ Đông sang Tây.

### Thần thú trị thủy
Thời xa xưa, khi người cổ đại ở Trung Quốc nhìn thấy những con tê giác khổng lồ bơi trong làn nước, thấy sừng tê giác nhô lên, tách sóng như chẻ đôi dòng nước, họ đã hình thành nên một tín ngưỡng về thần thú có khả năng và năng lực trị thủy. Ở Trung Quốc cổ đại, người ta đặt tê giác đá trên bờ để trấn áp thủy quái (trấn thủy), theo truyền thuyết, tê giác có công năng phân chia nước (gọi là cực năng phân thủy, xung khai minh lộ). Theo ghi chép trong Thục Vương bổn kỷ và Hoa Dương quốc chí Thục chí, Thục Thủ Lý Băng của Tần triều khi cho tu sửa con đập Đô Giang đã ra lệnh làm 5 con tê giác để trấn thủy. Thần thú được đặt vào các vị trí khác nhau để tạo thành "Thần thú phong thủy trận", áp chế thủy tinh. Đặt tê giác đá ở lòng sông giúp khơi thêm dòng trong một không gian khác vì từ thời xa xưa, thần thú là một yếu tố quan trọng ảnh hưởng đến phong thủy.

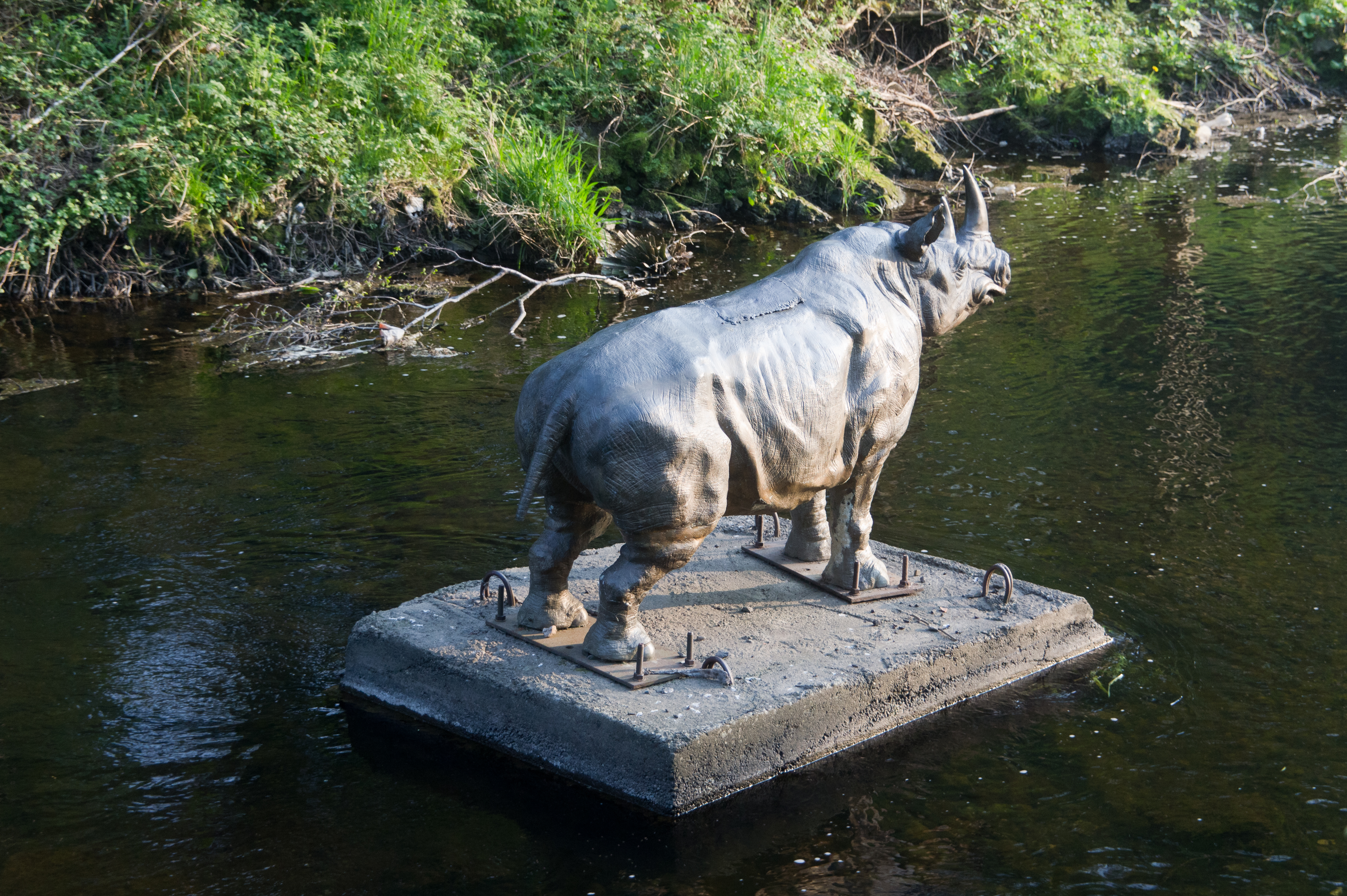
Tê giác được người cổ xem như thần thú trị thủy, sừng tê có công năng phân thủy

Vào thời nhà Tần, đồng bằng Thành Đô thường xuyên xảy ra lũ lụt, Tần Thủy Hoàng đã bổ nhiệm Lý Băng làm Thái thú với trọng trách kiểm soát công việc trị thủy. Lý Băng đã kiến tạo một dòng chảy trên dòng Mân Giang còn được biết đến với cái tên Đô Giang Yểm và chế ngự lũ lụt ở đồng bằng Thành Đô, biến đất Thục trở thành vùng đất trù phú thời ấy. Để trấn yểm, Lý Băng đã ra lệnh tạc 5 con tê giác đá làm thần thú, có 2 con được chở đến Thành Đô và 3 con được đặt ở Đô Giang Yểm. Cuốn Thục Vương bản ký có chép: "Nước sông đang gây hại, Thục nghe theo Lý Băng đã tạc ra 5 con tê giác đá, hai con để trong phủ, một con dưới cầu thành và hai con dưới nước, dùng để trấn áp thủy quái". Trong cuốn Hoa Dương Quốc Chí phần Thục Chí của Tấn Thường Cừ có ghi chép: "Tần Hiếu Văn Vương đã nghe theo Lý Băng tạo ra năm đầu tê giác đá trấn nhiếp thủy quái, bảo vệ nước Thục".
Thời Lý Băng tu sửa Đô Giang Yểm là công trình thủy lợi ở Tứ Xuyên, lấy việc phân chia dòng nước để lưu thông và sông Mân Giang được chia thành hai. Từ xưa, thần thú luôn là yếu tố quan trọng có ảnh hưởng tới phong thủy. Trước cửa các nhà giàu có thời xưa thường dùng Sư tử đá để trấn trạch, trong các hoàng cung thường dùng các loại thụy thú để trấn trạch. Trong các loại kiến trúc cổ xưa từ mái ngói úp, mái hiên đều có hình dáng của các loại thần thú phong thủy. Một tượng Thần thú đã được phát hiện vào năm 1973 nhưng không bị đào lên và vẫn được chôn tại chỗ vì quan niệm không được đào những thần thú trấn thủy, các công nhân phát hiện tảng đá có dấu vết chạm khắc nhân tạo, nhìn gần đó là một thần thú, tảng đá mới chỉ lộ ra 4 chân hướng lên trời, dù chưa định hình là con vật gì nhưng đoán con thú đá này là một "Thần thú trấn thủy".
Các nhà khảo cổ muốn khai quật ngay nhưng bên thi công cho rằng con vật đã được chôn quá sâu, trọng lượng của nó lại vượt quá tầm nâng của tất cả các cần cẩu trên công trường nên gần như bất khả thi, cuối cùng, đành giữ nguyên hiện trạng đồng thời tiếp tục xây dựng tòa nhà viễn thông 6 tầng trên đó, thần thú vô tình trở thành móng của tòa nhà. Sau cùng thần thú trấn yểm cũng không thoát khỏi ham muốn chinh phục, tìm tòi của con người thời nay. Sau 40 năm lộ diện, thần thú có liên quan tới Tần Thủy Hoàng một lần nữa hồi sinh hé lộ nhiều bí mật lịch sử, bằng các công nghệ máy móc tiên tiến, người ta đã mang được thần thú lên khỏi mặt đất, một tượng thú đá thần bí (tê giác) đã được khai quật, theo một số chuyên gia khảo cổ khảo sát, niên đại của bức tượng được chế tác cách ngày nay khoảng 2.000 năm.

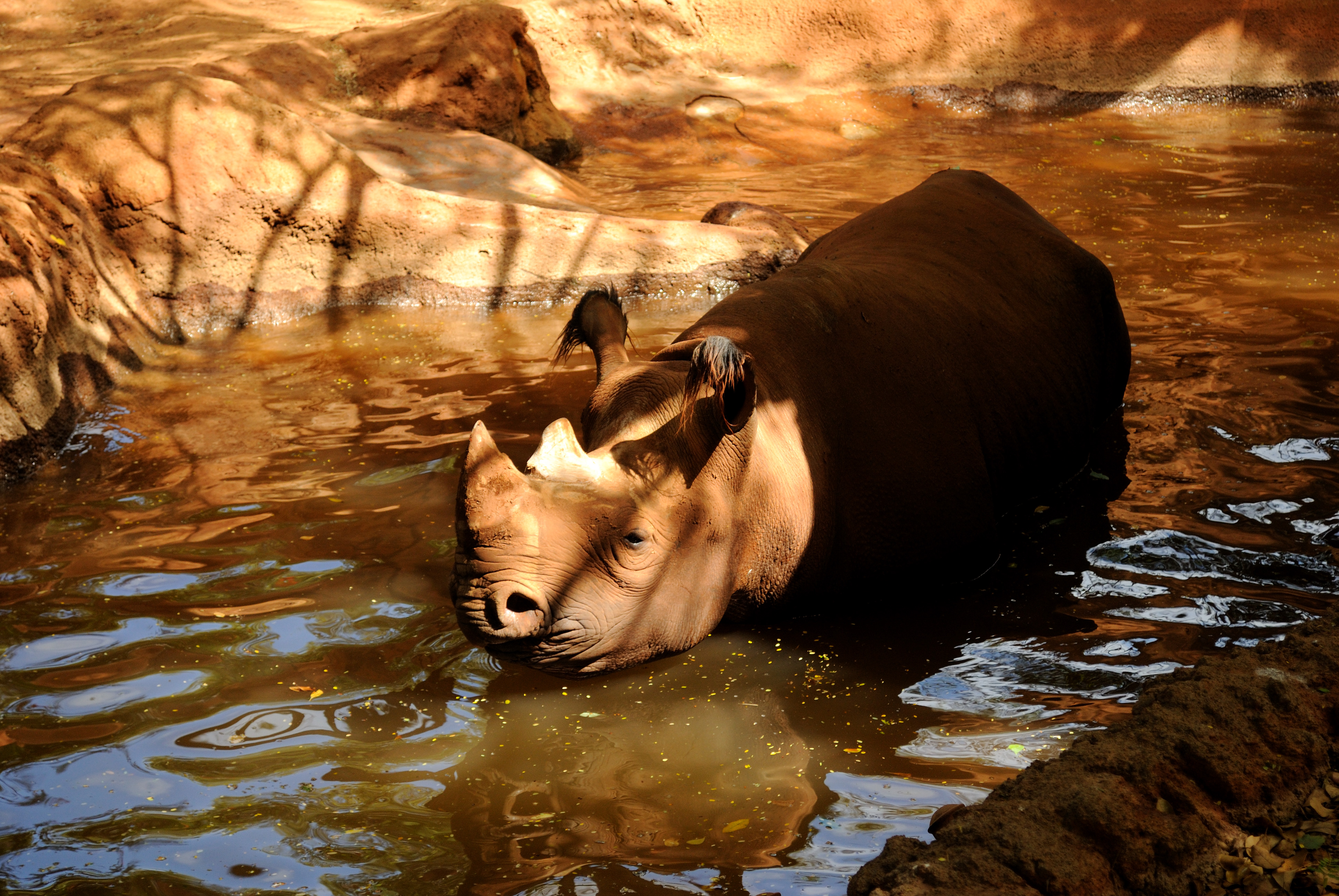
Tê giác là loài thủy thú có tập tính thích đầm mình trong bùn nước

Tại quảng trường Thiên Phủ, nơi trung tâm nhất ở Thành Đô, tỉnh Tứ Xuyên, sau khi khai quật lên, rửa sạch và chuyển tượng đến Bảo tàng Kim Sa, một bên thân của tượng đã bị đục. Thần thú đã hoàn toàn hiện ra trước mặt hậu thế với hình hài một con tê giác khổng lồ và dũng mãnh dài 3,3m, cao 1,7m và nặng tới hơn 8 tấn. Nó có hình dáng rất tinh xảo, hông tròn, tứ chi cứng cáp, trên thân có chạm khắc hoa văn nhưng đã bị bong tróc sau hàng ngàn năm mưa gió. Tạo hình của thần thú trấn thủy dù rất bình thường, trên được khắc nhiều hình vòng đám mây. Các chuyên gia phán đoán rằng rằng con tê giác đá được khai quật ở Thành Đô này có lẽ là một trong những thần thú được nhà Tần sử dụng để trị thủy, đây cũng là con tê giác đá lớn nhất và được phát hiện sớm nhất ở vùng Tây Nam Trung Quốc cho đến nay.
Trong Tây Du ký hồi 91 sau đánh bại ba tên Tê Ngưu Tinh ở động Huyền Anh, khi Tôn Ngô Không đã có được 3 cái đầu tê giác với 6 chiếc sừng. Tôn Ngộ Không đã đưa cả thảy 4 chiếc sừng để biếu Ngọc Đế, còn lại 2 chiếc, một chiếc được để lại ở Kim Bình Phủ, một chiếc được Ngộ Không giữ lại để biếu Như Lai. Trong nguyên tác, Ngộ Không nói "Bốn vị Tinh Quan, hãy cầm 4 chiếc sừng mang về Thượng Giới, tiến công Ngọc Đế để phục chỉ. Để một chiếc lại ở trấn khố đường phủ nhằm để làm chứng cừ miễn trừ dầu thơm, còn một chiếc chúng ta mang đi dâng tặng Linh Sơn Phật Tổ". Sau khi đến Linh Sơn lại không nói đến chiếc sừng tê giác dù Như Lai có nói kinh thư không thể trao không, thì cũng không mang chiếc sừng tê giác ra, Tôn Ngộ Không đã tư lợi chiếc sừng đó.
Chiếc sừng trên đầu của ba tên Tê Ngưu Tinh có một công dụng đặc biệt liên quan đến nhược điểm của Tôn Ngộ Không là không giỏi thủy chiến vì bản chất là con khỉ. Trong nguyên tác đã giới thiệu về những chiếc của Tê Ngưu Tinh như sau: "Những chiếc sừng trên đầu của yêu quái này, cực năng phân thủy, xung khai minh lộ", cực năng phân thủy là những chiếc sừng này có khả năng chống nước, chỉ cần có được nó thì có thế tự do hành động dưới nước mà Tôn Ngộ Không không giỏi chiến đấu dưới nước (và phải niệm thần chú tỵ thủy chú) nên Tôn Ngộ Không phải nói với các sư đệ: "Hiền đệ! Chuyện này nói thật, ta không giỏi chiến đấu dưới nước. Mỗi khi xuống nước đều phải niệm tị thủy chú", nên khi có được chiếc sừng của Tê Ngưu Tinh, Tôn Ngộ Không không cần phải niệm chú khi chiến đấu dưới nước, có thể thoải mái phát huy hết bản lĩnh của mình như khi chiến đấu trên trời hoặc mặt đất.

### Thần thú một sừng

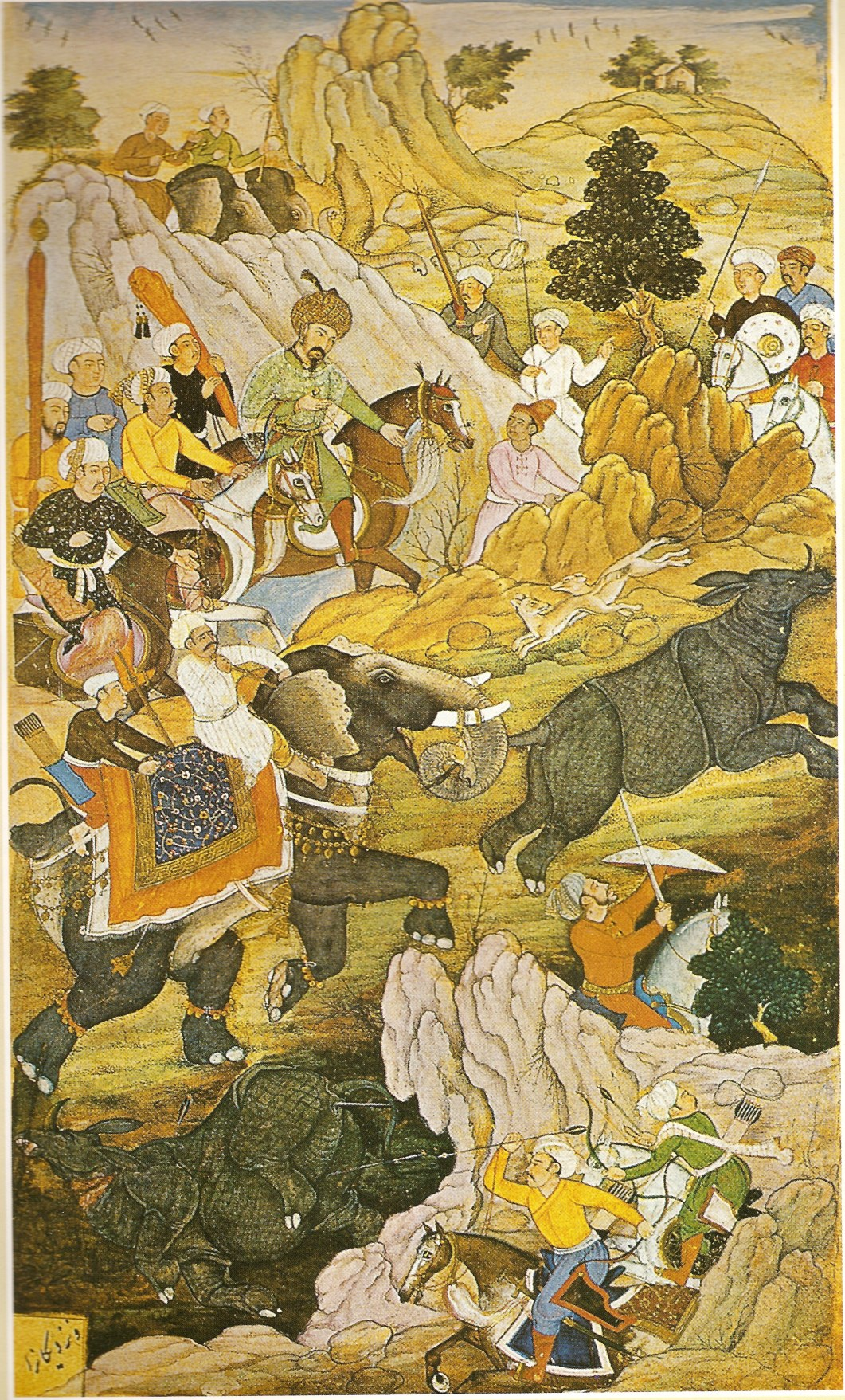
Tranh vẽ cuộc săn tê giác của vua Babur của vương triều Mogul (trước năm 1530), lấy từ trang 127 của Treasures of Natural History (2005), Hội Lịch sử Tự nhiên Mumbai và Oxford University Press, Mumbai

Thú một sừng Trung Hoa gọi là kì lân là một trong bốn sinh vật của điềm lành. Thú một sừng đứng đầu tất cả 360 loài sinh vật sống trên cạn. Nó có phần thân của một con nai, đuôi của một con bò, các móng guốc của một con ngựa. Chiếc sừng ngắn của nó, mọc từ trán, bằng da thịt, lớp giáp của nó, trên lưng, gồm năm màu pha trộn, còn bụng thì màu nâu hay vàng. Tuổi thọ tự nhiên của loài vật này là một ngàn năm. Nó hiền hoà đến nỗi khi bước đi nó cẩn thận không giẫm lên những sinh vật nhỏ bé nhất và thậm chí không ăn cỏ sống mà chỉ ăn cỏ khô. Sự xuất hiện của nó báo trước sự ra đời của một vị thủ lĩnh chính trực.
Làm tổn thương Thú một sừng Trung Hoa hay tình cờ nhìn thấy xác của nó là điều không may. Khi thân mẫu của Khổng Tử mang thai ông, những linh hồn của năm hành tinh đem đến cho bà một con thú có hình dạng của một con bò, vảy của một con rồng, và một chiếc sừng trên trán. Bảy mươi năm sau, vài thợ săn giết một con kì lân trên sừng còn vương một mảnh băng mà thân mẫu của Khổng Tử đã buộc. Khổng Tử đến xem xét con Thú một sừng và đã rơi lệ bởi ông cảm thấy cái chết của con vật vô hại và huyền bí này đã được báo trước, và bởi dải băng ấy phủ lên quá khứ của ông. Những mô tả chung chung như vậy về con thú một sừng có thể gợi lên về con tê giác hoặc có thể là những loài thú khác.
Vào thời tiền sử, lãnh thổ Trung Quốc là quê hương của loài thú Elasmotherium một sừng khổng lồ, tồn tại cho đến cuối thế kỷ Pleistocen và sau này đã tuyệt chủng vào khoảng 20.000 năm trước. Người ta suy đoán rằng "kỳ lân" của Trung Quốc (được gọi là qilin hoặc zhi) là một ký ức văn hóa của cư dân cổ đại về loài Elasmotherium. Một tác phẩm điêu khắc bằng gỗ về một sinh vật giống con bò đực với một chiếc sừng khổng lồ, tương tự như những tác phẩm tái tạo hiện đại của Elasmotherium, được phát hiện trong một ngôi mộ cuối thời Tây Hán (từ khoảng năm 206 trước Công nguyên đến thế kỷ thứ IX sau Công nguyên) ở Vũ Uy, Cam Túc vào năm 1959 .
Vào thế kỉ XIII, một đội viễn thám của Thành Cát Tư Hãn đã khởi sự xâm lăng Ấn Độ gặp gỡ trên sa mạc một sinh vật "như một con nai, với cái đầu như của một con ngựa, một chiếc sừng trên trán, và lông xanh phủ trên thân mình". Một trong những viên thượng thư người Trung Hoa của Thành Cát Tư Hãn, nhờ tra cứu, đã giải thích với ông rằng loài thú nọ chính là chio-tuan, một loại kì lân, ông sau đó đã lui quân vì điềm báo của loài thần thú này. Hai mươi hai thế kỉ trước kỉ nguyên Kitô giáo, một trong những pháp quan của Hoàng đế Thuấn (舜) có sở hữu một 'con dê một sừng' không tấn công người bị buộc tội oan nhưng sẽ húc kẻ phạm tội (thực tế theo mô tả này thì nó chính là con Giải trãi)
Thú một sừng được thừa nhận rộng rãi như một sinh thể siêu nhiên và một điềm lành nên nó được nhắc đến trong những vần thơ trữ tình Ode, trong những pho Sử biên niên (Annals), trong lai lịch của những danh nhân, và trong các văn bản với quyền uy không thể nghi ngờ khác. Ngay cả phụ nữ và trẻ con trong làng cũng biết rằng thú một sừng là một dấu hiệu may mắn. Nhưng loài sinh vật này không mang dáng dấp của những thú nuôi trong nhà, thật không dễ thấy nó, nó không can dự vào bất kì sự phân loại nào. Nó không giống một con ngựa hay một con bò, một con sói hay một con nai. Trong tình trạng như vậy, có thể giáp mặt một con thú một sừng và không biết chắc đó có phải là nó hay không, việc biết đến một sinh vật có bờm như vậy là một con ngựa, và một sinh vật có sừng như thế là một con bò, không biết một con thú một sừng trông ra sao (Jorge Luis Borges).

### Kỳ lân Phương Đông
Kỳ lân là biểu tượng của văn hóa và lịch sử cổ truyền ở Việt Nam cũng như Trung Quốc và cũng có ý kiến cho rằng nguyên mẫu của Kỳ lân lại là con tê giác, một loài vật chỉ gặp ở xứ nhiệt đới phương Nam. Tê giác vốn là một loài thú lớn, chỉ sống ở vùng nhiệt đới nóng ẩm nhưng hình tượng tê giác đã đi vào trong kinh sách và hiện vật văn hóa Trung Hoa hàng nghìn năm trước, tê giác còn hiện hữu trong văn hóa phương Đông ở trong bộ linh vật là Tứ linh. Sách Lễ ký của Khổng Tử là tài liệu sớm nhất nói về Tứ linh xếp trật tự 4 con vật này như sau: "Lân, Phụng, Quy, Long". Con Lân hay Kỳ Lân là loài linh vật đứng đầu Tứ linh còn theo Ngũ hành được tóm tắt thấy trong sách Lã Thị Xuân Thu của Lã Bất Vi thì Lân là con thần thú đứng đầu các loài có lông mao và là biểu tượng của hướng Tây. Điều này trùng khớp với tên của loài tê giác vì bản thân chữ tê còn có âm đọc là tây (con tây) hay tây ngưu, hay độc giác ngưu. Kỳ lân đọc phản thiết là ly, tức là "Kỳ lân" là từ ghi âm của chữ ly, Lân hay Ly đều là về một con vật, một hình tượng.
Trong Kinh Thi phần Chu Nam có bài thơ Quyển nhĩ: "Trèo lên trái núi/Ngựa ta mệt rồi /Bình ta rót rượu hủy quang/Để mà tránh khỏi đau thương lâu dài". Bà Chu hậu nhớ chồng đi xa, lên núi cao, uống rượu trong một chiếc "hủy quang" để mong quên đi nỗi nhớ thương. Hủy quang là một loại đồ vật bằng đồng, mô phỏng hình dáng con Tê giác, dùng để đựng rượu, thịnh hành ở thời Tây Chu. Một chiếc Hủy quang bằng đồng xanh của thời kỳ này được thấy ở Lào, chiếc quang hình con tê giác này có phần đầu rất lớn, một sừng to, cong, vươn ra phía trước, sừng khác nhỏ hơn ở trên trán, tai tê giác nhọn, phần sau của nắp quang là hình mặt lợn, mõm rộng, tai cong, con mắt của con tê giác này to tròn, sống động, phần thân chiếc quang tê giác được trang trí bằng những hoa văn nổi, dài theo thân quang ở mỗi bên là hình một con chim lớn, cách điệu, mỏ tù, đuôi dài, mào cong như con chim phượng trên chiếc quang chim thú ở trên, phần ngực tê giác hai bên có hình con quỳ long nhỏ, có sừng, đang há miệng, quay đầu về phía con chim phượng. 

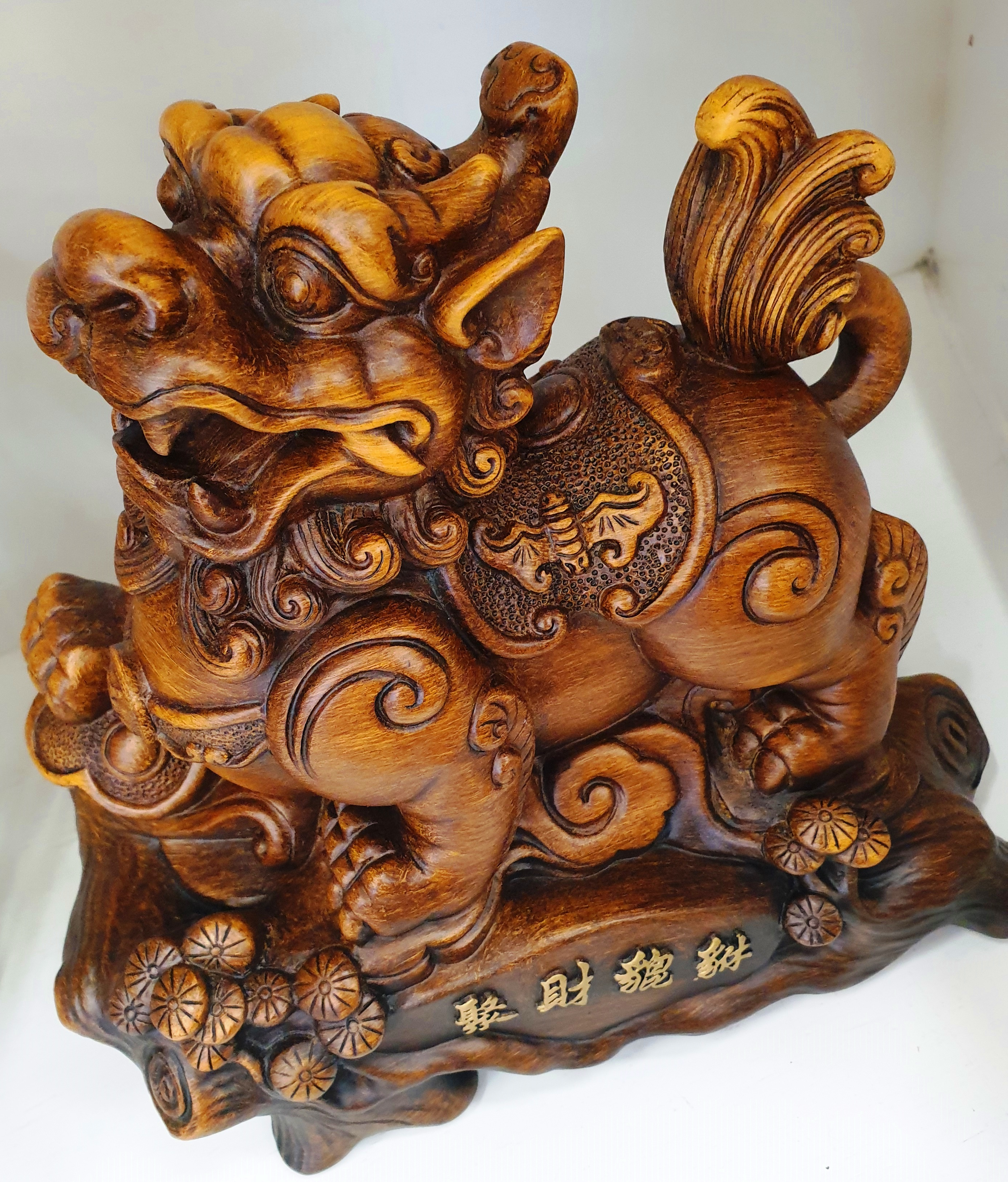
Tượng một con thần thú phong thủy với hình dáng mập mạp với một sừng

Về con Lân trong bài thơ của tác giả Chu Hy vào thế kỷ XII thời Nam Tống đã chú giải: "Lân, loại thú mình giống con chương, đuôi bò, móng ngựa, thú đứng đầu trong các loài có lông mao. Chân con Lân không đạp lên cỏ tươi, không dẫm lên côn trùng còn sống". Trong cuốn Hoa văn Việt Nam, tác giả Nguyễn Du Chi có bàn rằng ở Việt Nam, hình tượng Kỳ lân cũng được du nhập vào rất sớm, từ thời Lý đã chú ý đến loại đề tài này. Một con vật có lông mao, hình dáng như con hươu lớn, có móng guốc như ngựa, đuôi như đuôi bò, ăn hoa lá, có một sừng, lại biểu tượng cho hướng Tây thì có ý kiến cho rằng đây thường nhiều khả năng là một con tê giác.
Kỳ lân có nhiều nét giống tê giác, nên năm 1057, triều đình nhà Lý đã mang hai con này qua Quảng Châu định cống vua Tống và nói là Kỳ lân, vì người Trung Quốc tin rằng, chỉ có thánh nhân ra đời mới có Kỳ lân xuất hiện nên các quan nhà Tống đã cãi nhau sôi nổi về việc con vật được cống nạp này. Sách Tục tư trị thông giám trường hiện của Lý Đảo đời Tống còn chép rõ hình dáng con vật: "Hình thù như trâu, mình có da dày từng mảnh như giáp, đầu mũi có sừng, hay ăn cỏ, quả, dưa, cho ăn phải lấy gậy đánh nó mới ăn", từ đó, có thể thấy vì các loài tê giác hay có ở vùng nhiệt đới và cận nhiệt đới nên những người phương Bắc (Trung Quốc) không biết nguyên mẫu con Lân là con tê giác nên họ đã biến con Lân trong văn hóa Trung Hoa thành một con vật hoàn toàn tưởng tượng (Long Mã) không phù hợp với những mô tả về Kỳ lân trong thư tịch cổ.
Tê giác là loài vật vốn rất được tôn trọng ở Việt Nam không chỉ bởi cái sừng tê vốn được coi là vật quý, với ý nghĩa cát tường, hình Kỳ lân-tê giác một sừng đã được vẽ màu trên những chiếc đĩa gốm Chu Đậu. Tê giác cũng bắt gặp trong những cặp tượng linh thú thời Lý đặt trước sân chùa Phật Tích ở Bắc Ninh, hay chầu bên lăng mộ các vua Lê ở Lam Kinh, Thanh Hóa. Vua Minh Mạng khi lên ngôi, vào năm thứ 17 đã cho đúc Cửu đỉnh đặt ở Thái miếu tại Hoàng thành Huế, ngoài các loài thú quý hiếm khác thì nhà Vua cũng đã duyệt cho khắc hình con tê giác lên Chương đỉnh như một biểu tượng của văn chương.
Với việc phục hồi nguyên mẫu của Kỳ lân là loài tê giác, linh vật của hướng Tây, thì định vị của Trung Nguyên thời kỳ nhà Chu dời xa hơn về phương Nam, nơi có loài thú này sinh sống và theo đó thì thần thú Kỳ lân nay hiện nguyên hình là con tê giác thì lịch sử phương Đông cổ đại, gắn liền với sự khởi lập thiên hạ của nhà Chu, với triết lý âm dương ngũ hành với biểu tượng Tứ tượng Tứ linh trở về bản căn vốn có của sự thật lịch sử. Ngày nay, con tê giác cuối cùng ở Đông Dương đã tuyệt chủng vào năm 2010 tại Vườn quốc gia Cát Tiên ở Đồng Nai, là dấu chấm hết cho sự nghiệp bảo tồn loài tê giác ở Việt Nam, và đất nước Việt Nam đã không còn loài tê giác nhưng hình tượng Tê giác-Kỳ lân sẽ không thể mất trong văn hóa Việt vì nó đã hóa thành loài vật linh thiêng bất diệt trong Tứ linh vốn là biểu tượng cho một nền văn minh sớm, đầy rực rỡ của người Việt.

### Kỳ lân Phương Tây
Ở phương Tây, tê giác, con thú một sừng có khi cũng được đồng nhất với loài kỳ lân phương Tây với hình tượng con ngựa một sừng. Hình tượng con vật một sừng đã được tìm thấy trên một số con dấu (dấu ấn) từ văn minh lưu vực sông Ấn, những con dấu với thiết kế như vậy được cho là mang dấu hiệu của vai vế cao cấp trong xã hội thời đó. Một con vật được gọi là Re'em (tiếng Hebrew: רְאֵם, có nghĩa là "Tê giác") được đề cập tới tại một số phần trong Kinh thánh Hebrew, thường như là một ẩn dụ đại diện cho sức mạnh giống như kỳ lân, đây là con vật thường được mô tả trong nghệ thuật nền văn minh Lưỡng Hà cổ xưa chỉ với một sừng có thể nhìn thấy được. Những bản dịch Kinh Thánh (1611) có thẩm quyền của King James, đã lấy từ Unicorn, hay kinh Hy Lạp lấy từ Monokeros và kinh La Mã lấy từ Unicornus, để dịch từ Re'em chỉ về một loài vật một sừng không thể thuần hóa mà dân gian có thể nhận ra được. 

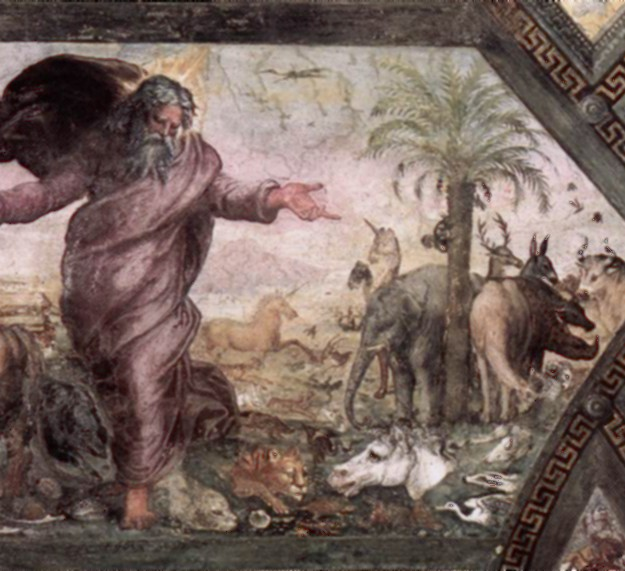
Đấng Tạo hóa của muôn loài của Raffaello, 1518–1519. Một con tê giác xuất hiện ở bên phải cái cây, cùng với một con voi.

Ngày nay, cái tên khoa học của chi Tê giác là sự kết hợp của các từ Hy Lạp cổ đại (ris) có nghĩa là cái 'mũi' và κέρας (keras) có nghĩa là sừng của một con vật. Các học giả Hy Lạp thời cổ đại về lĩnh vực lịch sử tự nhiên đã cho rằng thực tế thì loài kỳ lân sống tại Ấn Độ, một vương quốc xa xôi và tuyệt vời dành cho chúng, mô tả sớm nhất là từ học giả Ctesias, người đã miêu tả chúng như là những con lừa hoang dã, rất nhanh chân, có một sừng dài chừng một cubit rưỡi (khoảng 70 cm) và lông màu trắng, đỏ hoặc đen.
Nhà triết gia Aristotle đã theo ánh nhìn của Ctesias sau khi ông có đề cập đến một trong hai loài động vật một sừng, đó là các con thú Oryx (một loại linh dương) và cái gọi là "lừa Ấn Độ". Học giả Pliny thì đề cập đến các con linh dương Oryx (Linh dương sừng kiếm) và con bò Ấn Độ (có thể là một con tê giác) là một trong những con thú một sừng, cũng như "con vật rất hung dữ gọi là Monoceros có chiếc đầu của nai, bàn chân của voi và đuôi của heo rừng, trong khi phần còn lại của cơ thể lại tương tự như của ngựa và có một sừng đen đâm ra từ giữa trán dài tầm hai cubit". 

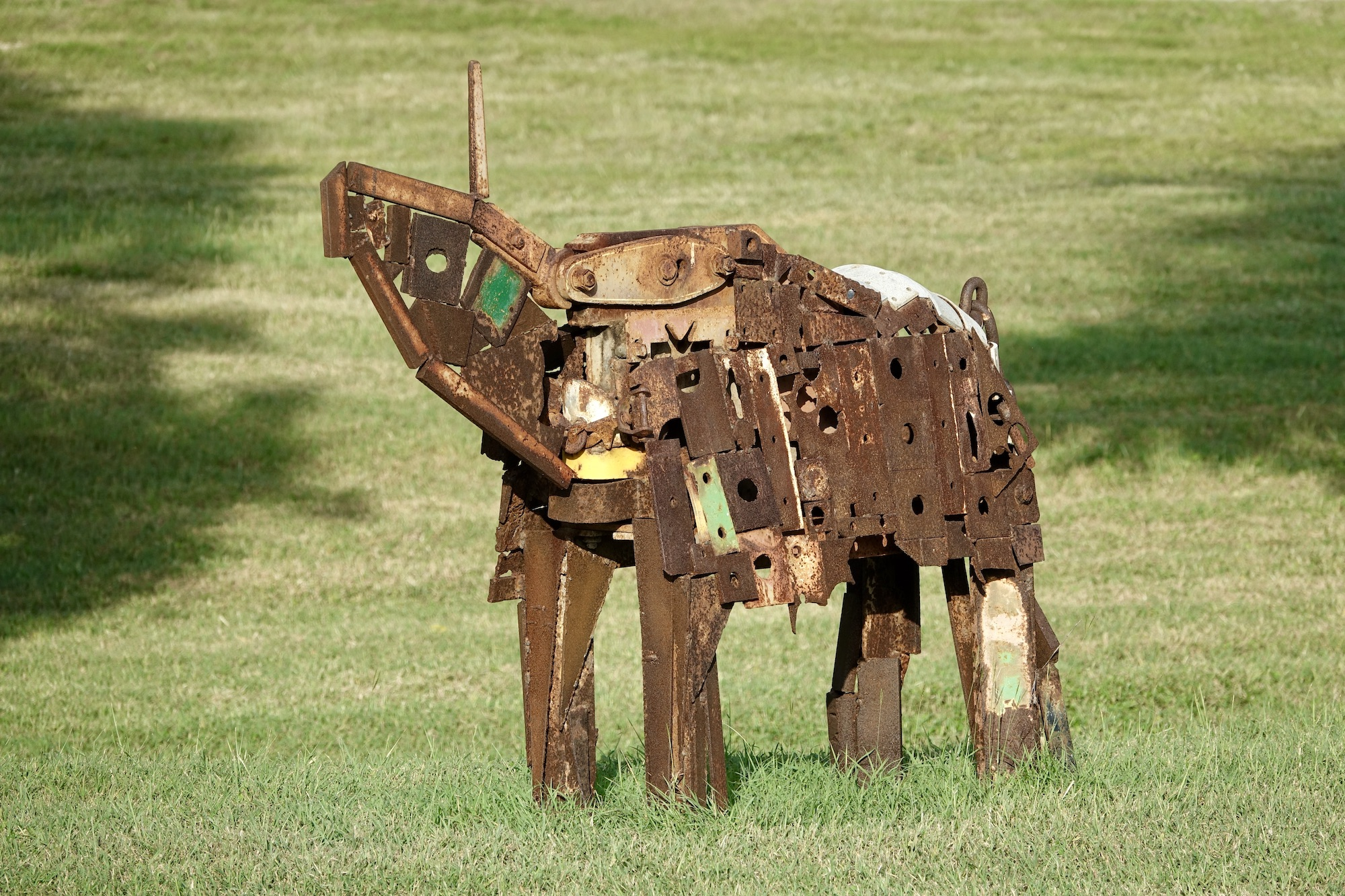
Tượng sắt con Eenhoorn, nguyên mẫu của kỳ lân một sừng, trông nó giống con tê giác

Một gợi ý là hình mẫu của loài kỳ lân một sừng phương Tây đã dựa trên loài (chi) động vật đã tuyệt chủng là sinh vật có tên Elasmotherium, đó một chủng loài tê giác Á-Âu lớn mang nguồn gốc ở các thảo nguyên Á Âu, nằm phía nam của phạm vi sinh sống của những con tê giác lông mịn ở Kỷ băng hà châu Âu. Về tổng thể thì Elasmotherium nhìn giống như ngựa một chút, nhưng nó có một sừng lớn duy nhất ở trán của nó. Dù nó đã tuyệt chủng tuy nhiên, theo Sách gia đình Bắc Âu và nhà khoa học Willy Ley, loài vật đó có thể đã sống sót đủ lâu để được nhớ trong truyền thuyết của những người Evenk của Nga như là một con bò đen khổng lồ với một sừng trên trán và duy nhất.
Trong số sự ủng hộ này, một điều đã được ghi nhận rằng, vào thế kỷ XIII, nhà thám hiểm Marco Polo tuyên bố đã thấy một con kỳ lân tại Java nhưng mô tả của ông rõ ràng làm cho người đọc hiện đại nhận ra ông thực sự nhìn thấy một con tê giác Java. Marco Polo đã miêu tả chúng là "... nhỏ hơn con voi một chút. Chúng có bộ lông như trâu và bàn chân thì giống của voi. Chúng có một cái sừng đen ở giữa trán... Chúng có cái đầu giống loài lợn lòi hoang dã... Chúng dành phần thời gian đầm mình vào bãi bùn. Trông chúng rất bẩn thỉu. Chúng không giống tất cả những gì mà chúng ta đã miêu tả khi liên hệ với việc chúng được nuôi dưỡng bởi những trinh nữ, thực sự trái ngược với ý niệm của chúng ta", rõ ràng là Marco Polo đang nói đến một con tê giác. Trong khi đó, Tại Đức, từ thế kỷ 16, từ Einhorn (tiếng Anh: one-horn, tiếng Việt: một sừng) đã miêu tả một vài loài tê giác.
Năm 1663, trong số nhiều mẩu xương thời tiền sử được tìm thấy ở Einhornhöhle tại vùng núi Harz Đức, một số đã được lựa chọn và lắp ráp lại thành một con kỳ lân bởi Ngài Otto von Guericke vùng Magdeburg. Trên thực tế, con vật được gọi là kỳ lân của Guericke chỉ có hai chân, và được ghép lại từ xương hóa thạch của một con tê giác lông mịn và voi ma mút, với cái sừng của một con kỳ lân biển. Bộ xương này được kiểm tra bởi Gottfried Leibniz, người trước đó đã nghi ngờ sự tồn tại của kỳ lân, nhưng được thuyết phục bởi nó. Tiến sĩ W. Franklin Dove, giáo sư Đại học Maine, đã hợp nhất các chồi sừng của một con bê với nhau, tạo ra hình dáng bên ngoài của một con bò một sừng. Kể từ khi tê giác là động vật trên cạn còn sống sót duy nhất có một sừng, nó đôi khi được coi là nguồn gốc của truyền thuyết kỳ lân, bắt nguồn từ cuộc đọ sức giữa những động vật châu Âu kỷ băng hà và tê giác lông mịn, hoặc là truyền thuyết có thể đã được dựa trên hình mẫu loài tê giác của châu Phi.

### Yêu quái Tê ngưu

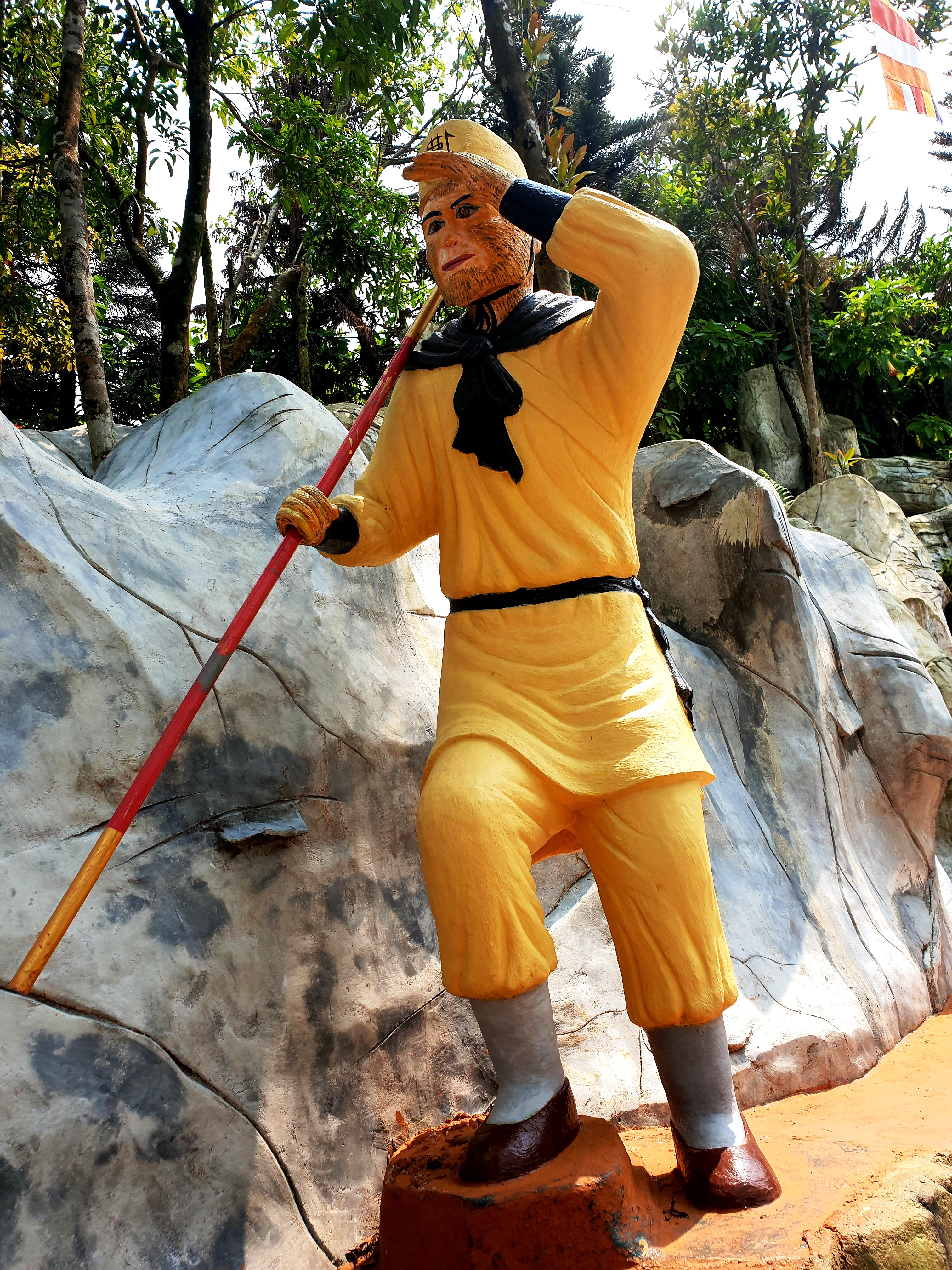
Tôn Hành Giả không rành thủy chiến nên phải nhờ đến sừng tê giác

Trong tác phẩm Tây Du Ký ở Hồi 91 có sự xuất hiện ba con yêu quái tê giác thành tinh xưng vương ở động Huyền Anh, núi Thanh Long Cung. Chúng nguyên là ba con tê giác tu luyện thành tinh xưng Vương ở động Huyền Anh, núi Thanh Long đến phủ Kim Bình giả làm phật, lừa rồi ăn trộm dầu thơm của dân chúng và bắt Đường Tăng về động. Ba con yêu quái đó là: Tích Hàn Đại Vương (Tị Hàn Đại Vương) có khả năng tạo ra băng từ binh khí và tay không, sử dụng rìu làm binh khí. Tích Thử Đại Vương (Tị Thử Đại Vương) có khả năng phun ra lửa từ binh khí và tay không, sử dụng giáo làm binh khí và Tích Trần Đại Vương (Tị Trần Đại Vương) có khả năng tạo ra khói từ binh khí, sử dụng giáo làm binh khí.
Người dân kể lại ấy là núi Thanh Long, trong núi ấy có động Huyền Anh, trong động ấy có ba con yêu: Con yêu lớn hiệu là Tịch Hàn đại vương, con yêu thứ nhì hiệu là Tịch Thử đại vương, con yêu thứ ba hiệu là Tịch Trần đại vương, bầy yêu ấy ở đây đã ngàn năm, chúng nó từ nhỏ đến lớn hảo uống dầu tô điệp, nên chúng ở đây hay giả làm hình Phật, gạt quân dân Phủ Kim Bình, thắp đèn Nguơn tiêu bằng dầu tô điệp, năm nào đến nữa tháng nầy, chúng nó giả hình Phật mà đi thâu dầu. Tôn Hành Giả nói: "Ta coi bộ con yêu ấy chắc là con tây (tức tê giác) thành tinh". Trư Bát Giới nói: "Nếu quả nó là con tây thành tinh, thì mình bắt nó cưa lấy u (tức là cái sừng tê giác) mà bán, cũng đặng bạc ít chục".
Bị Tôn Ngộ Không biết đuổi đến động giao đấu thì Tôn Ngộ Không đành chịu thua vì không chịu nổi tiếng la hét của bọn tiểu yêu, không chỉ có ba con yêu quái tê giác thích món dầu thơm như phủ Kim Bình xưa kia, mà là có hàng nghìn hàng vạn yêu tinh. Bát Giới giao đấu với Tích Thử Đại Vương bị phóng hỏa thiêu cháy và bị bắt vào động, còn Sa Ngộ Tĩnh giao đấu bị Tích Trần Đại Vương phun khói cuốn bắt vào hang, Ngộ Không giao đấu với Tích Hàn Đại Vương bị đóng băng trong tuyết. Lúc đầu ba con tê giác giao đấu với Ngộ không rồi bị Tứ Mộc Tinh Quân tước vũ khí và trốn xuống Thủy Cung. Cuối cùng giao đấu với công chúa Thủy Cung và Ngộ Không rồi giải về Thiên Cung để Ngọc Hoàng định đoạt.
Trong số những yêu quái khó đánh nhất trong Tây Du Ký, không thể không nhắc đến ba tên Tê Ngưu Tinh ở động Huyền Anh, núi Thanh Long. Thành tích của ba tên Tê Ngưu Tinh này vừa bắt sống Đường Tăng, Bát Giới, Sa Tăng; Ngộ Không hai lần đến cứu thầy đều dễ dàng bị ba tên Tê Ngưu liên thủ đánh bại, thực lực không thua kém Cửu Linh Nguyên Thánh. Nhưng ba con Tê Ngưu cũng có khắc tinh, chính là Tứ Mộc Đàm Tinh trong nhóm 28 Tinh Túc, gồm: Khuê Mộc Lang, Giác Mộc Giảo, Đấu Mộc Hải, Tỉnh Mộc Ngại. Trong đó, Tỉnh Mộc Ngại lợi hại nhất với kỹ năng "Thượng sơn ngật hổ, hạ hải cầm tê". Tứ Mộc ra tay, Tị Hàn đại vương bị Tỉnh Mộc Ngại bị cắn đứt đầu, Tị Thử và Tị Trần bị bao vây bắt sống. Khi Tôn Ngộ Không giải Tị Thử và Tị Trần vào Kim Bình phủ để hỏi tội, thì Bát Giới đã vội vàng xuống tay đánh chết.

## Tê giác trong y học
Trong các bộ phận của con tê giác thì cái sừng tê giác được sử dụng trong y học cổ truyền châu Á hay Đông y (Trung Quốc và Việt Nam), và dùng làm đồ trang sức (cụ thể là cán dao găm) ở Yemen và Oman. Sừng tê giác có thành phần cấu tạo gồm keratin tương tự tóc và móng tay con người, hoàn toàn không có giá trị y học. Tại Đông Nam Á và nhất là ở Việt Nam, người dân mài sừng tê giác pha với nước hay rượu để uống và tin rằng nó có thể dùng để chữa bệnh..

### Trong Đông Y
Thời xưa, ở phương Đông, người ta cho rằng, sừng tê giác là một thứ linh thiêng kỳ dị, thời cổ đại, sừng tê giác là một vị thuốc quý, có tác dụng giải độc, thanh nhiệt, nó cùng ngọc dạ quang, minh nguyệt châu và tê giác không chỉ là một vật linh thiêng, với những tác dụng rất kỳ lạ, mà còn có tác dụng giải độc mạnh, những niềm tin này còn được các cổ thư ghi chép và gán cho sừng tê nhiều công năng đặc biệt. Người xưa có niềm tin rằng, chén làm từ sừng tê giác có tác dụng phát hiện được chất độc, nếu rót rượu độc vào chén, thì sẽ thấy sủi lên bọt trắng, người xưa còn cho rằng, bị tên độc bắn trúng, lấy sừng tê giác đâm vào vết thương, lập tức khỏi. 

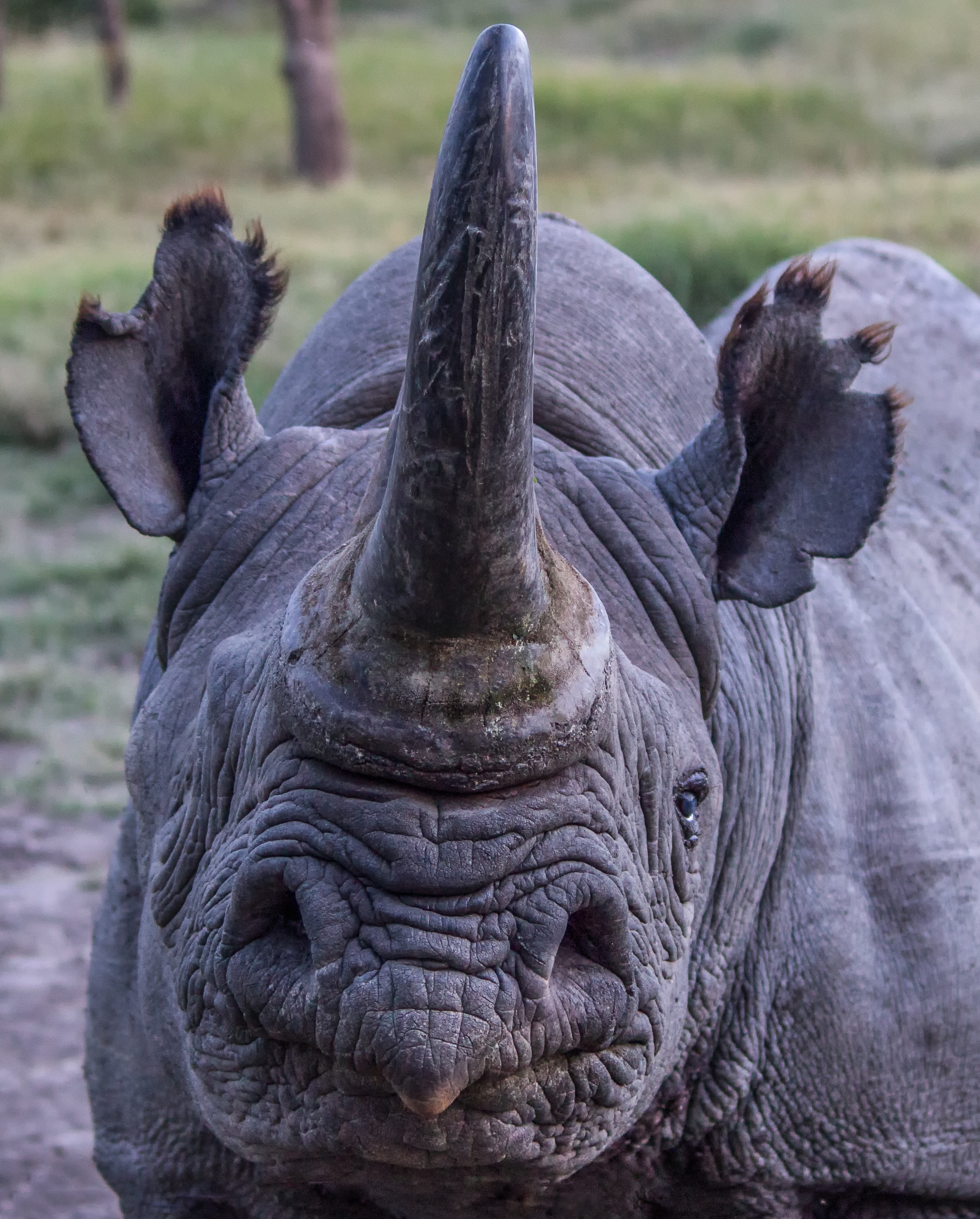
Chiếc sừng của tê giác được các thư tịch cổ xem như "Thần dược"

Cho đến những năm cuối thế kỷ XIX, trong giới Đông y còn lưu truyền quan niệm cho rằng, dùng chén làm bằng sừng tê giác đựng thức ăn, thì ngay trong mùa Hè, từ 3 đến 4 ngày sau thức ăn trong đó vẫn không bị biến chất, chén tê giác có tác dụng như một chiếc đồ giữ lạnh như vậy, vì sừng tê giác là thứ có tính cực hàn. Từ những ghi chép này có ảnh hưởng đến suy nghĩ, nhận thức của các cư dân ở trung Quốc, Việt Nam về công dụng của sừng tê, và chiếc sừng mà dân gian đồn thổi như "thuốc tiên" khiến loài tê giác trở thành nạn nhân của chính sự quý hiếm người ta dành cho chúng.
Trong các thư tịch cổ và những sử sách thi chép thì Sừng tê giác được xem là vị thuốc đã có từ lâu và được ghi chép trong "Thần Nông bản thảo kinh" là bộ sách thuốc cổ nhất của Đông y học và rất nhiều các y thư khác. Một số ghi chép trong thư tịch của Trung Quốc về sừng tê giác như: 
- Sách "Dưỡng sinh diên thọ lục" và "Danh y biệt lục" của Đào Hoằng Cảnh (456-536) đã viết: "Dùng chén làm bằng sừng tê giác đựng gạo cho gà ăn, thì gà sợ mà không dám mổ. Đem chén gạo đặt lên nóc nhà, thì chim sẽ cũng không dám ăn.
- Sách "Hoài nam tử" có chép như sau: "Đặt sừng tê giác vào hang, cáo không dám trở về".
- Sách "Khai nguyên di sự" có nói về loại sừng tê giác có tính năng chống lạnh, gọi là "tịch hàn tê", loại sừng này màu vàng, xuất xứ từ Giao Chỉ, mùa Đông loại sừng này tỏa ra hơi ấm, làm khí lạnh không nhiễm được vào người.
- Sách "Bạch khổng lục thiếp" nói về loại sừng tê giác có tính năng chống nắng nóng, gọi là "tịch thử tê", Đường Văn Tông nhờ có được loại sừng này, mà mùa Hè nóng bức vẫn thấy mát mẻ.
- Sách "Lĩnh biểu lục dị" nói về loại sừng tê giác có tính năng chống bụi bẩn gọi là "tịch trần tê"; dùng loại sừng này chế ra lược hay châm cài đầu thì người luôn sạch sẽ, không sợ bị bụi bẩn bám vào.
- Sách "Đỗ Dương biên" nói về loại sừng tê giác có tính năng giúp kiềm chế sự cáu giận, gọi là "quyên phẫn tê", dùng sừng loại này làm ngọc bội đeo ở đai áo, sẽ giúp người ta kiềm chế được những cơn tức giận.
- Sách "Thần Nông bản thảo kinh" chép: "Tê giác có thể giải tất cả các loại chất độc, như chất độc của sâu bọ, nọc rắn, lông chim độc, thậm chí giải được cả độc của lá ngón"
- Sách "Bão Phác Tử" của Cát Hồng viết: "Tê giác có thể ăn tất cả các loại cỏ độc và các loại cây bụi có gai, do đó nó có thể giải được các chất độc (Tê thực bách thảo chi độc cập chúng mộc chi cức, sở dĩ năng giải độc)".
- "Bản thảo Cương mục" của Lý Thời Trân đã trích dẫn một số điều nói về tính năng kỳ dị của sừng tê giác, mà các thư tịch cổ đã ghi chép lại, và cũng nói tới một loại sừng tê giác thượng phẩm gọi là "dạ minh tê", loại sừng này ban ngày và ban đêm đều phát sáng, có khả năng thông với thần linh, có thể xẻ nước, chim bay qua hay thú chạy qua, nhìn thấy đều kinh sợ ("năng thông thần linh, phách thủy, phi cầm tẩu thú kiến liễu đô vi chi kinh hãi").

### Công dụng thực

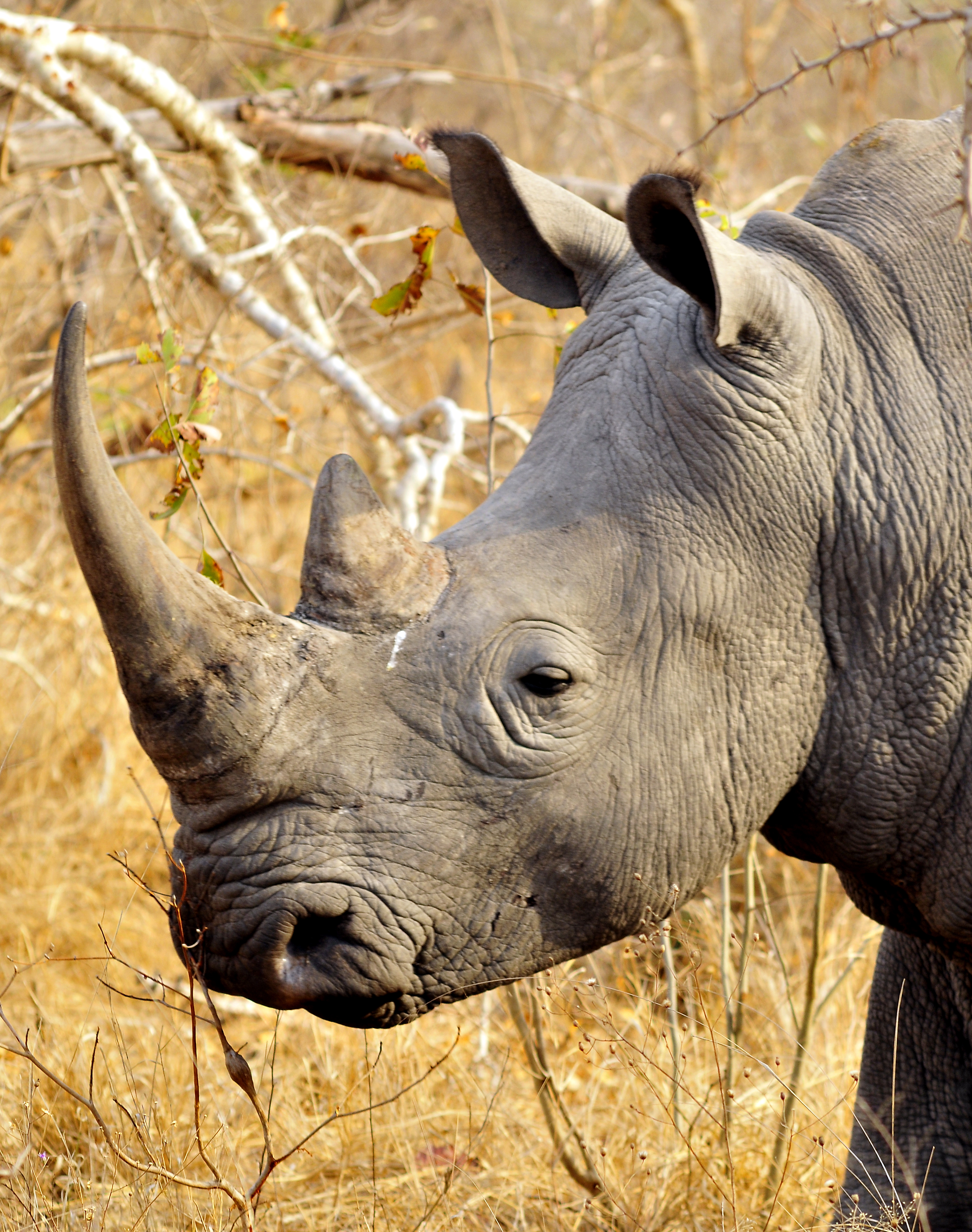
Đã có nhiều bàn cãi về công dụng thực của sừng tê giác

Từ lâu, Trung Quốc đã bắt đầu sử dụng sừng tê giác như một vị thuốc sau đó lan truyền sang Nhật Bản, Triều Tiên và Viêt Nam. Trong Y học cổ truyền Trung Quốc (Trung y), sừng tê giác đã được đề cập trong "Thần Nông Bản thảo Kinh", sách này chia tất cả các vị thuốc thành ba loại là thượng phẩm, trung phẩm và hạ phẩm và sừng tê giác được xếp vào "trung phẩm". Trong sách thuốc Trung y các thời đại sau, sừng tê giác dược xếp vào loại thuốc "thanh nhiệt lương huyết". Việc sử dụng sừng tê giác ở Việt Nam cũng gắn liền với tác dụng "thanh nhiệt lương huyết". Các bệnh có thể được chữa trị bằng sừng tê giác bao gồm sốt cao, mê sảng, co giật, đau đầu, sởi, động kinh.
Y học phương Đông tin rằng, sừng tê giác có tác dụng cải tử hoàn sinh và tăng cường khả năng tình dục, máu tê giác chữa được bách bệnh, da tê giác có tác dụng hút được nọc độc nơi vết thương do rắn cắn và có tác dụng thanh nhiệt, giải độc, định kinh, thường dùng trong trường hợp sốt quá cao hóa điên cuồng, sốt vàng da, thổ huyết dẫn đến việc săn loài thú này để lấy sừng. Tuy nhiên theo một nghiên cứu của Trung Quốc thì sừng tê giác không khác gì sừng trâu và theo nghiên cứu của giáo sư Đỗ Tất Lợi thì các công dụng như trị ung thư hay cường dương đều không thấy nhắc đến trong bất kỳ sách vở y lí nào của Việt Nam hay Trung Quốc..
Theo ông Nguyễn Phúc Ưng Viên, người kế thừa những di sản y dược bí truyền của cung đình nhà Nguyễn là bộ sách gia truyền Nguyễn Phúc tộc dược minh y kính cho rằng không cứ là sừng tê giác mà sừng trâu hay bò đem mài vào chiếc đĩa nhám bằng đất sét nung đều cho ra thứ nước trắng đục và tác dụng chữa bệnh y hệt nhau. Bí quyết dược liệu ở đây chính là đất, nên không phải ngẫu nhiên mà ngày xưa trong dân gian, các thầy lang đều khuyên phải mài sừng tê giác vào phần không tráng men ở dưới khu chiếc bát bằng đất nung hoặc mài vào một mảnh sành để lấy nước chữa bệnh, mài vào chỗ khác thì sẽ chẳng có tác dụng gì.
Ngay cả cuốn Hải Thượng y tông tâm lĩnh được cho là của Hải Thượng Lãn Ông bên cạnh mục nói về sừng tê giác, cũng đề cập tới 14 loại đất chữa được bệnh. Nếu so sánh y lý của sừng tê giác với y lý của các thứ đất ghi trong chính cuốn sách này, các loại đất chữa bệnh còn tốt hơn là sừng tê giác. Nhiều ý kiến cho rằng có lẽ xuất phát từ sự ngưỡng mộ một thứ từng là cống vật cho hoàng đế, cộng với những ghi chép vô căn cứ, chưa được chứng thực trên các sách vở Đông y trôi nổi cùng những lời đồn thổi về tác dụng chữa bệnh "thần kỳ", "vi diệu", "linh nghiệm" của sừng tê giác, trong đó có bệnh ung thư, nhất là "tăng cường bản lĩnh đàn ông", nên tiêu điểm của truyền thông lâu nay tập trung chủ yếu vào chiếc sừng. Ngày nay, các tổ chức quốc tế đã phát động một chiến dịch rầm rộ về tuyên truyền cho người dân nhận thức đúng đắn và đầy đủ công dụng của sừng tê giác để góp phần ngăn chặn nạn săn bắn tê giác lấy sừng đã và đang đẩy tê giác đến bờ vực tuyệt chủng.

## Trong nghệ thuật

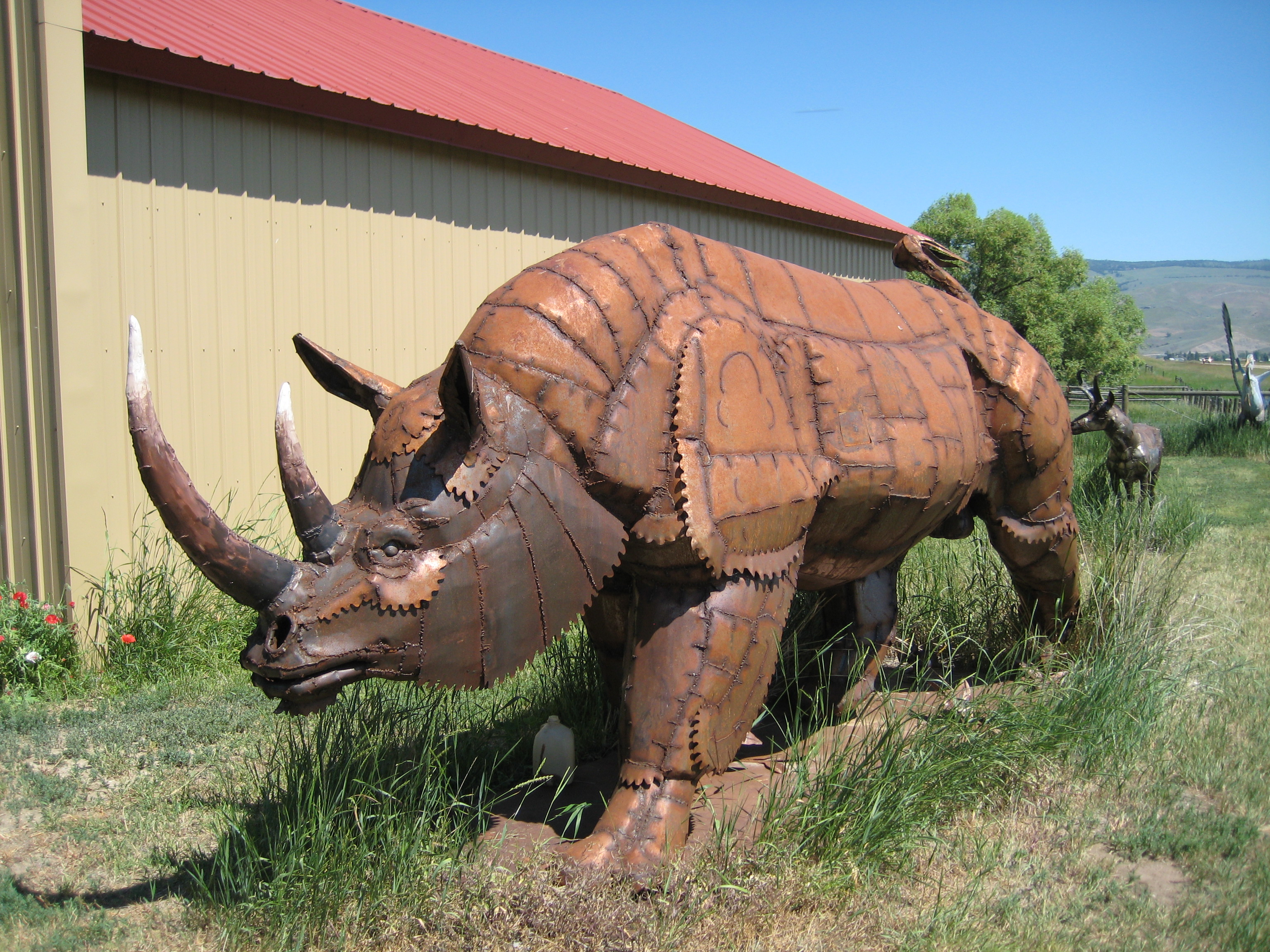
Con tê giác thường được tạo hình như một cỗ xe tăng thiết giáp

Tê giác xuất hiện trong nghệ thuật tiền sử châu Âu dù nó không thường phổ biến như các loài động vật khác, những con tê giác góp mặt trong nhiều nghệ thuật hang động, trang trí ở các hang động của Combarelles, Chauvet, Margot, Cussac và Arcy-sur-Cure, những con Tê giác lông mịn được khắc họa ở Lascaux và Rouffignac. Các nhà khảo cổ đã khai quật được ở Thung lũng Indus trên di chỉ Mohenjo-daro những ngôi mộ được cho là thuộc giai đoạn -2.400-1.800. Họ đã tìm thấy những con dấu bằng đá màu trắng hình chữ nhật với những dòng chữ ngắn và hiện diện các loài thú vật bao gồm cả tê giác. Ở Ai Cập có nhắc đến Pharaoh Thutmose III (khoảng -1.450) có chuyến săn tê giác.
Tại Trung Quốc, người ta đã phát hiện ra những chiếc bình bằng đồng (zun) có chạm hình con tê giác, có niên đại từ các triều đại nhà Thương (thế kỷ 11 trước Công nguyên) và Tây Hán (năm 206 trước Công nguyên đến thế kỷ IX sau Công nguyên). Loài động vật bán thần thoại này tiếp tục xuất hiện trong chủ đề nghệ thuật các thế kỷ XVII và XVIII một cách khá thường xuyên trong nghệ thuật trang trí (thảm trang trí, bích họa, trang trí gốm sứ, minh họa sách) nhưng không gây cảm hứng cho những thành tựu hoành tráng như ở thế kỷ XVI nhưng có một bức phù điêu bằng đồng của Jean Bologne trên cửa nhà thờ Pisa (Ý), vào giữa thế kỷ 18, tê giác bọc thép là một chủ đề truyền thống được gắn kết rõ ràng với chủ đề trang trí.

### Thời tiền sử

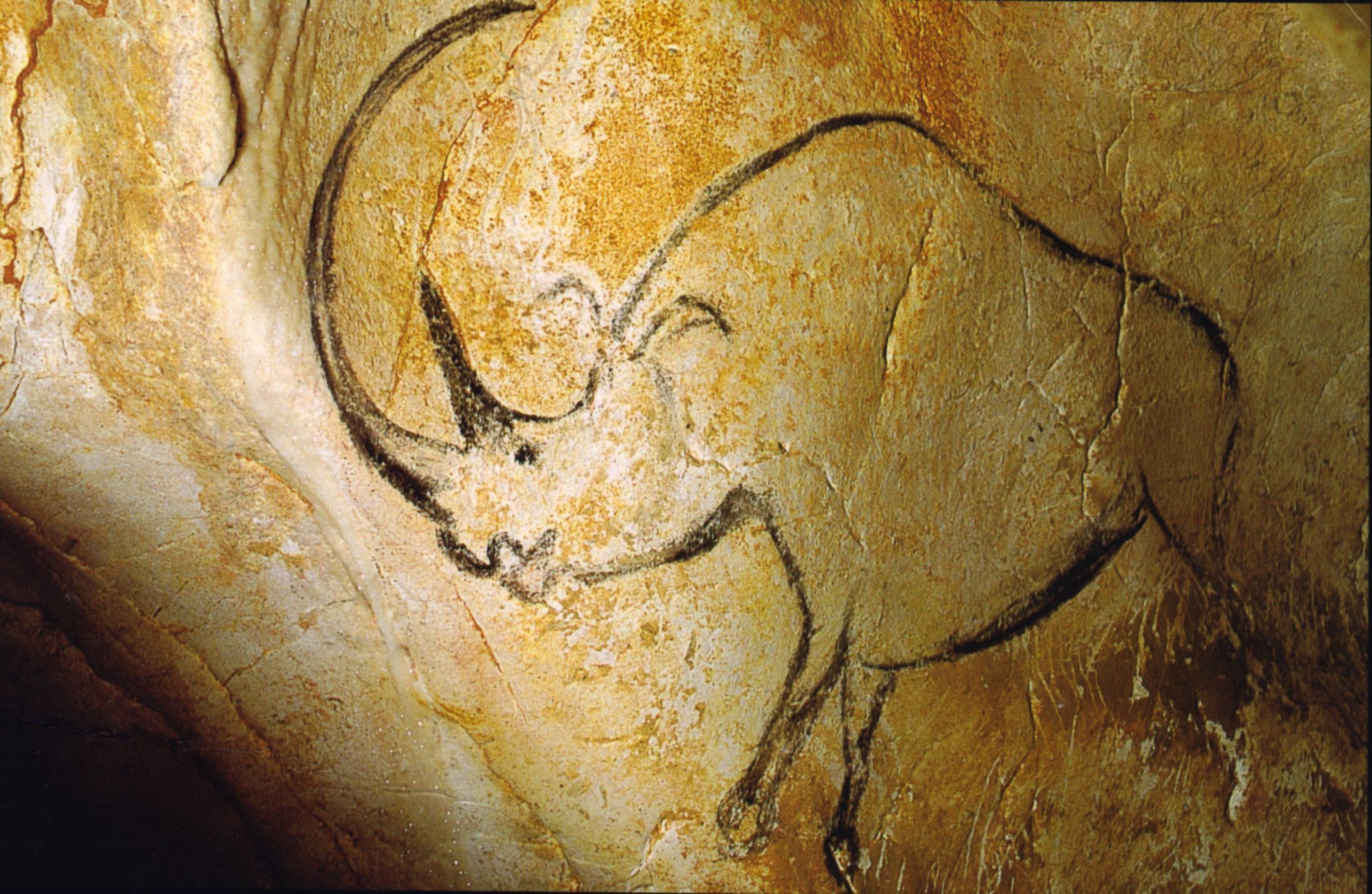
Tranh vẽ hang động tiền sử về tê giác trong hang Chauvet

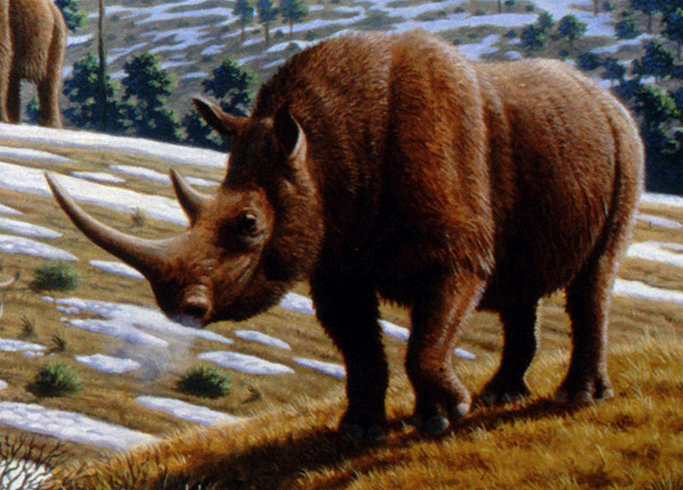
Tranh vẽ về một con tê giác lông mịn

Nhiều bức tranh hang động từ thời đồ đá cũ trên mô tả những con tê giác lông mịn thời tiền sử. Các đặc điểm nhận dạng của con vật được vẽ nổi bật, hoàn chỉnh với phần lưng và bướu nhô cao, tương phản với phần đầu thấp của nó. Hai đường cong tượng trưng cho cái tai, chiếc sừng của con vật được vẽ với độ cong dài của chúng, và trong một số trường hợp, lớp lông cũng được biểu thị khá rõ. Nhiều bức tranh cho thấy một dải đen chia cắt cơ thể. Khoảng 20 hình vẽ thời kỳ đồ đá cũ về tê giác lông mượt đã được biết đến trước khi phát hiện ra Hang Chauvet ở Pháp.
Chúng có niên đại hơn 31.000 năm tuổi, có thể là từ thời Aurignacian, được khắc trên tường hang động hoặc được vẽ bằng màu đỏ hoặc đen. Một cảnh mô tả hai con tê giác chiến đấu với nhau bằng sừng. Các hình minh họa khác được tìm thấy trong các hang động Rouffignac và Lascaux. Một bức vẽ từ Font-de-Gaume cho thấy tư thế đầu cao hơn và những bức khác được vẽ bằng sắc tố đỏ trong Hang động Kapova ở dãy núi Ural. Một số hình ảnh cho thấy tê giác bị tấn công bằng giáo hoặc mũi tên, biểu thị việc săn bắt của con người. Địa điểm Dolní Věstonice ở Moravia, Cộng hòa Séc, được tìm thấy với hơn bảy trăm tượng thú vật với nhiều con tê giác lông mượt.
Trong lịch sử, tê giác lông mịn đã chia sẻ môi trường sống của chúng với con người, nhưng bằng chứng trực tiếp cho thấy chúng tương tác với nhau là tương đối hiếm. Chỉ 11% các địa điểm được biết đến của các bộ lạc Siberia thời tiền sử có di tích hoặc hình ảnh của loài vật này. Nhiều hài cốt của tê giác được tìm thấy trong các hang động (chẳng hạn như hang Kůlna ở Trung Âu), vốn không phải là môi trường sống tự nhiên của tê giác hay con người, và những kẻ săn mồi lớn như linh cẩu có thể đã tha đi các bộ phận của tê giác ở đó, đôi khi, những gì còn lại chỉ có răng hoặc mảnh xương riêng lẻ được phát hiện, thường chỉ đến từ một loài động vật.
Hầu hết các hài cốt của loài tê giác ở Tây Âu đều được tìm thấy ở cùng những nơi tìm thấy hài cốt hoặc hiện vật của con người, nhưng điều này có thể xảy ra một cách tự nhiên. Các dấu hiệu cho thấy con người ban đầu đã săn bắt hoặc lùng sục tê giác đến từ các dấu hiệu trên xương của con vật. Một mẫu vật có vết thương do vũ khí của con người gây ra, với dấu vết của vết thương do vật sắc nhọn đánh dấu ở vai và đùi, và một ngọn giáo được bảo quản được tìm thấy gần xác chết. Một số địa điểm từ giai đoạn đầu của Thời kỳ băng hà cuối cùng vào cuối thời kỳ đồ đá cũ giữa, chẳng hạn như Hang động Gudenus (Áo) và địa điểm ngoài trời Königsaue (Sachsen-Anhalt, Đức), đã bị phá hủy nặng nề xương tê giác lót bằng dấu gạch chéo.
Hành động này được thực hiện một phần để chiết xuất phần tủy xương bổ dưỡng. Cả xương và xương của tê giác đều được sử dụng làm nguyên liệu cho các công cụ và vũ khí, cũng như di vật của nhiều loài động vật khác nhau. Tại khu vực ngày nay là Zwoleń, Ba Lan, thiết bị này được làm từ xương đập của người bại liệt. Những chiếc ném dài nửa mét, được làm từ lông tê giác khoảng 27 nghìn năm trước, đến từ bờ sông Yana. Một ngọn giáo 13.300 năm được tìm thấy trên đảo Bolshoy Lyakhovsky với đầu giác quan, xa nhất về phía bắc mà con người từng được tìm thấy. Người đàn ông trong hang Pinhole là một hình tượng người đàn ông thuộc thời kỳ đồ đá cũ muộn được khắc trên xương sườn của một con tê giác lông mịn được tìm thấy tại Creswell Crags ở Anh.

### Trong điêu khắc

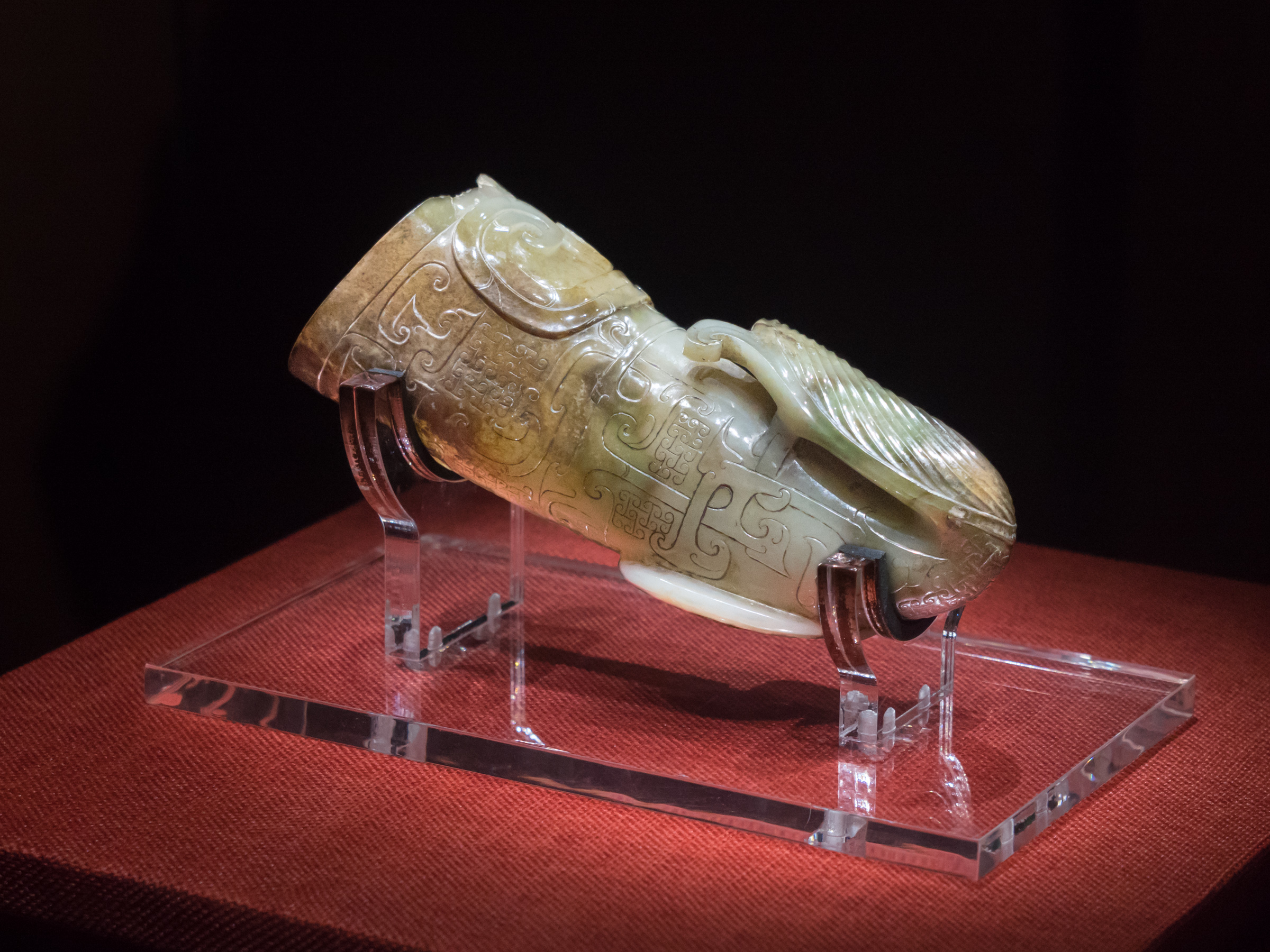
Hiện vật điêu khắc sừng tê giác trong Bảo tàng Lăng mộ Triệu Văn Đế

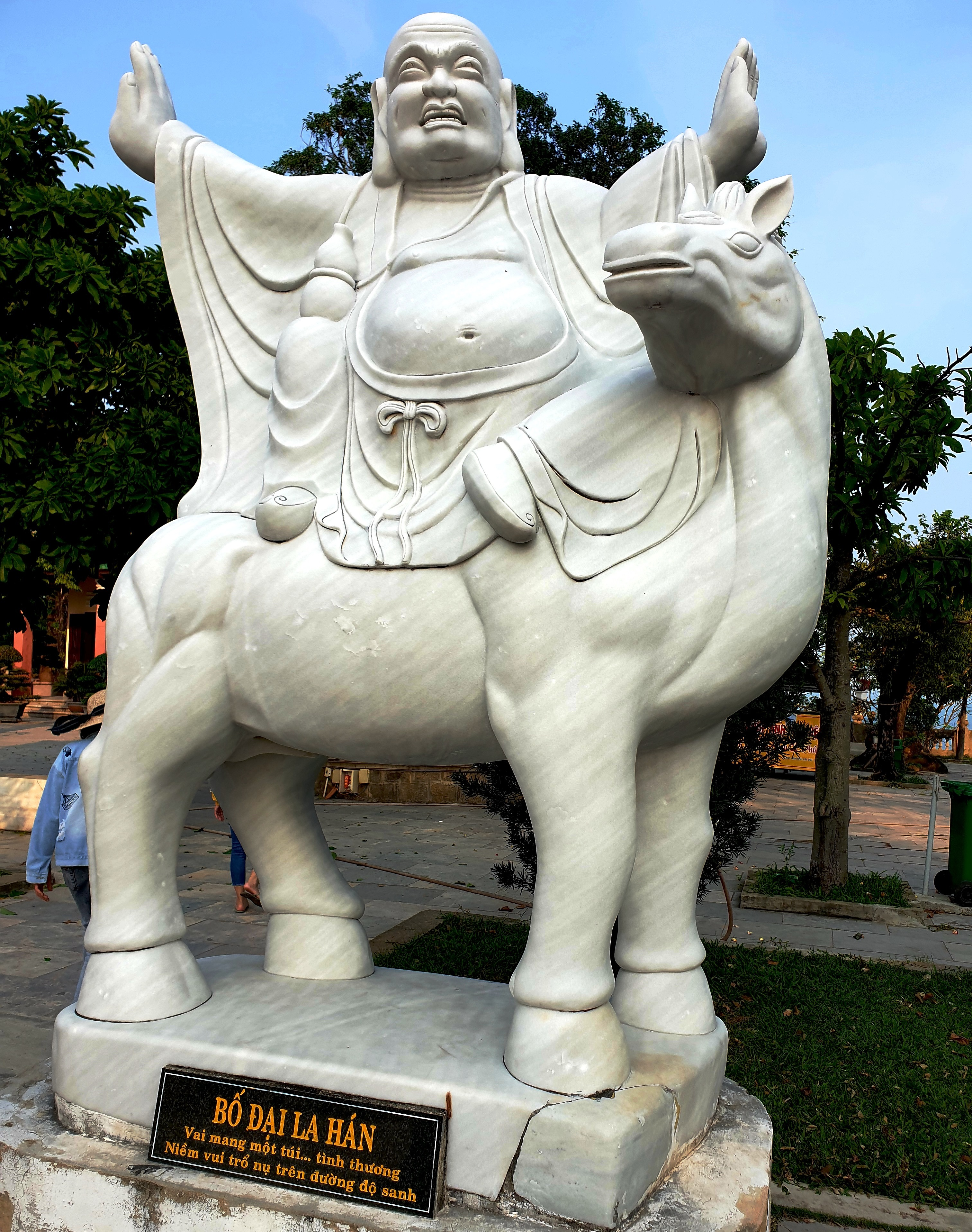
Tượng Bố Đại La hán cưỡi Tê giác (Thiên mã giác), tại Chùa Linh Ứng trên bán đảo Sơn Trà ở Đà Nẵng

Các mô tả về tê giác trong nghệ thuật cổ đại của Trung Quốc thường rất chính xác và sống động như thật, cho thấy rằng chúng được người nghệ sĩ mô phỏng trực tiếp trên những con tê giác sống chứ không phải dựa trên truyền thuyết hoặc câu chuyện của những người du hành Hầu hết các mô tả về tê giác trong nghệ thuật thời nhà Thương, nhà Chu và nhà Hán đều thể hiện hai chiếc sừng riêng biệt, và trong một số trường hợp, nếp nhăn quanh mắt cũng rõ ràng, đây là những đặc điểm chỉ có ở Tê giác Sumatra (tê giác Ấn Độ và Java chỉ có một sừng duy nhất), tuy nhiên cũng có tác phẩm điêu khắc thể hiện tê giác một sừng cũng được biết đến, chẳng hạn như trên một trụ bằng đồng được đỡ bởi ba con tê giác trong lăng mộ của Vương Thố Trung Sơn (cuối thế kỷ 4 trước Công nguyên).
Ngoài ra còn nghệ thuật điêu khắc sừng tê giác ở phương Đông còn được gọi tắt là "Giác điêu", giác là cái sừng. Trong đó, chén sừng tê giác (兕觥/sìgōng) của Trung Quốc là đặc điểm nổi bật trong văn học tiền Hán. Thời Minh-Thanh, nghệ thuật "Giác điêu" phát triển cực thịnh, trở thành một loại trân phẩm để sưu tầm, trân quý và thưởng ngoạn. Điêu khắc sừng tê giác khó vì sừng tê giác cứng, khó điêu khắc, khó mài bóng. Chúng ngắn và có hình dáng khó tạo hình nên đa số cá tác phẩm "Giác điêu" đều điêu khắc thành dạng tôn, chén hoặc đồ đựng rượu, số ít khác thì thành các vật trang trí nhỏ. Nay các nghệ thuật điêu khắc cổ truyền như Giác điêu cùng Nha điêu (điêu khắc ngà voi) thiếu thốn nguồn nguyên liệu truyền thống, mà giữ lại được những kỹ thuật chế tác cổ truyền quý giá, nghệ thuật "Giác điêu" còn lại số lượng nghệ nhân còn ít hơn cả "Nha điêu".
Ngoài ra, Bức tượng tê giác vàng Mapungubwe là một trong những hiện vật quan trọng được phát hiện ở Nam Phi. Bức tượng bao gồm những lá vàng mỏng dát trên một khung gỗ chạm khắc tinh xảo. Cùng với bức tượng tê giác là 9 kg trang sức bao gồm chuỗi hạt và những con giống bằng vàng khác đã được phát hiện. Mapungubwe là vương quốc lớn nhất trong thế kỷ XIII ở vùng tiểu Sahara châu Phi, tượng tê giác Mapungubwe được chế tạo tại địa phương trong thời kì tiền thực dân.
Trong hệ thống hình tượng động vật xuất hiện trên cổ vật Việt, tê giác là một hình tượng rất hiếm gặp. Tại Chùa Phật Tích thuộc huyện Tiên Du tỉnh Bắc Ninh có bộ tượng 10 linh thú được đánh giá là những tác phẩm điêu khắc quý báu của thời nhà Lý với 5 cặp ngựa, tê giác, trâu, voi, sư tử được xếp đối xứng nhau phía trước hành lang tòa Tam Bảo. Cặp tượng tê giác được tạo tác bằng đá sa thạch nguyên khối, cao khoảng 1,2m, được tạo hình trong tư thế phủ phục, mình của tê giác được chạm hình vẩy hình tròn, đều tăm tắp như vẩy cá. Tình trạng hai bức tượng còn khá nguyên vẹn, năm 2017, bộ tượng 10 linh thú của chùa Phật Tích, trong đó có hai tượng tê giác tuổi đời gần 1.000 năm đã được công nhận là Bảo vật quốc gia Việt Nam.
Trong quần thể di tích Lam Kinh thuộc huyện Thọ Xuân, tỉnh Thanh Hóa có lăng mộ vua Lê Thái Tổ với những cổ vật quý của nền điêu khắc thời Hậu Lê là những bức tượng quan văn, quan võ và tượng các loài động vật gồm voi, nghê, ngựa, tê giác và hổ. Sự xuất hiện của tượng tê giác là điều hy hữu vì hình tượng loài vật này hầu như không được ghi nhận tại các lăng mộ cổ khác ở Việt Nam. Cặp tượng tê giác ở lăng mộ vua Lê Thái Tổ được tạc từ đá nguyên khối, dáng đứng, mang những đường nét chạm khắc mềm mại, đơn giản, trong tạo hình của hai bức tượng này là sừng tê giác được đặt trên đỉnh đầu giống như hình tượng kỳ lân trong văn hóa phương Tây mà sừng không nằm trên mõm như hình ảnh loài tê giác trong thực tế.
Tại Cửu đỉnh đã chạm hình tượng con tê giác vào Chương đỉnh. Trên Cửu Đỉnh nhà Nguyễn ở Hoàng thành Huế là một bộ sưu tập những hình ảnh mang tính biểu tượng về nước Việt xưa. Hình tượng các loài động vật được thể hiện trên Cửu Đỉnh rất phong phú và sinh động, trong đó loài tê giác được khắc ở Chương Đỉnh, chiếc đỉnh thứ ba. Hình tượng tê giác trên Chương đỉnh được tái hiện trong khung cảnh rừng rậm với những đường nét sinh động, lớp da tê giác được chạm khắc rất chi tiết với những nếp gấp, một đặc trưng của loài tê giác trong thực tế. Trên đầu tê giác có một chữ "tê" nghĩa là tê giác. Hình tượng tê giác ở chùa Phật Tích và lăng mộ vua Lê mang ý nghĩa tâm linh còn tê giác được khắc ở Cửu Đỉnh với tư cách một sản vật quý giá của nước Việt khi Ngày trước nhiều cánh rừng thấp ở các tỉnh của Việt Nam đều có tê giác sinh sống.

### Trên các bản vẽ
Khi xuất hiện một con tê giác ở châu Âu thì tranh vẽ con tê giác như một tạo vật kỳ diệu được truyền đi khắp châu Âu. Bức minh họa sớm nhất của con tê giác sống có lẽ là một bức vẽ của Giovanni Giacomo Penni được dập in ở Roma ngày 13 tháng 7 năm 1515, bản sao duy nhất còn lại của tác phẩm này hiện được giữ tại Institución Colombina ở Sevilla, Tây Ban Nha. Một bức thư khác không rõ tác giả cũng được gửi từ Lisboa tới Nürnberg cùng thời điểm năm 1515, có phác họa hình con tê giác của một họa sĩ vô danh. Sau khi đọc bức thư và xem phác họa, Dürer mặc dù chưa từng nhìn thấy tê giác sống, đã vẽ lại hai bức họa bằng bút mực. Một bức sau này thuộc bộ sưu tập của Hans Sloane còn một bức lưu lại ở British Museum. Bản khắc Rhinocerus được thực hiện dựa trên bức họa thứ hai.. 

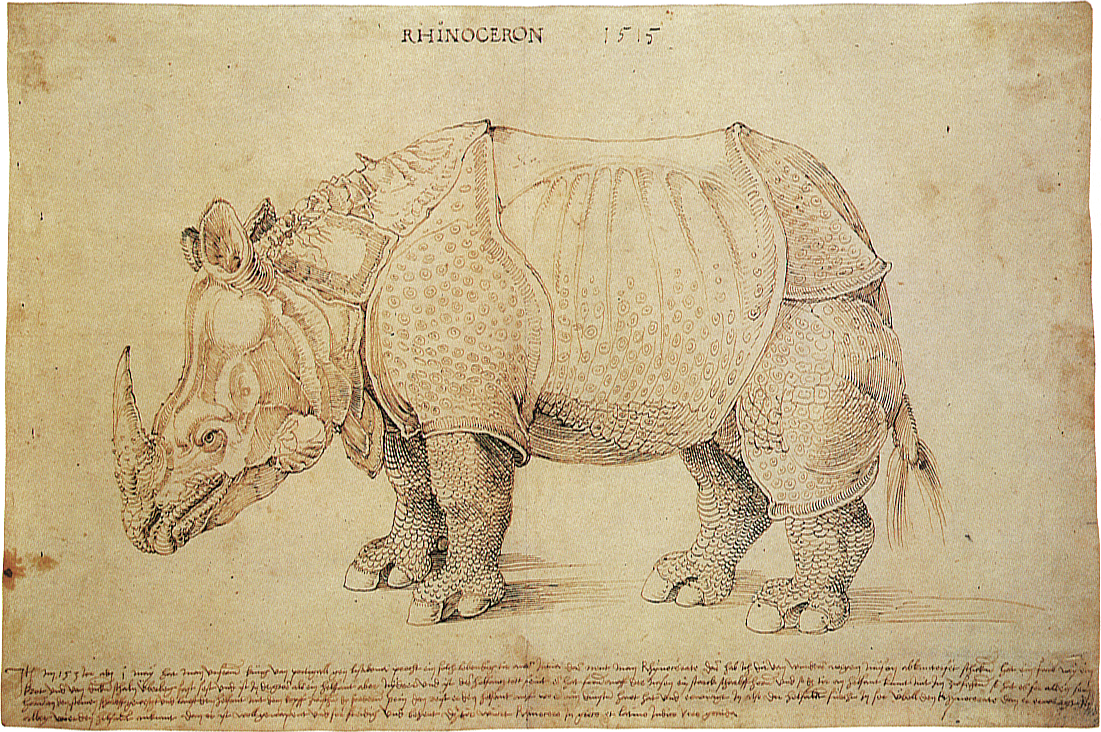
Tranh vẽ bằng bút mực về con tê giác, Albrecht Dürer, 1515, British Museum. Phần ghi chép bị nhầm khi ghi con tê giác tới Lisboa năm "1513".

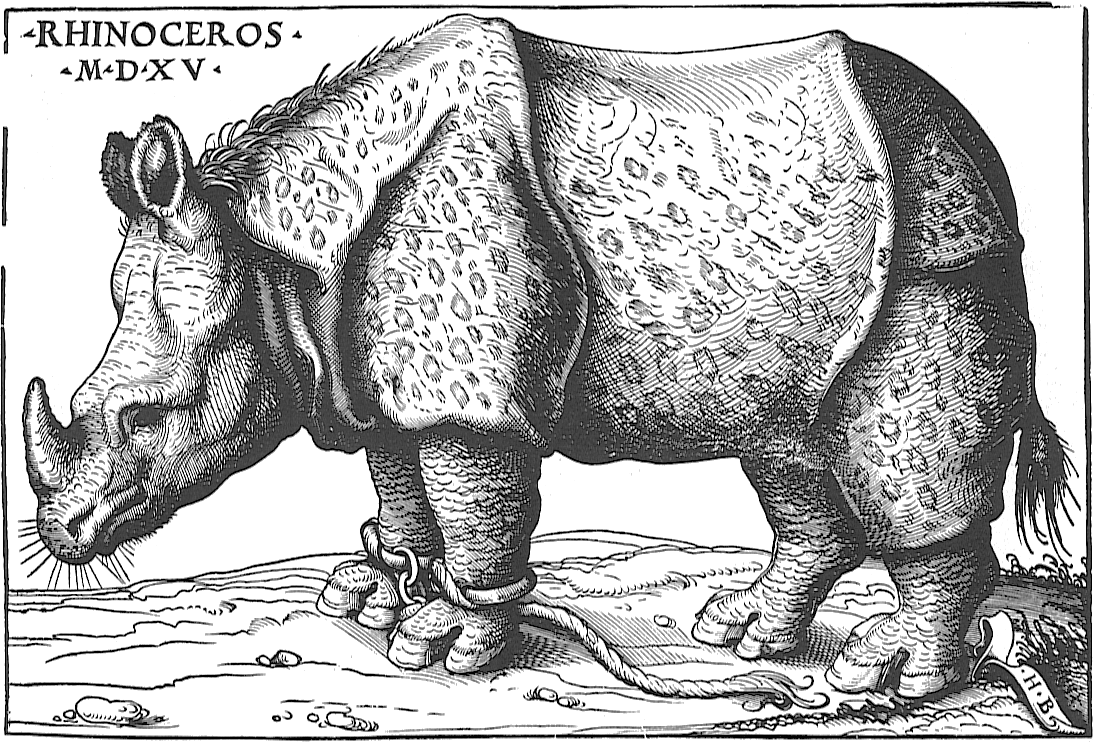
Tranh bút mực về con tê giác, Hans Burgkmair, 1515, nay được lưu giữ tại bảo tàng Graphische Sammlung Albertina, Wien.

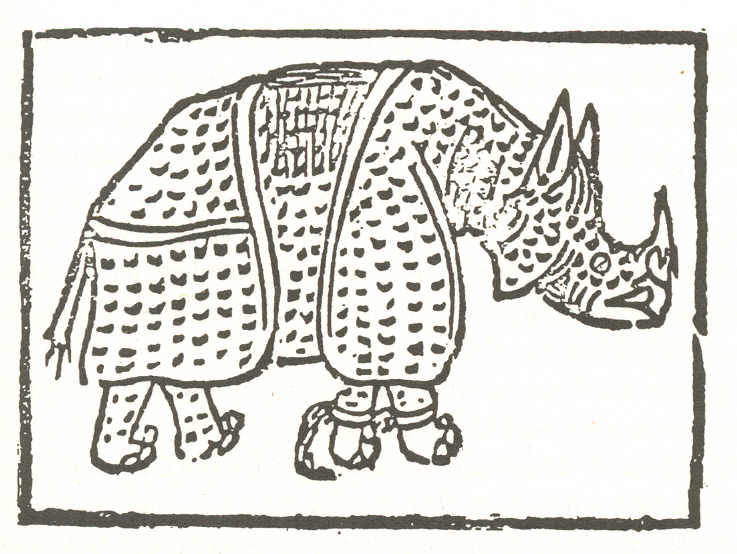
Bản in đầu tiên về con tê giác có lẽ xuất phát từ một bản khắc gỗ thô để minh họa cho bài thơ của Giovanni Giacomo Penni xuất bản ở Roma tháng 7 năm 1515. (Biblioteca Colombina, Sevilla).

Sau này Bức tranh Rhinocerus (Tê giác) là tên tác phẩm khắc gỗ của họa sĩ, nghệ nhân khắc bản in người Đức Albrecht Dürer sáng tác năm 1515. Một vài nguồn cho rằng tác phẩm ra đời năm 1513 nhưng thực ra đó là lỗi ấn bản của Dürer trong một số bức tranh gốc Tác phẩm này là hình ảnh một con tê giác dựa trên các mô tả từ sách vở và bức phác họa của một họa sĩ vô danh về con tê giác Ấn Độ Rhinoceros unicornis đã được đưa tới Lisboa vào đầu năm 1515. Sự nổi tiếng của Rhinocerus vẫn tiếp tục ngay cả khi một con tê giác Ấn Độ thật được đưa tới triển lãm ở Madrid trong suốt 8 năm từ 1579 tới 1587.
Đây là con tê giác đầu tiên được đưa tới châu Âu kể từ thời Đế chế La Mã vì vậy bản thân Dürer chưa bao giờ được nhìn thấy một con tê giác thực sự. Mặc dù có nhiều chi tiết theo cơ thể học không chính xác về loài tê giác, bức tranh Rhinocerus vẫn nổi danh ở châu Âu với nhiều đợt sao chép qua ba thế kỷ sau đó vì tranh minh họa chính xác và hiện thực về con thú. Mãi đến cuối thế kỷ 18 khi con tê giác Clara được đưa đi trưng bày khắp châu Âu, Rhinocerus mới dần bị thay thế bởi các bức minh họa chân thực hơn. Người ta đã nhận xét về tác phẩm của Dürer là "có lẽ không bức tranh động vật nào có được ảnh hưởng sâu sắc tới nghệ thuật như vậy".
Vị trí của Rhinocerus bắt đầu lung lay từ cuối thế kỷ 18 sau khi nhiều con tê giác sống được đưa về triển lãm tại châu Âu, giúp công chúng có được cái nhìn chân thực hơn về loài vật này. Cùng thời điểm với Dürer, một bản khắc thứ hai được Hans Burgkmair thực hiện ở Augsburg. Burgkmair vốn có quan hệ với các lái buôn ở Lisboa và Nürnberg, nhưng không rõ liệu ông có trực tiếp xem các bức thư và phác họa như Dürer không. Minh họa của Burgkmair có đường nét chân thực hơn so với tác phẩm của Dürer; bức vẽ còn có cả phần xiềng xích của con tê giác.
Tuy vậy, bản khắc về con tê giác của ông Dürer vẫn đã để lại tiếng vang dội lớn hơn, vượt trội hẳn so với bản khắc của Burgkmair về mặt thẩm mỹ thị giác. Cho đến nay chỉ còn duy nhất một bản sao của Burgkmair (lưu giữ tại bảo tàng Graphische Sammlung Albertina, Wien của nước Áo) trong khi đó thì tác phẩm của Dürer đã được sao đi sao lại rất nhiều lần. Bản khắc gốc của Dürer năm 1515 được phân biệt bằng 5 hàng chữ chú thích phía trên, còn các bản sao sau khi Dürer qua đời năm 1528, gồm hai bản thực hiện vào thập niên 1540, hai bản khác thực hiện cuối thế kỷ 16 đều có 6 hàng chữ chú thích.
Bản khắc gốc sau này còn được sử dụng nhiều lần, dù đã bị mọt ăn nhiều lỗ và nứt một vết ở phần chân của con tê giác. Các hình vẽ bắt nguồn từ bản khắc này xuất hiện trong nhiều văn bản về khoa học tự nhiên, trong đó có Cosmographiae của Sebastian Münster (1544), Historiae Animalium của Conrad Gessner (1551), Histoire of Foure-footed Beastes của Edward Topsell (1607) và rất nhiều tác phẩm khác. Hình ảnh con tê giác dựa trên bản khắc của Dürer cũng được Alessandro de' Medici chọn làm huy hiệu của ông vào tháng 6 năm 1536 với dòng khẩu hiệu "Non buelvo sin vencer" ("Không trở về nếu không chiến thắng"). Một tác phẩm điêu khắc dựa trên Rhinocerus cũng được Jean Goujon thực hiện ở Paris năm 1549 để chào mừng sự kiện Henri II của Pháp đăng quang.
Tuy vào năm 1790, trong buổi nói chuyện về chuyến thám hiểm đầu nguồn sông Nile, James Bruce đã phê phán Rhinocerus là "mô tả đặc biệt sai lầm ở mọi phần" và "là nguồn gốc cho hình dáng quái vật của loài thú này", mặc dù minh họa loài tê giác trắng ở châu Phi của Bruce có nhiều khác biệt so với tê giác Ấn Độ nhưng nó vẫn cho thấy những đặc điểm khác biệt lớn so với Rhinocerus của Dürer. Tuy vậy, cho đến cuối những năm 1930, bản khắc của Dürer vẫn còn xuất hiện trong sách giáo khoa như là minh họa chân thực cho loài tê giác.
Về mặt nghệ thuật, Rhinocerus tiếp tục có ảnh hưởng đến nghệ thuật hiện đại, một ví dụ điển hình là tác phẩm điêu khắc nổi tiếng Rinoceronte vestido con puntillas do Salvador Dalí sáng tác năm 1956. Con tê giác cũng xuất hiện trong nhiều tác phẩm hội họa và điêu khắc khác, nó đặc biệt phổ biến thông qua các bức tượng tê giác bằng sứ. Năm 1749, Jean-Baptiste Oudry đã vẽ một bức chân dung khổ thật của con tê giác Clara. George Stubbs cũng vẽ một bức tranh chân dung tê giác lớn ở Luân Đôn khoảng năm 1790. Cả hai tác phẩm đều có độ chính xác cao hơn bản khắc của Dürer và dần đẩy Rhinocerus khỏi vai trò minh họa cho loài tê giác. Bức tranh của Oudry đã được Georges-Louis Leclerc de Buffon sử dụng để minh họa cho bộ từ điển bách khoa nổi tiếng Histoire naturelle.

## Trong văn hóa đại chúng

### Tính hình tượng

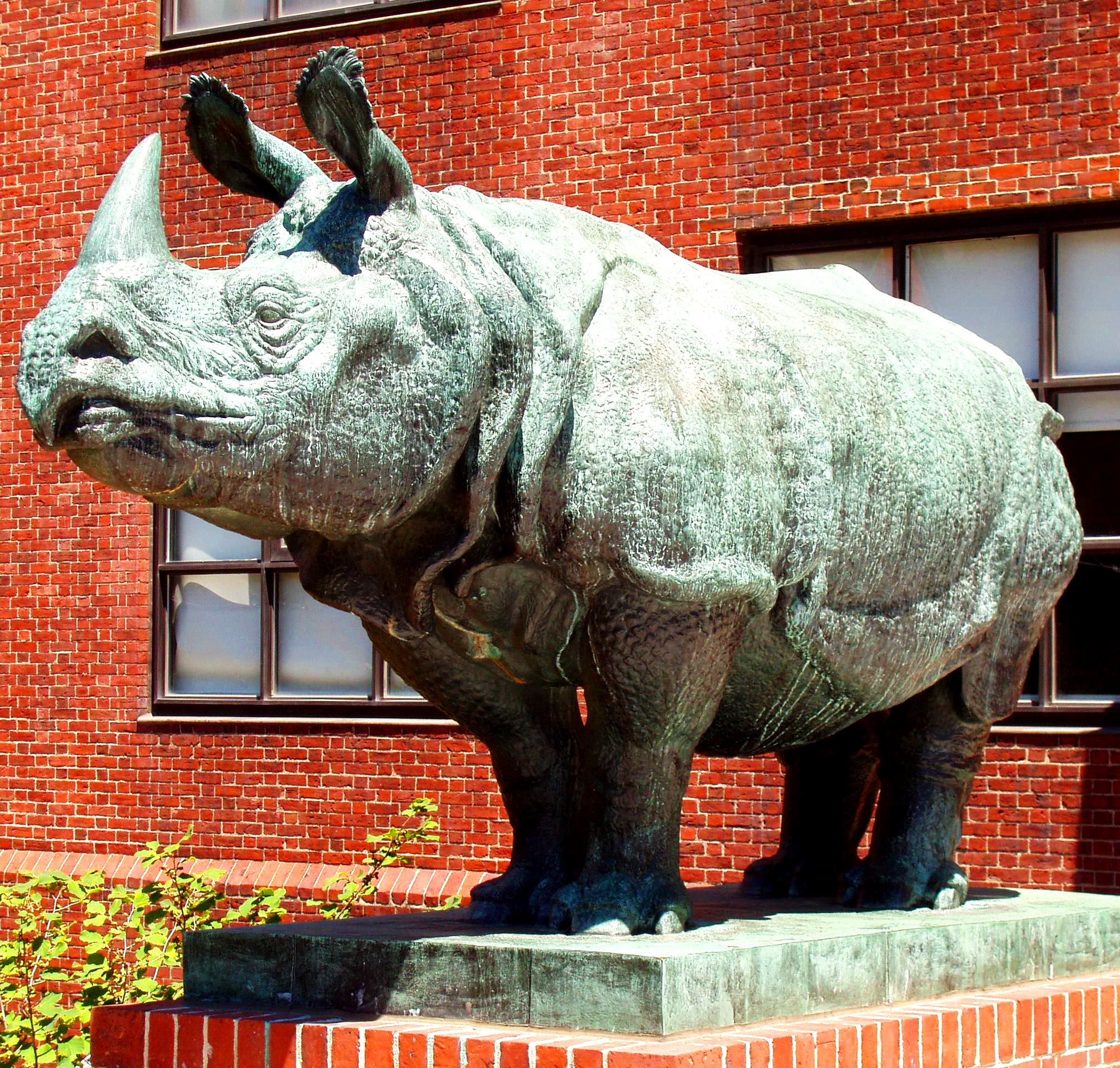
Tượng tê giác, trước tòa nhà khoa Sinh học, Đại học Harvard, Cambridge, Massachusetts.

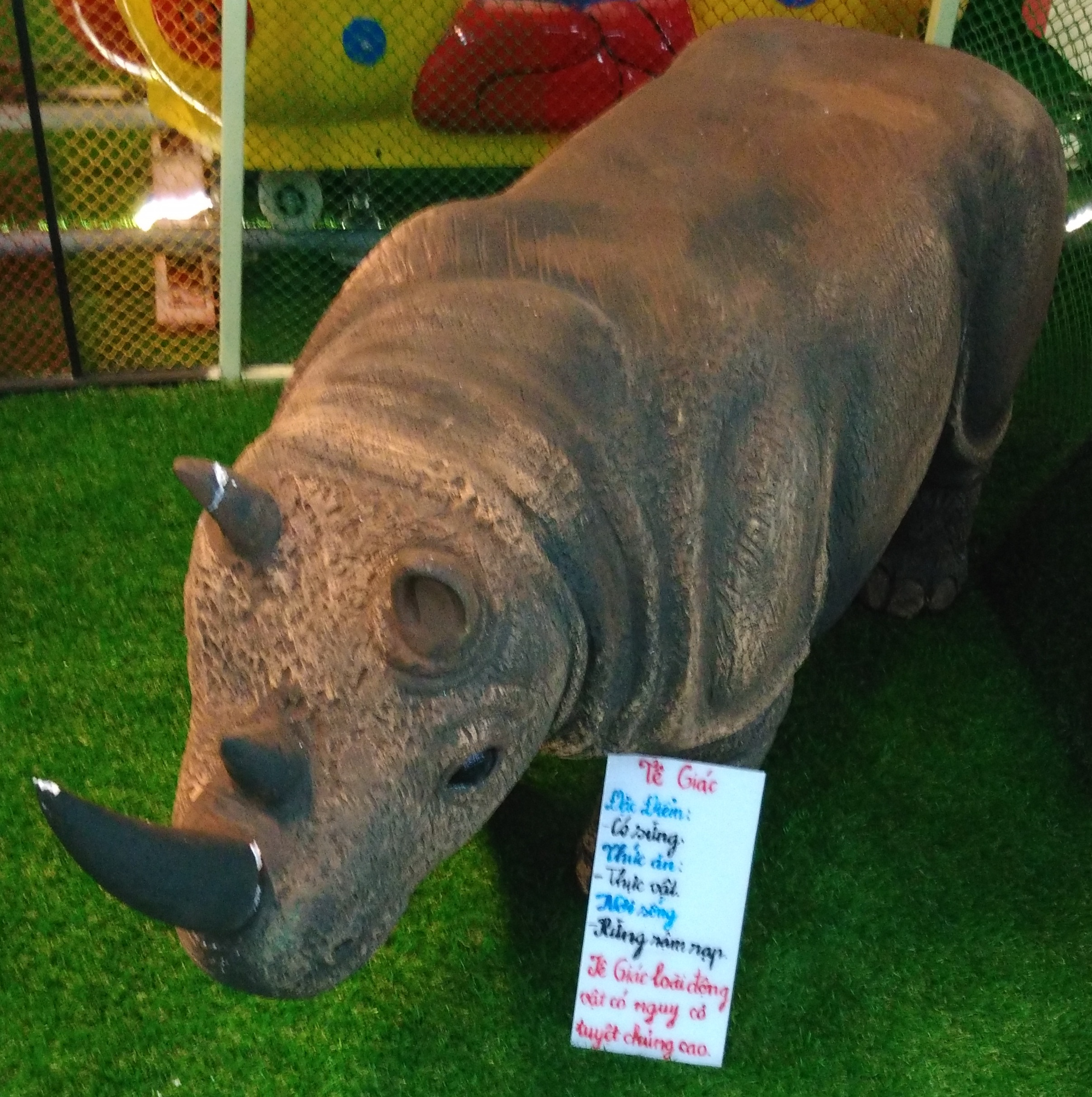
Mô hình một con tê giác trong nhà trẻ ở Việt Nam để giáo dục cho các bé ý thức bảo vệ loài thú này

Có khả năng khơi dậy trí tò mò và trí tưởng tượng của khán giả trẻ châu Âu, thường là những loài sinh vật kỳ bí và thú nuôi độc lạ do đó, đôi khi tê giác xuất hiện trong sách và truyện tranh minh họa, và đặc biệt hơn là vào nửa đầu thế kỷ XX, khi các đế chế cai trị thuộc địa đang ở đỉnh cao vậy nên nhà thiết kế mô hình động vật Benjamin Rabier đã nhiều lần thể hiện một con tê giác trong tác phẩm của mình và thường thể hiện tê giác giống như một chiếc tăng thiết giáp. Ở phương Tây, tê giác được khuôn mẫu là loài hung dữ hoặc hung ác và cũng là con vật dễ nổi khùng, hiếu chiến và cứng đầu, mắt kém, điển hình là nhân vật trong Ninja rùa thì con tê giác đột biến Rocksteady là chiến hữu với lợn lòi (bộ đôi Lợn lòi điên và Tê giác khùng).
Trong tác phẩm Tintin ở Congo của Hergé xuất bản trước đen trắng từ tháng 6 năm 1930 cho đến tháng 6 năm 1931 trên các trang của Le Petit Vingtième, anh chàng Tintin trong một cuộc đi săn đã tiêu diệt một con tê giác bằng thuốc nổ. Cảnh này được lặp lại trong phiên bản màu xuất bản năm 1946. Được vẽ lại vào năm 1975 theo yêu cầu của nhà xuất bản Scandinavia, đoạn này trong album sau khi chỉnh sửa thay thế khi đã cắt xén bớt cảnh giết chóc khủng khiếp này đối với con tê giác mà chỉ thể hiện chung chung khi nhân vật chính thoát khỏi nghịch cảnh, để lại vụ nổ lớn sau lưng. Ngày nay, chỉ có các ấn bản của Pháp và Hà Lan giữ lại cảnh ban đầu, trong khi các ấn bản khác lấy bối cảnh mới, phù hợp hơn với sự nhạy cảm hiện tại liên quan đến bảo tồn thiên nhiên.
Trong lĩnh vực phim ảnh, trong phim Người nhện Spiderman xuất hiện một kẻ phe ác là nhân vật Rhino-Tê giác một sừng từ nguyên mẫu của một con tê giác, nhân vật này không được chăm chút kĩ càng về câu chuyện cá nhân, gã tên thật là Aleksei Sytsevich là một mafia Nga, gã này ôm ý định trả thù Người Nhện sau khi bị anh bắt trong một vụ cướp, đồng thời phá hủy thành phố để thỏa mãn sự hung tàn của mình, xuất hiện với phong cách hữu dũng vô mưu, quái nhân Tê giác một sừng nhìn tưởng như nguy hiểm nhưng không để lại nhiều ấn tượng cho khán giả, ngoài vẻ ục ịch của mình, gã này đơn giản chỉ là một vai phụ chạy qua câu chuyện.
Trong bộ truyện tranh Siêu nhân Việt Nam của họa sĩ Hùng Lân, ở Tập 11 có tựa đề "Ông vua tê giác" kểu câu chuyện về Thống chế Nêvy và Gôliát bị nhiễm chất độc ở hồ thủy ngân phải đưa về trái đất điều trị, mà muốn đẩy chất độc ra ngoài thì cần phải chích máu tê giác vào người để tạo chất kháng thể, nên tiến sĩ Mạnh Cường phải cử người đến châu Phi tìm tê giác do các vườn thú không còn nữa. Đoàn chuyên gia bị tên trùng săn lậu Kin-gơ ám hại vì gã là tay săn trộm tê giác chuyên nghiệp, bán sừng cho quái nhân Mê-đít ở sao hỏa để tạo một đạo quân khổng lồ. Hai nhân vật chính quay về, bí mật đến châu Phi, khám phá ra đường dây buôn bán này, vạch trần âm mưu của bọn chúng để bảo vệ loài tê giác khỏi bị nạn tuyệt chủng.
Trong loạt phim hoạt hình Hãy đợi đấy! (Ну, погоди! hoặc là Nu, pogodi!, phiên âm: "Nu, pa-ga-đi!") có nhân vật phụ Tê giác xuất hiện ở Tập 2 có tựa đề "Trong công viên thành phố", nhân vật phụ tê giác này có vai trò duy nhất là người soát vé nhà gương. Nếu có người nào muốn vào nhà gương thì phải cắm vé lên sừng của Tê Giác bởi vì nó chỉ lo ngủ chứ không thức canh, khi đèn nhà gương tắt, lúc này nhân vật Sói đã mò mẫm làm vỡ hết gương rồi nghĩ rằng mình đã nắm vào tai Thỏ nhưng khi đèn bật lên thì đó lại là sừng của Tê Giác, điều đó làm Tê giác nổi giận, Sói sợ quá, hoảng hốt bỏ chạy, đâm thủng tường nhà gương.
Khi con tê giác cuối cùng ở Việt Nam không còn, để giáo dục và nâng cao ý thức bảo vệ nguồn tài nguyên động vật rừng cho thế hệ trẻ, bảo tàng Vườn Quốc gia Cát Tiên đã cho trưng bày bộ xương con tê giác này, sau một thời gian thì bộ xương con tê giác cuối cùng đang được trưng bày tại bảo tàng này để nhằm giáo dục và nâng cao ý thức bảo vệ nguồn tài nguyên động vật rừng cho thế hệ trẻ. Đây là bộ xương con tê giác một sừng cuối cùng ở Việt Nam đã bị bắn chết trước đó tại Cát Tiên, việc trưng bày bộ xương còn nhằm nhắc nhở mọi người nâng cao ý thức bảo vệ nguồn tài nguyên động vật rừng Việt Nam. Tất cả xương còn thiếu của con tê giác như đốt sống cổ, đốt sống hông, đốt sống sườn, xương bánh chè, một số xương ngón cùng vùng mõm (nơi sừng bị cắt mất) đã được các chuyên gia phục chế bằng chất liệu composite và thạch cao.

### Tê giác xám
Tê giác xám (Grey rhino) là một thuật ngữ để miêu tả những rủi ro mà nền kinh tế một quốc gia đã nhận thấy được nhưng thường bị lơ là, cũng được dùng để miêu tả một mối đe dọa hiển nhiên nhưng bị phớt lờ còn Thiên nga đen ám chỉ các sự kiện bất ngờ có hậu quả nghiêm trọng, cái gọi là Tê giác xám là khái niệm bổ sung cho sự kiện thiên nga đen. Bản tính của giống tê giác khá hiền lành, nhưng nếu chúng tức giận, việc đưa con vật này trở lại trạng thái ban đầu là hết sức khó khăn nên, các nhà kinh tế học dùng tê giác xám để mô tả những sự việc tiềm ẩn nguy cơ nhưng vẫn bị lờ đi. Thuật ngữ Tê giác xám chưa được dùng nhiều trước năm 2016 trước thời điểm cuốn sách của Michele Wucker có tên là Gray Rhino: How to Recognize and Act on the Obvious Dangers We Ignore ("Tê giác xám: Làm sao để nhận diện và hành động đối với những rủi ro hiển hiện mà chúng ta đã bỏ qua") được xuất bản cho rằng sự kiện xác suất nhỏ nhưng có ảnh hưởng lớn được ví von tương tự như "thiên nga đen" còn "tê giác xám" có thể ví von như nguy cơ tiềm tại có xác suất lớn và ảnh hưởng lớn.

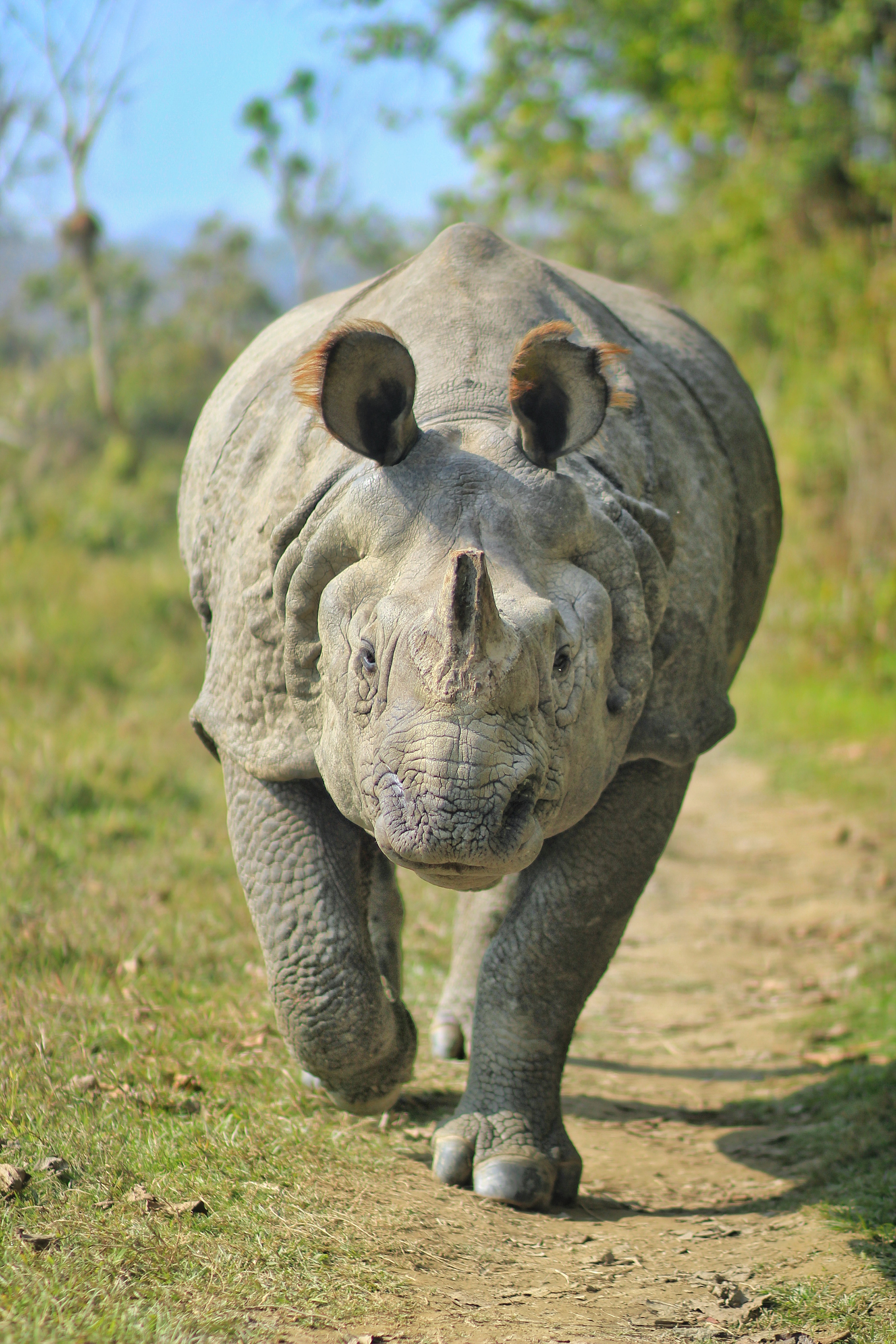
Tê giác xám chỉ về một sự việc vượt ra khỏi tầm kiểm soát vì bị bỏ qua, không chú ý đến, giống như một con tê giác nổi khùng lao tới không gì cản nổi

Trung Quốc lần đầu dùng cụm từ "Tê giác xám" vào năm 2017 để mô tả các nguy cơ hệ thống có thể dự báo trước và đang dần quen với thuật ngữ mới trong ngành là những con "tê giác xám" này. Các quan chức Trung Quốc giải thích "tê giác xám" tài chính của nước này là tín dụng đen, bong bóng bất động sản, nợ lớn của các doanh nghiệp nhà nước, nợ "ẩn giấu" của chính quyền các địa phương và hành vi gây quỹ bất hợp pháp Tê giác xám là một vấn đề kinh tế. Nợ chính phủ và tư nhân của Trung Quốc lên đến 34.000 tỷ USD, đây là quả "bom nợ" có thể đe dọa cả nền kinh tế toàn cầu. Một nguyên nhân quan trọng dẫn tới "bom nợ" là các công ty nhà nước và chính quyền địa phương vay ngân hàng vô tội vạ để đầu tư phát triển hạ tầng nhưng lại đầu tư thiếu hiệu quả.
Thuật ngữ này ám chỉ những tập đoàn lớn tại Trung Quốc, những ông trùm doanh nhân sử dụng những mối liên kết chính trị, xã hội cùng tham vọng của mình để tạo nên một đế chế kinh doanh toàn cầu, điển hình của những chú tê giác xám này là các tập đoàn bảo hiểm Anbang Insurance Group, Fosun International, HNA Group và Danda Wanda Group đã tận dụng được các khoản tín dụng rẻ từ những ngân hàng nhà nước để xây dựng nên đế chế cho riêng mình, những đế chế này giờ đây đã quá lớn, quá phức tạp, ngập trong nợ nần. Những con tê giác xám tại Trung Quốc có đặc điểm chung là vay nợ rất nhiều để thực hiện nhiều các giao dịch lớn. Hệ quả của những vụ chi tiêu khủng này là tỷ lệ tín dụng của Trung Quốc tăng mạnh.
Các tập đoàn lớn tại Trung Quốc được nhắc đến như một "tê giác xám" là hãng hàng không Hainam Airlines (HNA) tham gia kinh doanh nhà máy điện, đầu tư cổ phần ở chuỗi khách sạn Hilton Hotels, ngân hàng Deutsche Bank và hãng dịch vụ sân bay Swissport. Trong nhiều năm, các ngân hàng Trung Quốc, đặc biệt là những ngân hàng quốc doanh với mong muốn bơm tiền vào thị trường đã tích cực cho vay, tăng gấp đôi số khoản tín dụng vào nền kinh tế sau cuộc khủng hoảng 2008 nhằm thúc đẩy tăng trưởng và hạ giá đồng Nhân dân tệ để kích thích xuất khẩu, những tập đoàn lớn với danh tiếng tốt và lợi nhuận cao luôn được các ngân hàng cho vay và hậu quả là hàng tỷ USD đã được bơm cho những chú tê giác xám này. Ở Trung Quốc, tâm điểm như đang hướng về các vụ bong bóng thị trường.
Một tê giác xám vẫn luôn gây nhức đầu cho chính phủ Trung Quốc với việc nợ phình to do sự đầu tư lãng phí vào các cơ sở voi trắng (ám chỉ các khoản đầu tư dàn trải, không có hiệu quả, tốm kém chi phí), lại phình thêm do nhà nước tiếp tục đẩy mạnh vay nợ, kéo lại nền kinh tế đã có phần lao xuống suốt 2 hai năm chiến tranh thương mại với Mỹ. Nếu Trung Quốc có thực sự kiểm soát được dịch bệnh thì còn phải xử lý khi nước này phải đắn đo giữa việc hoặc bơm nợ để ổn định kinh tế (tê giác xám) hoặc giảm nợ và kinh tế lao đao (thiên nga đen). Số nợ xấu trên bảng cân đối ngân hàng là một trong những con "Tê giác xám" và "Tê giác xám" của ngành ngân hàng đang gặp khó khăn, cộng thêm sự kiện dịch Corona. Chiến tranh thương mại Mỹ-Trung leo thang đẩy chính quyền Bắc Kinh vào thế tiến thoái lưỡng nan, phải chọn giữa "tê giác xám" (nợ phình to) và "thiên nga đen" (kinh tế giảm tốc).
Mặc dù báo cáo tăng trưởng của Trung Quốc ở vào 2017 "mạnh hơn so với dự đoán", nhưng tại thời điểm đó, các chuyên gia kinh tế và cả giới chức Bắc Kinh đều đưa ra báo động cao với những "tê giác xám", một thuật ngữ dùng để mô tả các rủi ro kinh tế có thể nhìn thấy được nhưng thường bị bỏ qua đó là "tê giác xám" lớn nhất mà Đại lục đang phải "canh chừng". Các cơ quan Chính phủ ở Trung Quốc đang được kêu gọi cảnh giác trước sự kiện tê giác xám là những mối nguy hiểm khá rõ ràng nhưng lại thường bị ngó lơ, là để chống lại sự kiện thiên nga đen, đồng thời chống lại sự kiện tê giác xám, tất cả các loại dấu hiệu rủi ro không nên được xem nhẹ. Giới chức Trung Quốc còn bị thúc giục để mắt đến "tê giác xám" vốn là những rủi ro hiển hiện nhưng thường bị bỏ qua. Sự kiện "thiên nga đen" và sự kiện "tê giác xám" của kinh tế Trung Quốc có thể sẽ lần lượt xuất hiện.
Chủ tịch Tập Cận Bình nhận định rằng Trung Quốc cần thấy trước các rủi ro, thách thức và chuẩn bị kế hoạch ngẫu nhiên cho các sự kiện "thiên nga đen" và cả "tê giác xám", ông ta đã cảnh báo sự ổn định tài chính là yếu tố cốt lõi đối với quốc gia trong khi tờ báo chính thức Nhật báo Nhân dân (People's Daily) chỉ ra sự nguy hiểm của những con "tê giác trắng" dù không nêu đích danh tên công ty. Theo Tập Cận Bình thì tình hình rủi ro trong hệ thống tài chính hiện nay khá phức tạp nên những biện pháp đối phó cần được thực hiện nhằm chống lại không chỉ thiên nga đen mà còn các tê giác xám. Tờ cảnh báo giới chức cần tích cực "ngăn ngừa và giải quyết các rủi ro tài chính" và "Những việc này vừa để ngăn chặn "thiên nga đen", nhưng cũng là ngăn "tê giác xám", Tất cả loại dấu hiệu rủi ro đều không được coi nhẹ.
Sự săn "Tê giác xám" ngay trong thềm Đại hội Đảng toàn quốc của Trung Quốc đã khiến các quan chức giám sát khá chặt chẽ các dự án đầu tư nhằm đảm bảo ưu tiên sự ổn định trên thị trường và trong nền kinh tế, điều này cũng khiến tiến trình thâu tóm các công ty nước ngoài của những "Tê giác xám" có dấu hiệu chững lại. Vấn đề mà các Tê giác xám của Trung Quốc đang phải đối mặt là liệu họ có thể quản lý các thương vụ M&A với mức giá cao bất hợp lý nhằm kiếm đủ lợi nhuận thanh toán cho những món nợ lớn, những nhà hoạch định chính sách Trung Quốc ngày càng lo ngại việc một số tập đoàn lớn vay mượn quá nhiều tiền và gây rủi ro cho hệ thống tài chính, dẫn đến việc các quan chức ngành ngân hàng đang soi xét rất kỹ bảng cân đối kế toán của những con tê giác. Chính quyền Trung Quốc đã nỗ lực "giam cầm" cả hai con quái vật tài chính này, chấp nhận "tê giác xám" để chặn "thiên nga đen" và đã tạm dừng chiến dịch giảm nợ quy mô lớn. Những rủi ro hiển hiện nhưng thường bị bỏ qua (tê giác xám) có thể châm ngòi cho một cuộc khủng hoảng kinh tế ở Trung Quốc.

## Tham khảo

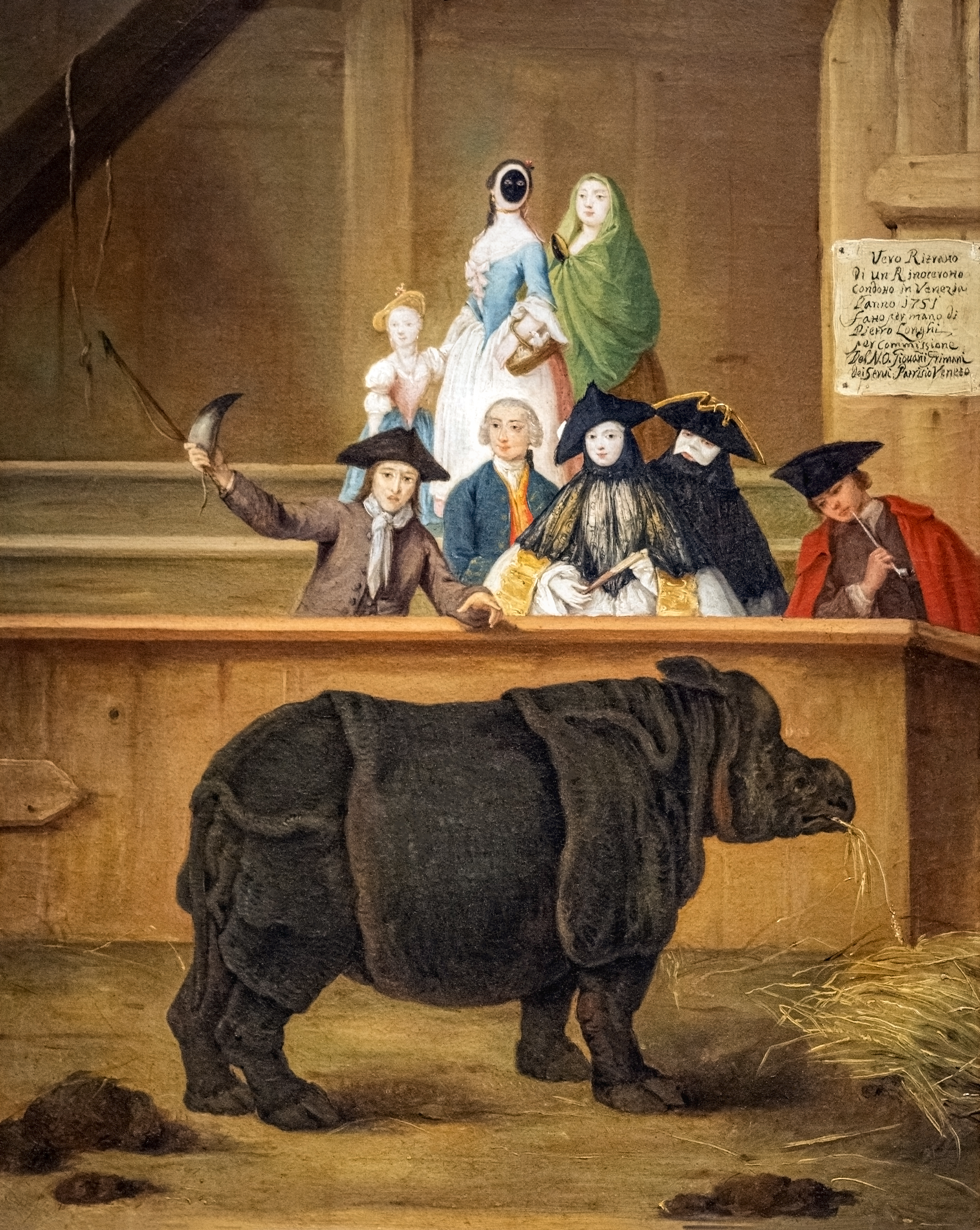
Họa phẩm phương Tây về cảnh các quý tộc hiếu kỳ đang chiêm ngưỡng một con tê giác bằng xương bằng thịt

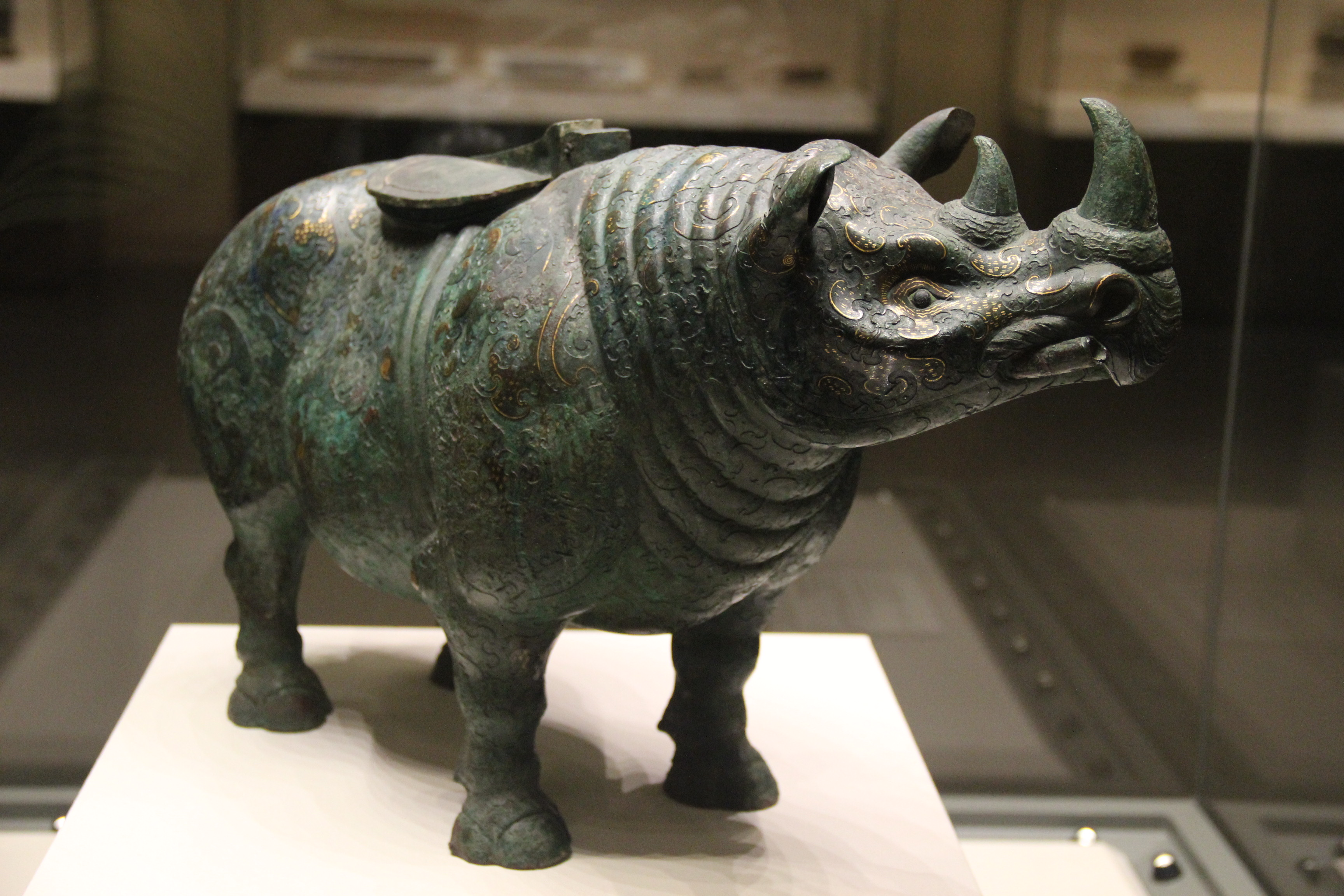
Tượng tê giác thời Tây Hán

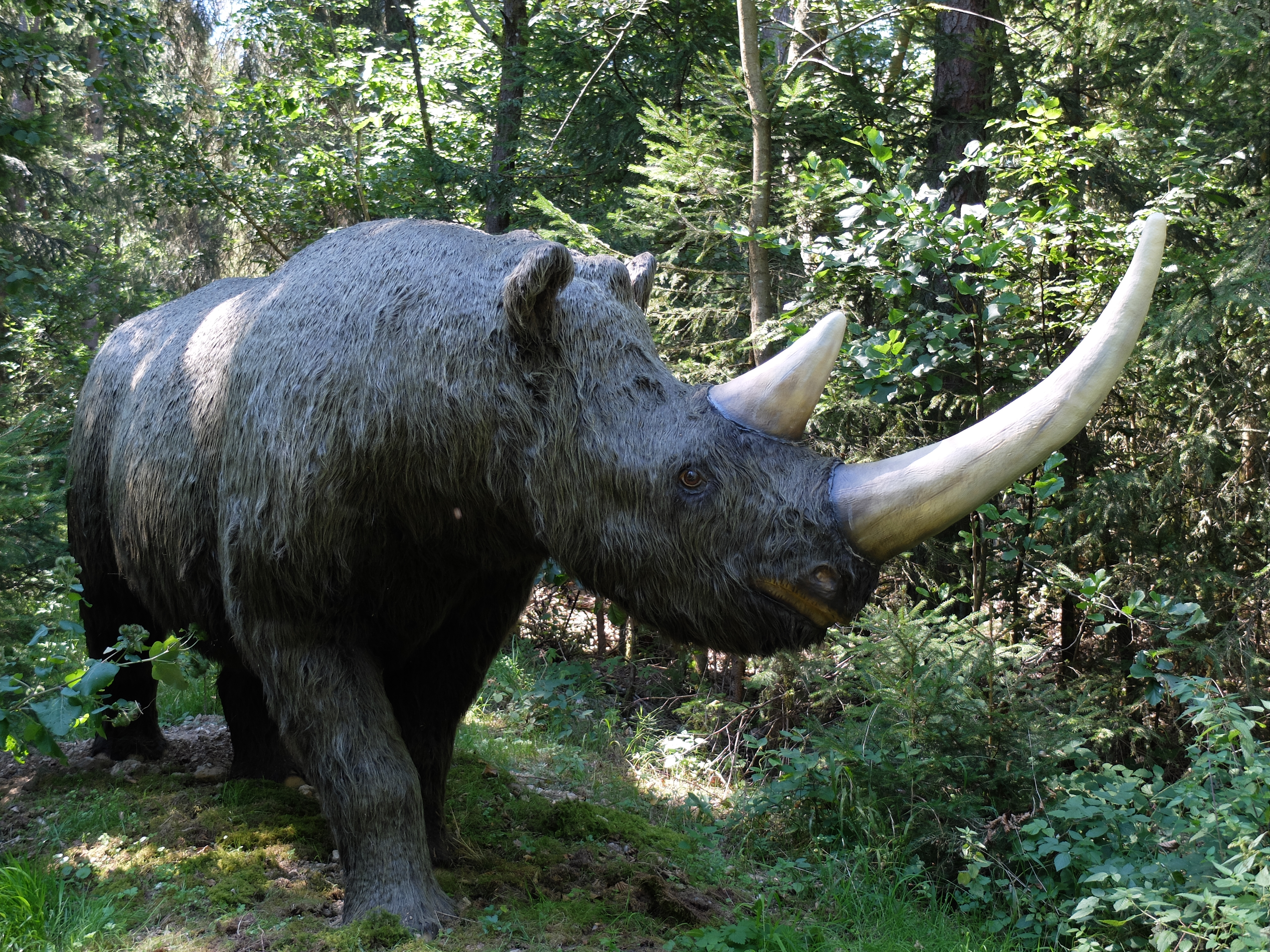
Tượng phục dựng một con tê giác lông mịn

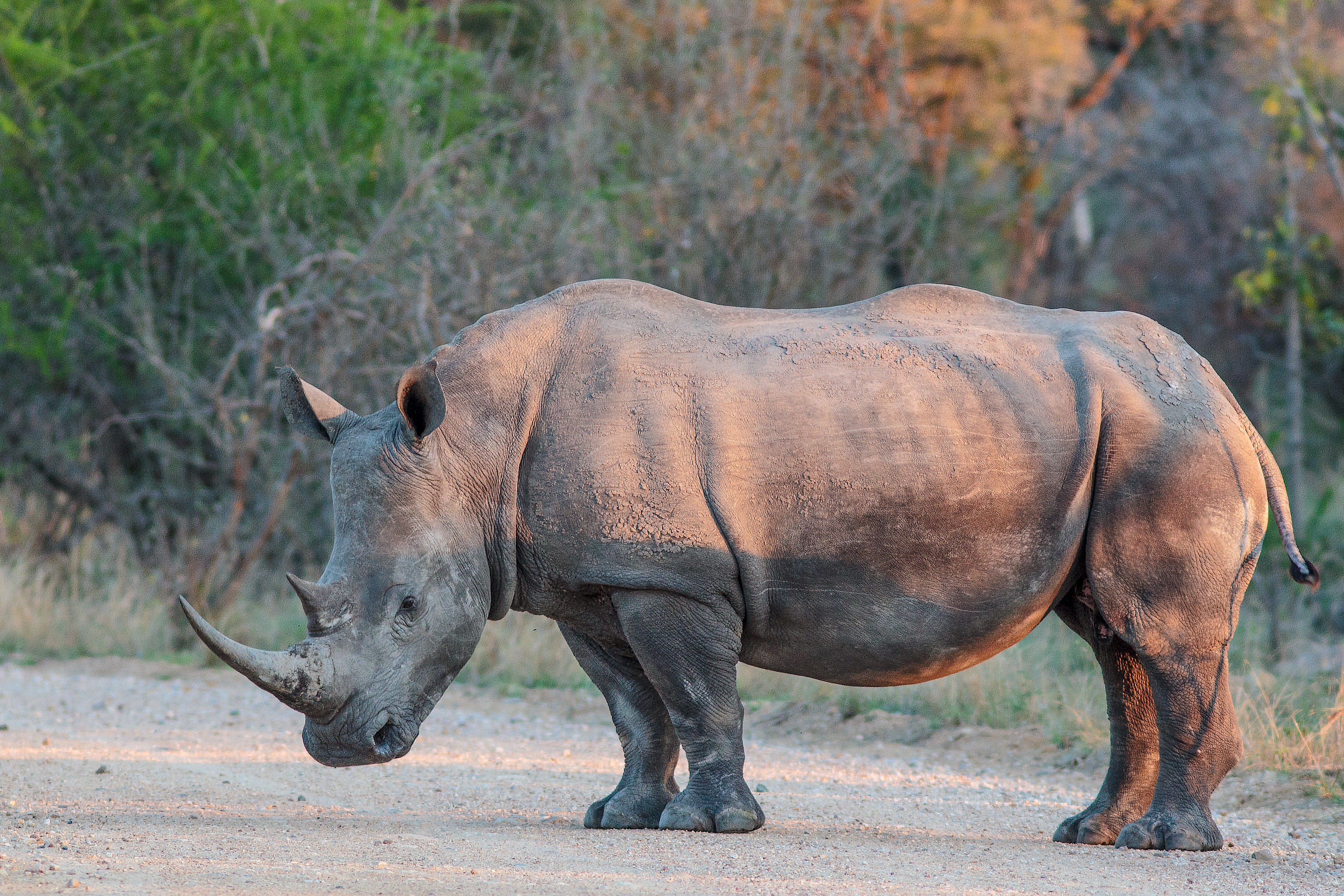
Con tê giác trắng châu Phi

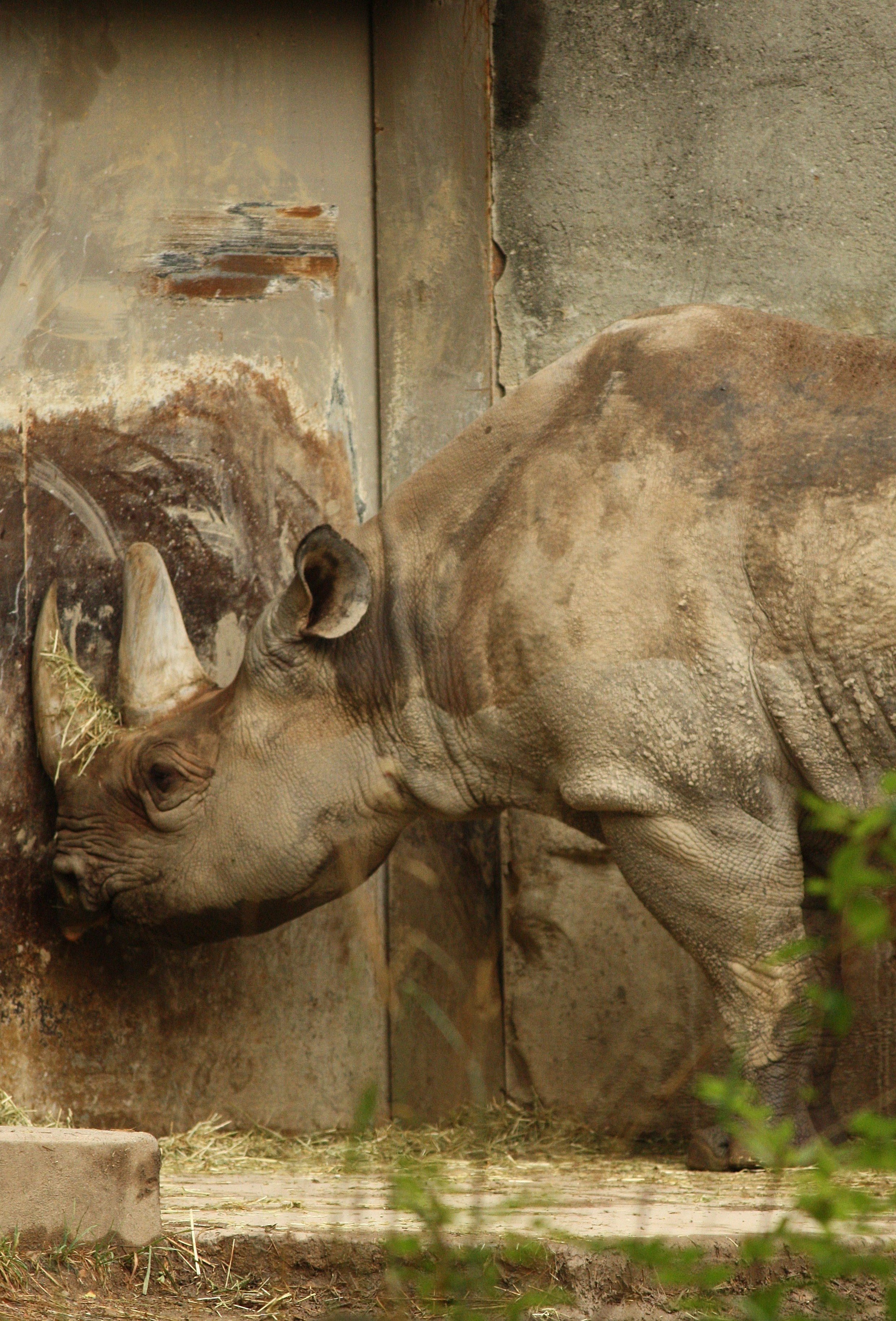
Con tê giác bị giam cầm

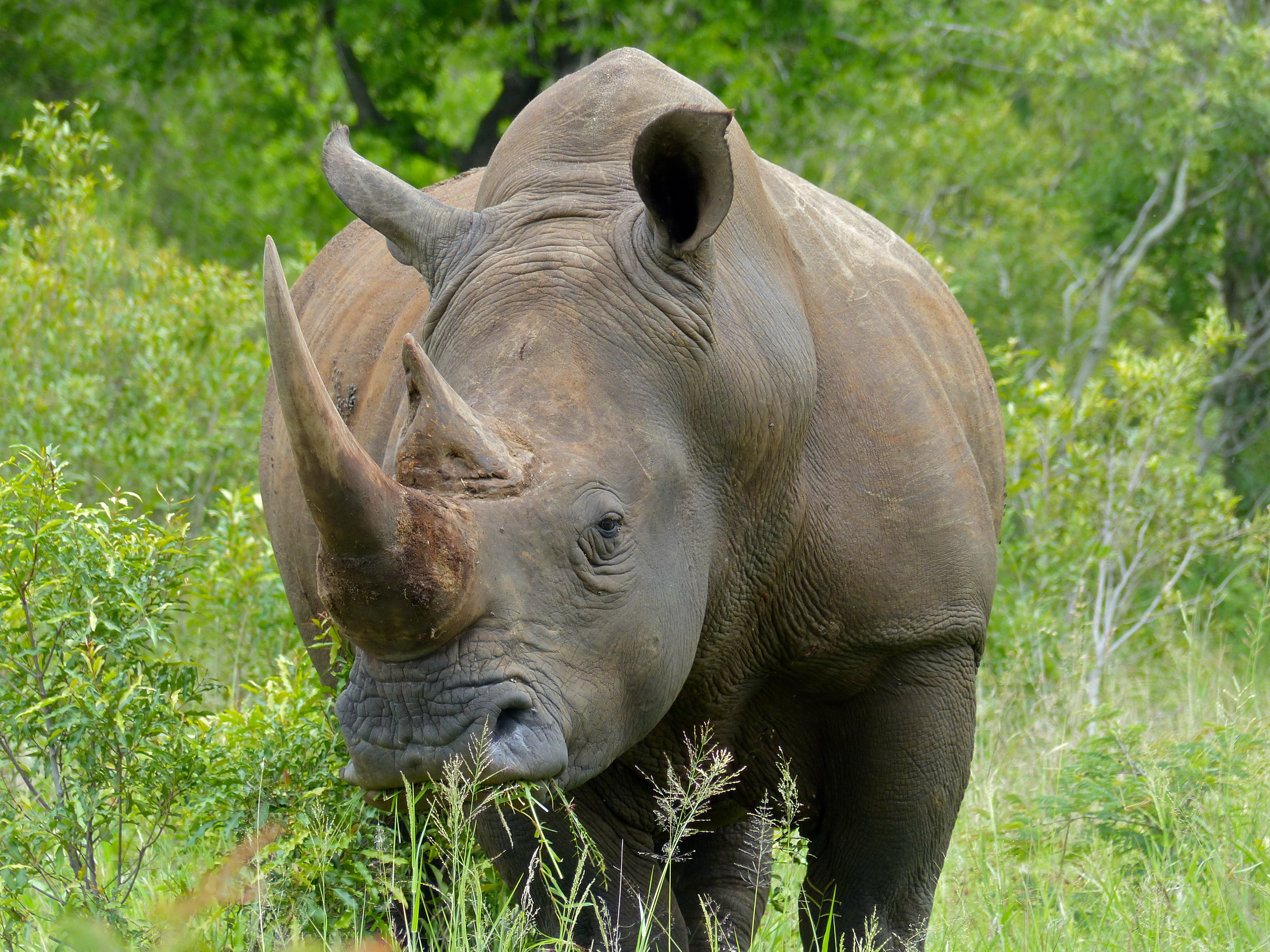
Tê giác, loài vật huyền thoại, được cho là hình tượng của sinh vật kỳ lân trong cả văn hóa phương Đông và phương Tây

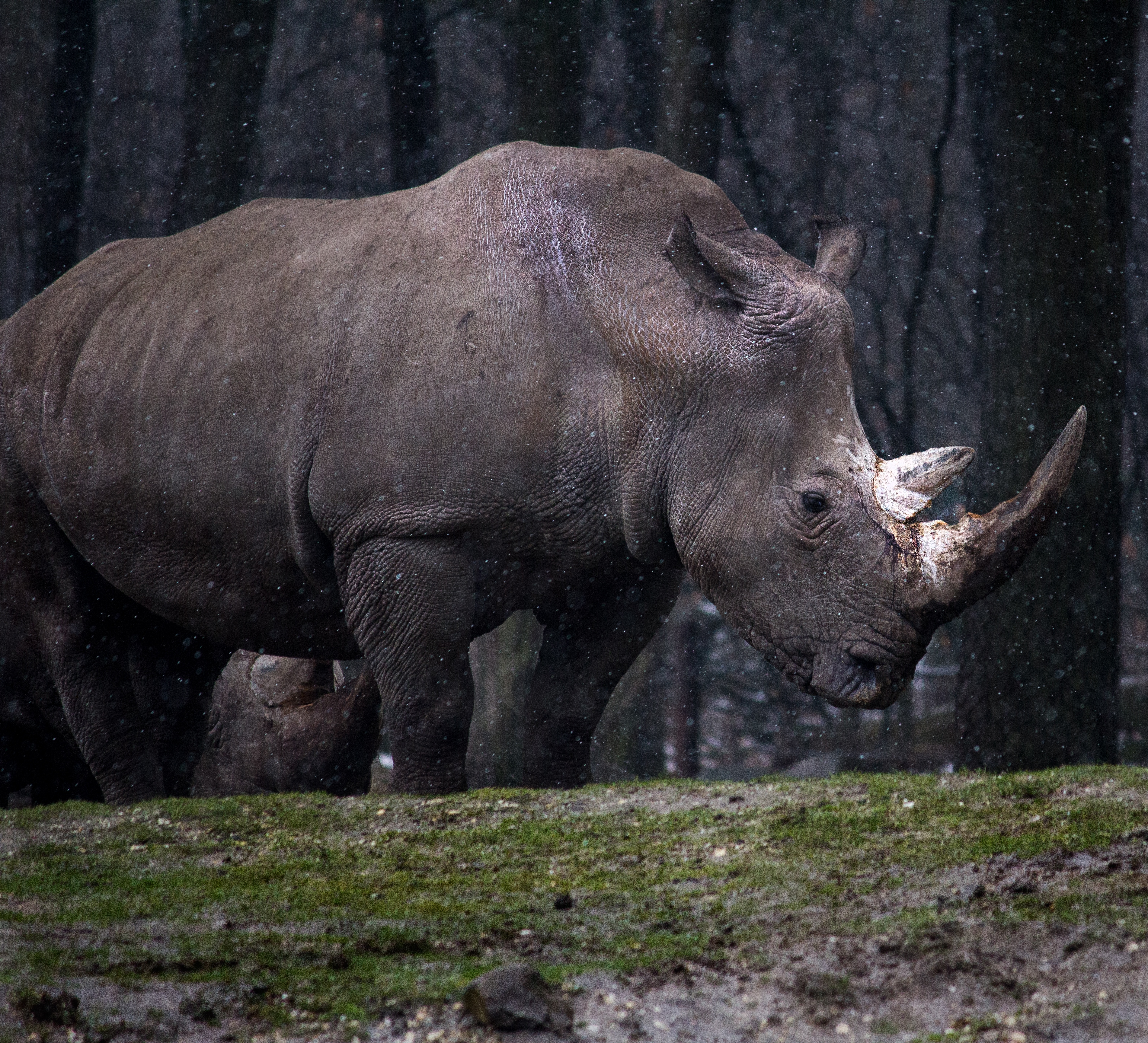
Một con tê giác trong nền tuyết

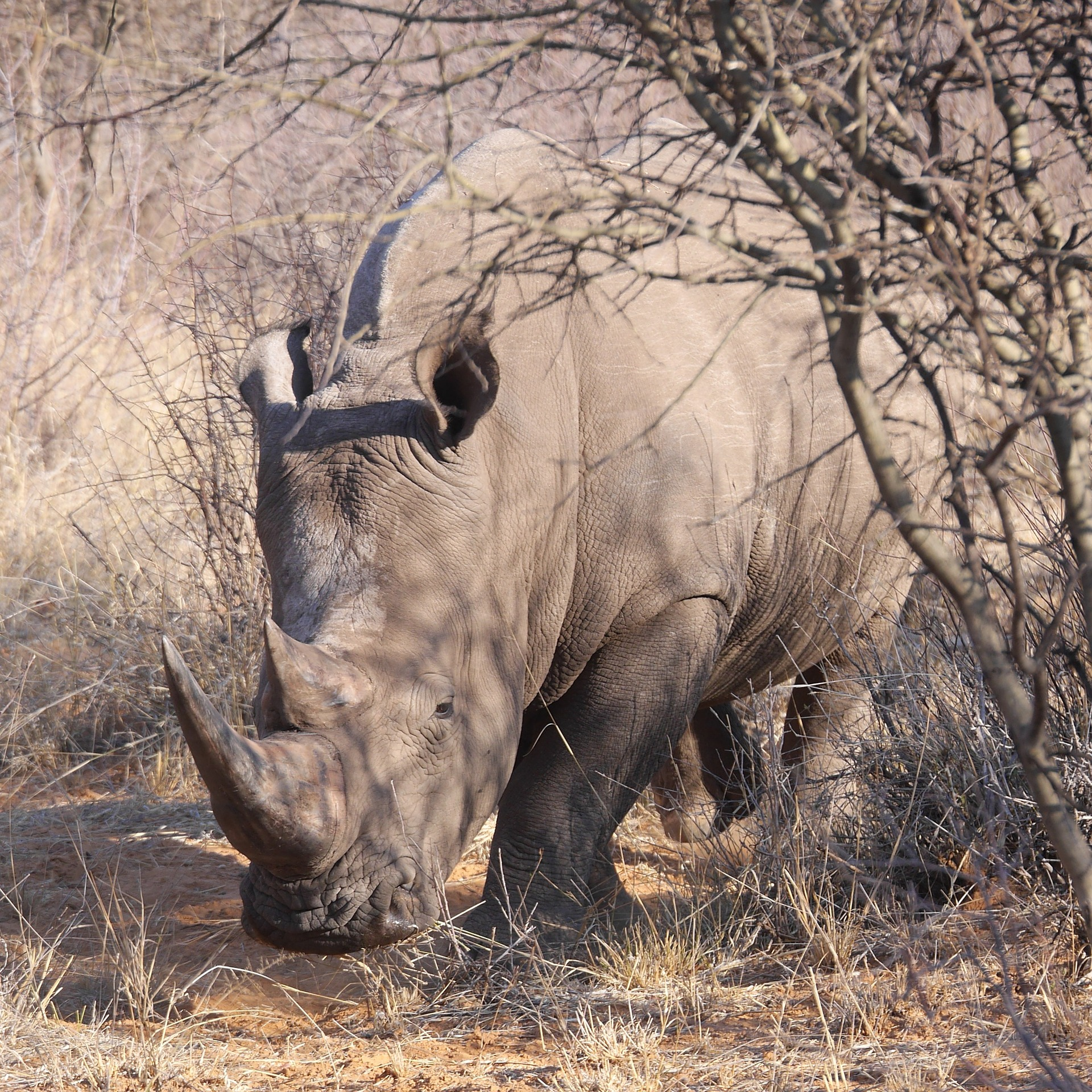
Một con tê giác châu Phi

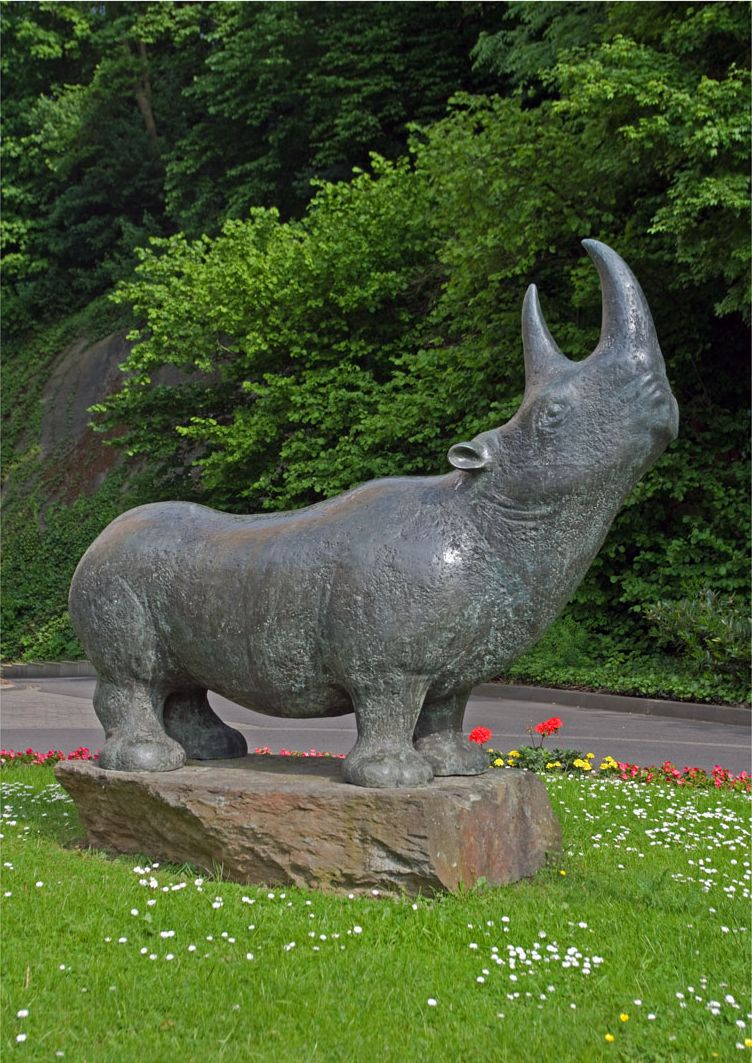
Tượng con tê giác ở công viên

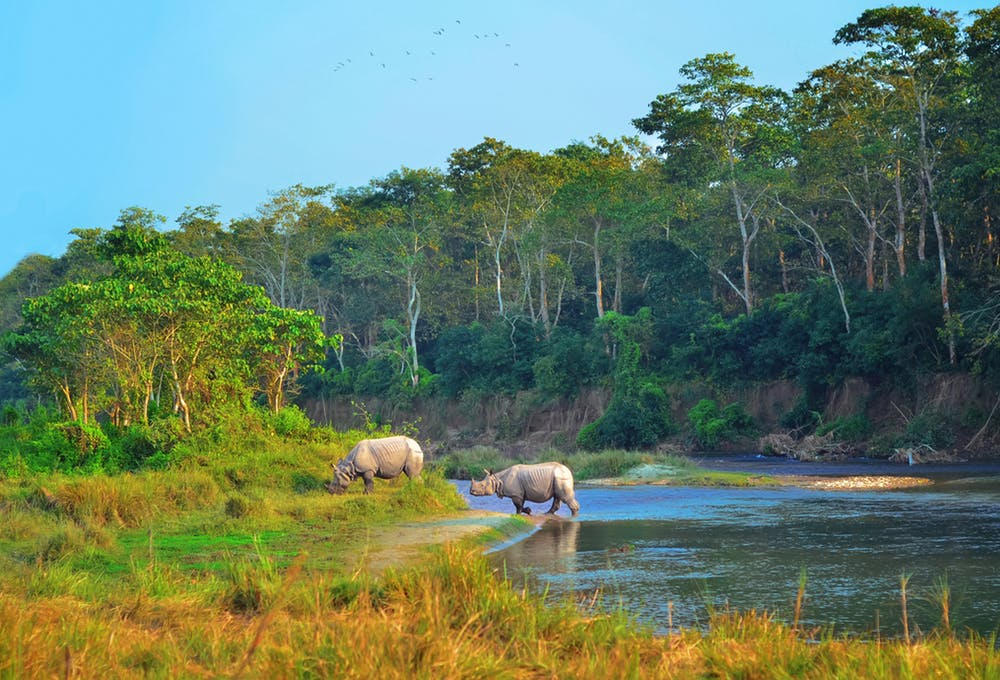
Hai con tê giác trong Vường quốc gia Chitwan